# Ford Escort
Ford Escort ist der Name mehrerer von Herbst 1967 bis Sommer 2000 in Europa produzierter Pkw-Modelle der Kompaktklasse oder der unteren Mittelklasse des Automobilherstellers Ford.
Der Escort war nach dem Transit das zweite gemeinsame Projekt der deutschen und der britischen Ford-Niederlassungen.
Auf der Plattform der jeweils aktuellen Generation des Escort wurde von Sommer 1983 bis Ende 1993 das eigenständige Stufenheckmodell Ford Orion hergestellt. Gemessen an den Zulassungszahlen war der Escort im europäischen Vergleich eines der meistverkauften Autos.
Von Frühjahr 1981 bis Anfang 2003 gab es auch einen amerikanischen Escort, der anfangs mit dem europäischen Modell verwandt war, später aber auf der Plattform des Mazda 323 basierte.
Die Nachfolge in Europa trat im Herbst 1998 der Ford Focus an.
Im Sommer 2014 wurde für den chinesischen Markt der Modellname „Escort“ für eine neue Modellgeneration wiederbelebt. Es ist das erste ausschließlich für China entwickelte Fahrzeug der Marke Ford.
Die Modellbezeichnung Escort wurde bereits in den 1950er Jahren für eine einfach ausgestattete Ausführung des Ford Squire verwendet.

## Escort ’68 (1967–1974)

### Modellgeschichte
Das von den britischen Ford-Werken entwickelte erste eigenständige Modell mit dem Namen Escort wurde ab dem 17. November 1967 im britischen Halewood produziert. Auf dem britischen Markt ersetzte er den technisch ähnlichen Ford Anglia, in Deutschland rundete er das Programm ab.
Anfang Januar 1968 wurde der Escort mit seinem charakteristischen Kühlergrill (auch „Hundeknochen“ genannt) in Marokko der Presse vorgestellt. Wenige Tage später fand die offizielle Präsentation anlässlich des Brüsseler Autosalons statt. Die Verkaufszahlen übertrafen die optimistischen Erwartungen des Herstellers bereits nach zwei Monaten um 30 %. Weniger als fünf Monate nach der Vorstellung lief am 4. Juni 1968 bereits der 100.000. Escort in Halewood vom Band. In Deutschland verließ der erste Wagen am 16. Januar 1970 in Saarlouis das Werk. Die 1968 und 1969 in Deutschland verkauften Wagen wurden im britischen Werk produziert.
Die Technik übernahm Ford in wesentlichen Teilen vom Vorgängermodell Anglia. Der Escort war insbesondere in Großbritannien sehr populär, blieb in Deutschland aber hinter den erwarteten Stückzahlen zurück. Der Käfer des Marktführers Volkswagen war zwar technisch veraltet, aber besser verarbeitet, und zudem gab es mit dem Opel Kadett B und französischen und italienischen Importwagen etablierte und in manchen Bereichen überlegene Alternativen.
Mitte 1973 kam in Westdeutschland der RS 2000 als Topmodell hinzu. Erkennbar war er an der auffälligen zweifarbigen Lackierung und den verbreiterten Radläufen vorn. Mit 74 kW (100 PS) erreichte der leichte Escort viele Erfolge im Motorsport. Weit erfolgreicher im internationalen Autosport waren allerdings der britische Escort TwinCam und sein Nachfolger, der RS 1600 mit Cosworth BD-16V-Motor. Mit diesem Motor konnte der RS1600 1973 die Rallycross-Europameisterschaft, den Finnland-Lauf der Rallye-Weltmeisterschaft und einige Läufe zur Deutschen Rennsport-Meisterschaft gewinnen.

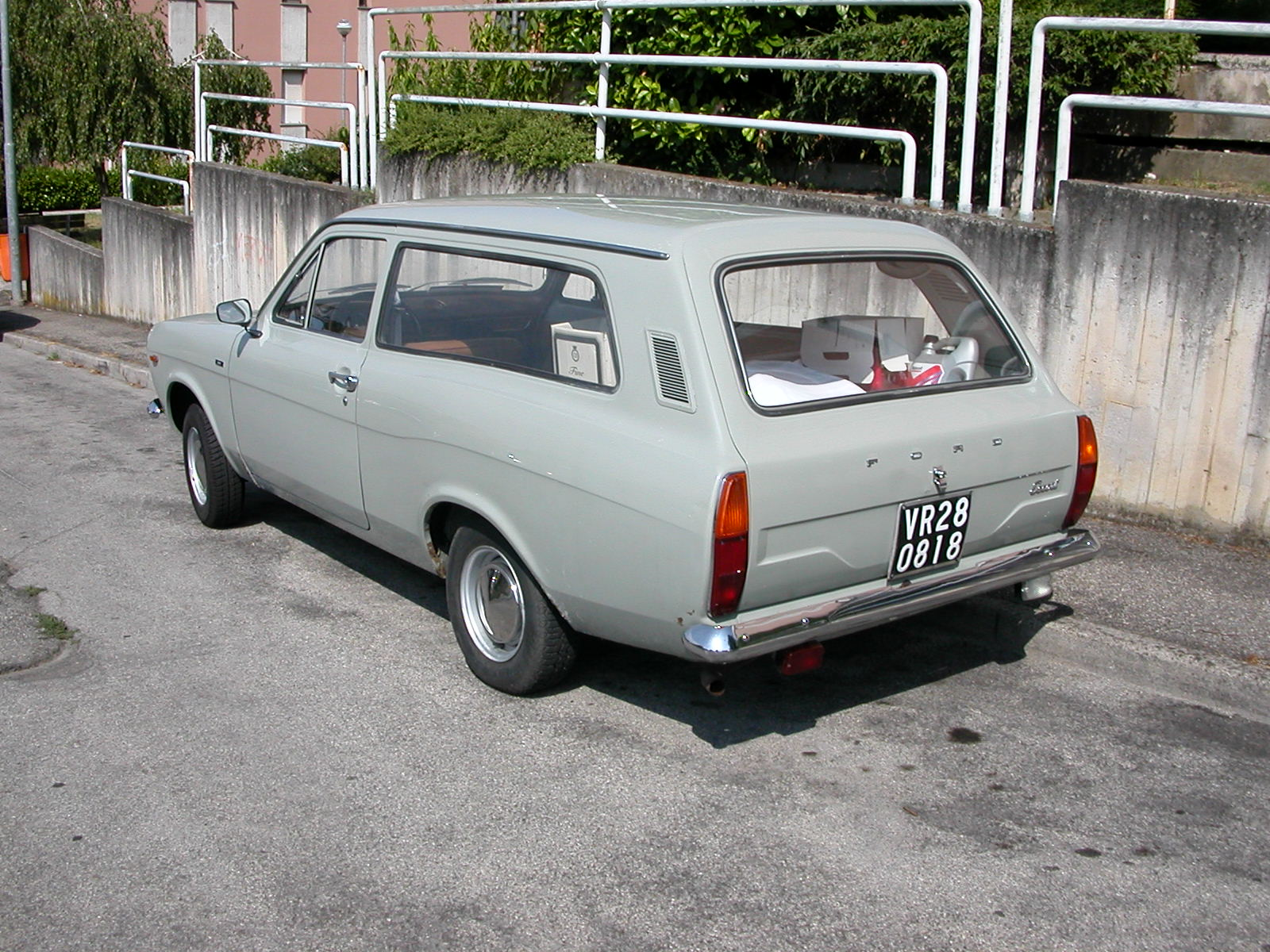
Ford Escort Turnier (1969–1974)
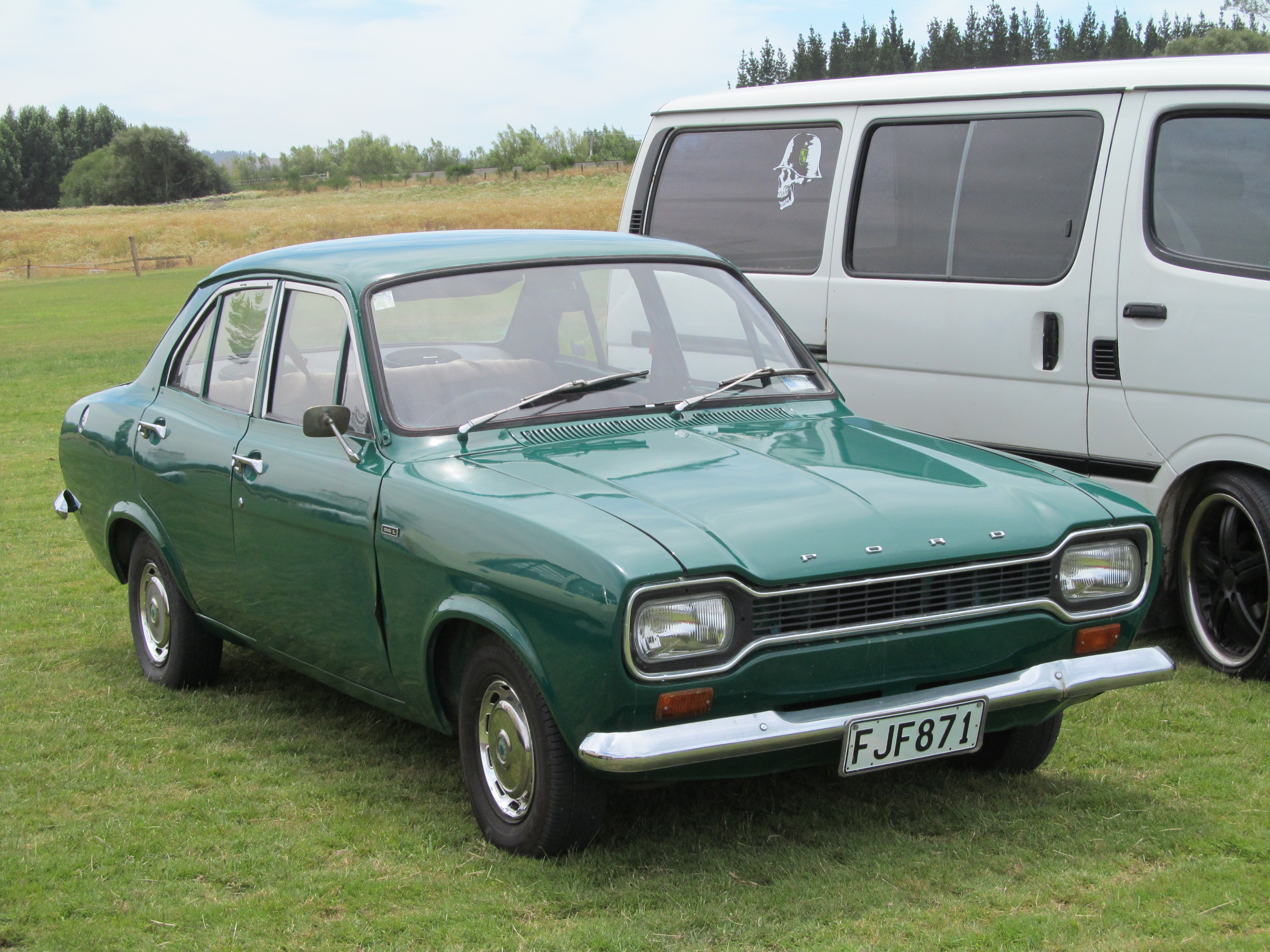
Ford Escort Viertürer (1969–1974)
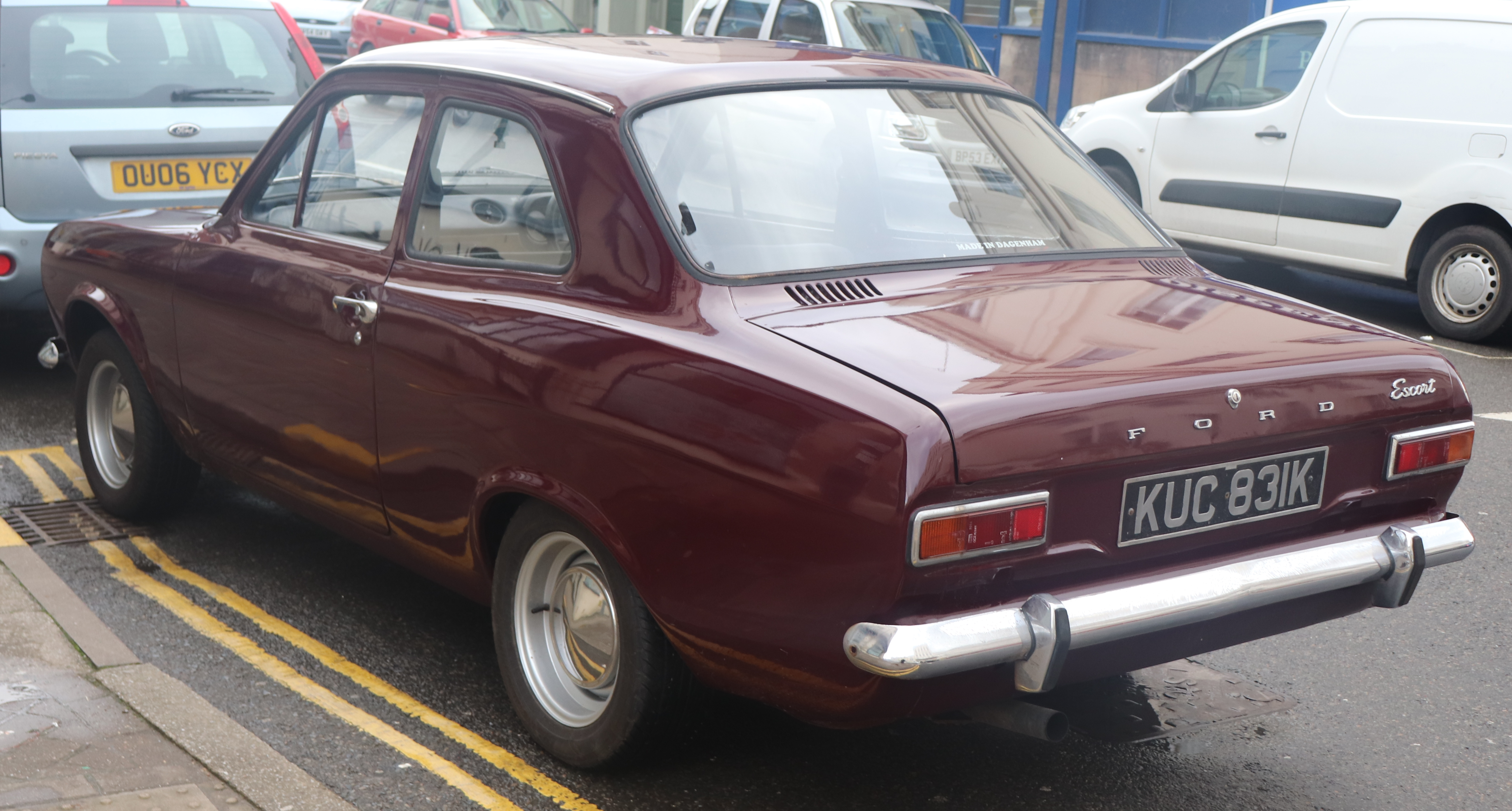
Heckansicht (1969–1974)
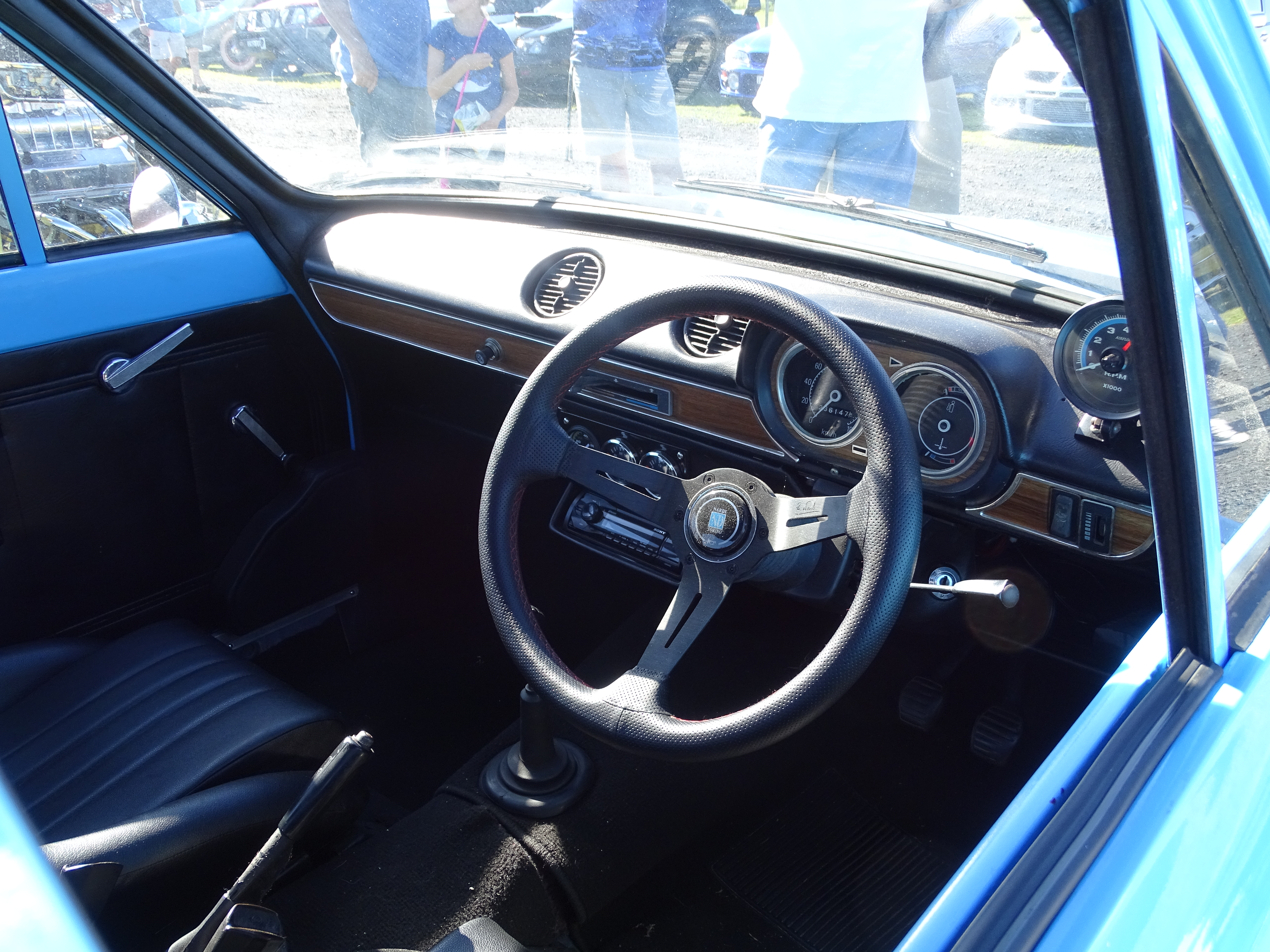
Armaturenbrett (1969–1974)

### Karosserie
Der Escort wurde von seinen Entwicklern als Stufenhecklimousine mit selbsttragender Ganzstahl-Karosserie konzipiert. Zunächst erschien die zweitürige Limousine, der ab April 1969 ein dreitüriger Kombi (bei Ford „Turnier“ genannt) folgte. Ab September 1969 bot Ford auch eine viertürige Limousine und einen Kastenwagen an.
Der Kofferraum der Limousine fasste 270 Liter, der Kombi hatte ein Ladevolumen von 1,53 m³.
Die Fahrzeuge hatten grundsätzlich runde Hauptscheinwerfer, nur die gehobene „Super“-Ausstattung wurde mit rechteckigen Scheinwerfern ausgeliefert.

### Fahrwerk
Das Fahrwerk des Escort war einfach gehalten. Die mit MacPherson-Federbeinen versehene Vorderradaufhängung wurde im Vergleich zum Anglia durch ein neues Querlenker-Schubstreben-Paar tiefer gelegt. Bei den Fahrzeugen aus deutscher Produktion wurden die hinten im Radkasten angelenkten Schubstreben zur Längsführung durch einen Querstabilisator ersetzt. Diese Radführung wurde später auch für die englischen Modelle übernommen. Die Lenkung war neu, mit Ritzel und Zahnstange.
Die starre Hinterachse wurde anfangs nur an halbelliptischen Dreiblattfedern geführt und mit schräg stehenden Stoßdämpfern versehen. Die Modellpflege für 1971 brachte dem Escort dann zusätzlich Längslenker an der Hinterachse.

### Bremsen
Bei Modelleinführung wurden die 1100er-Modelle mit Trommelbremsen an allen vier Rädern ausgerüstet. Die 1300er hatten vorne Scheibenbremsen, Trommelbremsen an den Hinterrädern und einen Bremskraftverstärker.

### Motoren
Die 1959 im Ford Anglia eingeführten Vierzylinder-Kent-Motoren wurden für den Escort weiterentwickelt. Sie erhielten neue Zylinderköpfe – Ansaug- und Auspuffkrümmer lagen sich gegenüber – mit Heron-Brennräumen, die als Mulde im Kolbenboden unter dem ebenen Zylinderkopf ausgebildet sind. Alle Motoren haben die gleiche Bohrung von 80,98 mm und gleiche Zylinderköpfe. Die unterschiedlichen Hubräume werden durch unterschiedliche Hübe erreicht. Im Zuge der Einführung des Modells 1971 wurden die 1,1- und 1,3-l-Motoren überarbeitet, wodurch sich eine Leistungssteigerung ergab. Die Ausführungen von Ford-Köln und Ford-England wiesen eine unterschiedliche Motorleistung auf.
| [ 5 ]                           | 1100, Strada                                | 1100 S                                      | 1300                                 | 1300 S                                        | GT, GXL, Sport                             | RS 2000                                                          |
| Bauzeitraum                     | 1968–1974                                   | 1968–1974                                   | 1968–1970                            | 1968–1974                                     | 1968–1974                                  | 1973–1974                                                        |
| Motorkenndaten                  |                                             |                                             |                                      |                                               |                                            |                                                                  |
| Motortyp                        | 4-Zylinder-Reihenmotor                      | 4-Zylinder-Reihenmotor                      | 4-Zylinder-Reihenmotor               | 4-Zylinder-Reihenmotor                        | 4-Zylinder-Reihenmotor                     | 4-Zylinder-Reihenmotor                                           |
| Ventile                         | Hängend, Stoßstangen und Kipphebel          | Hängend, Stoßstangen und Kipphebel          | Hängend, Stoßstangen und Kipphebel   | Hängend, Stoßstangen und Kipphebel            | Hängend, Stoßstangen und Kipphebel         | Hängend                                                          |
| Ventilsteuerung                 | seitliche Nockenwelle, Einfach-Kette        | seitliche Nockenwelle, Einfach-Kette        | seitliche Nockenwelle, Einfach-Kette | seitliche Nockenwelle, Einfach-Kette          | seitliche Nockenwelle, Einfach-Kette       | OHC, Zahnriemen                                                  |
| Gemischaufbereitung             | 1 Ford Fallstromvergaser                    | 1 Ford Fallstromvergaser                    | 1 Ford Fallstromvergaser             | 1 Ford Fallstromvergaser                      | 1 Doppel-Fallstromvergaser Weber 32/32 DFE | 1 Register-Fallstromvergaser Weber 32/36 DAGV mit Startautomatik |
| Kühlung                         | Wasserkühlung (6,0 l Wasser)                | Wasserkühlung (6,0 l Wasser)                | Wasserkühlung (6,0 l Wasser)         | Wasserkühlung (6,0 l Wasser)                  | Wasserkühlung (6,0 l Wasser)               | Wasserkühlung (6,9 l Wasser)                                     |
| Bohrung × Hub                   | 81 × 53,3 mm                                | 81 × 53,3 mm                                | 81 × 63 mm                           | 81 × 63 mm                                    | 81 × 63 mm                                 | 90,82 × 76,95 mm                                                 |
| Hubraum                         | 1098 cm³                                    | 1098 cm³                                    | 1298 cm³                             | 1298 cm³                                      | 1298 cm³                                   | 1993 cm³                                                         |
| Verdichtungsverhältnis          | 8,0:1                                       | 9,0:1                                       | 8,0:1                                | 9,0:1 (ab 1973) 9,2:1                         | 9,2:1                                      | 9,2:1                                                            |
| max. Leistung bei min−1         | 29 kW (40 PS)/ 5300 bis 32 kW (44 PS)/ 6000 | 33 kW (45 PS)/ 5300 bis 35 kW (48 PS)/ 6000 | 35 kW (48 PS)/ 5000                  | 38 kW (52 PS)/ 5000 bis 42 kW (57 PS)/ 5500   | 47 kW (64 PS)/ 5800 bis 53 kW (72PS)/ 6000 | 74 kW (100 PS)/ 5700                                             |
| max. Drehmoment bei min−1       | 67 Nm/ 2800 bis 71 Nm/ 3000                 | 73 Nm/ 2500 bis 74 Nm/ 3000                 | 85 Nm/ 2400                          | 90 Nm/ 2500 bis 91 Nm/ 3000                   | 87 Nm/ 4200 bis 92 Nm/ 4000                | 146 Nm/ 3750                                                     |
| Kraftübertragung                |                                             |                                             |                                      |                                               |                                            |                                                                  |
| Antrieb                         | Hinterradantrieb                            | Hinterradantrieb                            | Hinterradantrieb                     | Hinterradantrieb                              | Hinterradantrieb                           | Hinterradantrieb                                                 |
| Getriebe, serienmäßig           | 4-Gang-Schaltgetriebe                       | 4-Gang-Schaltgetriebe                       | 4-Gang-Schaltgetriebe                | 4-Gang-Schaltgetriebe                         | 4-Gang-Schaltgetriebe                      | 4-Gang-Schaltgetriebe                                            |
| Getriebe, optional              | –                                           | –                                           | –                                    | Borg Warner Automatik 3 Gang Planetengetriebe | –                                          | –                                                                |
| Messwerte                       |                                             |                                             |                                      |                                               |                                            |                                                                  |
| Höchstgeschwindigkeit           | 127 km/h                                    | 131 km/h                                    | 135 km/h                             | 135–140 km/h                                  | 152 km/h                                   | 176 km/h                                                         |
| Beschleunigung, 0–100 km/h      | 27 s                                        | 27 s                                        | 21 s                                 | 20–22 s                                       | 15,5–17 s                                  | 10 s                                                             |
| Kraftstoffverbrauch auf 100 km  | 10 l bis 10,5 l (Kombi)                     | 10 l bis 10,5 l (Kombi)                     | 10,5 l bis 11 l (Kombi)              | 10,5 l bis 11,5 l (Kombi)                     | 11 l                                       | 12 l                                                             |
| Leergewicht (Limousine 2-Türig) | 825 kg                                      | 825 kg                                      | 825 kg                               | 825–845 kg                                    | 850 kg                                     | 900 kg                                                           |
| Leergewicht (Limousine 4-Türig) | 845 kg                                      | 845 kg                                      | 845 kg                               | 845–865 kg                                    | 870 kg                                     | -                                                                |
| Leergewicht (Kombi)             | 880 kg                                      | 880 kg                                      | 880 kg                               | 880–900 kg                                    | -                                          | -                                                                |
| Leergewicht (Sportlimousine)    | -                                           | -                                           | -                                    | -                                             | 840 kg                                     | -                                                                |

### Kraftübertragung
Alle Escort I waren serienmäßig mit einem vollsynchronisierten Vierganggetriebe ausgerüstet. Gegen einen anfänglichen Aufpreis von 799,20 DM war ein Dreigang-Borg-Warner 35 Automatikgetriebe erhältlich.
Eine Kardanwelle übertrug die Leistung zur Hinterachse, bei den 1100er-Modellen der ersten Baureihe war sie einteilig, die Modelle ab 1300 cm³ hatten eine zweiteilige Kardanwelle.

### Motorsport

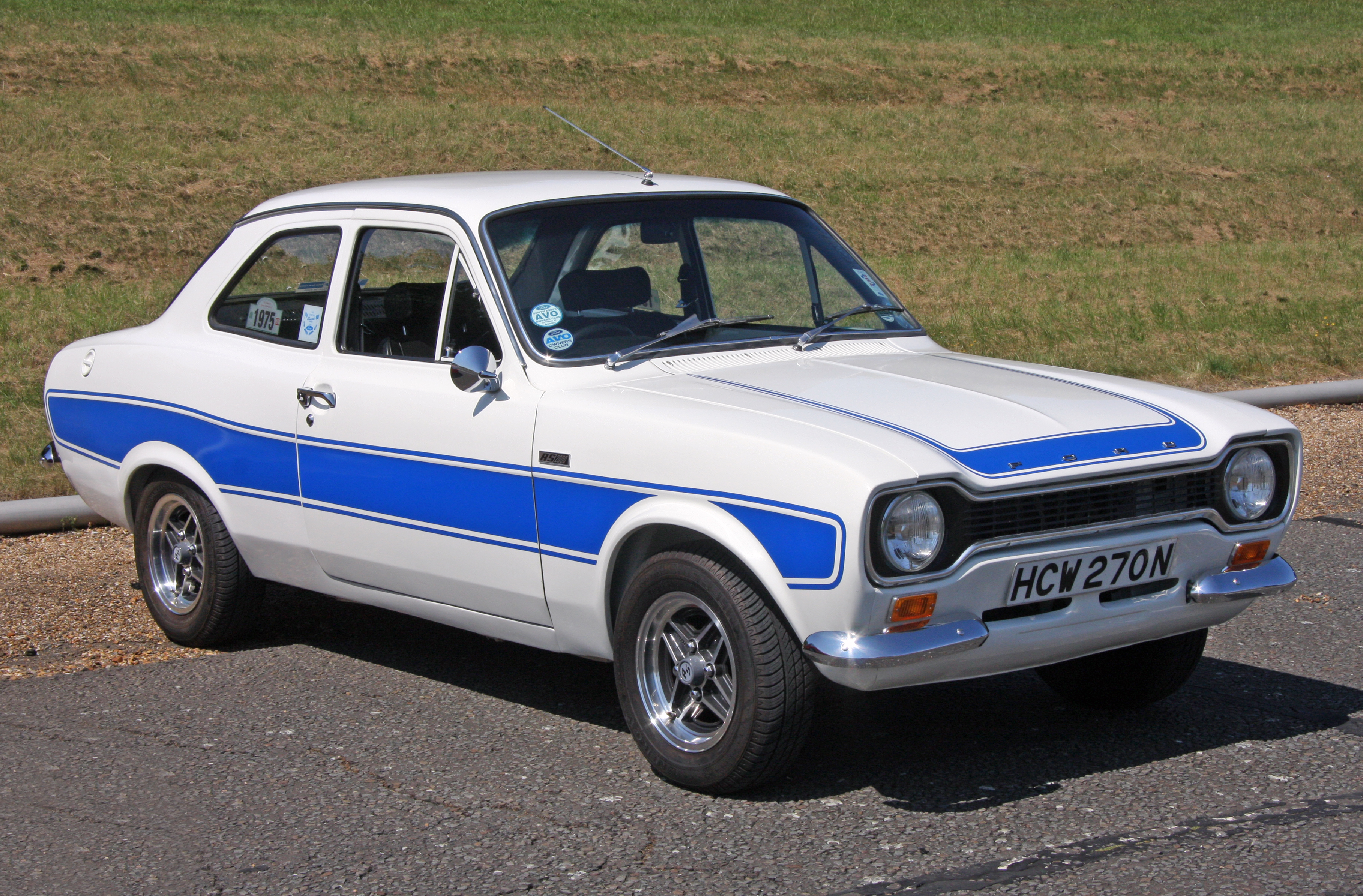
Ford Escort RS 2000 (1973)

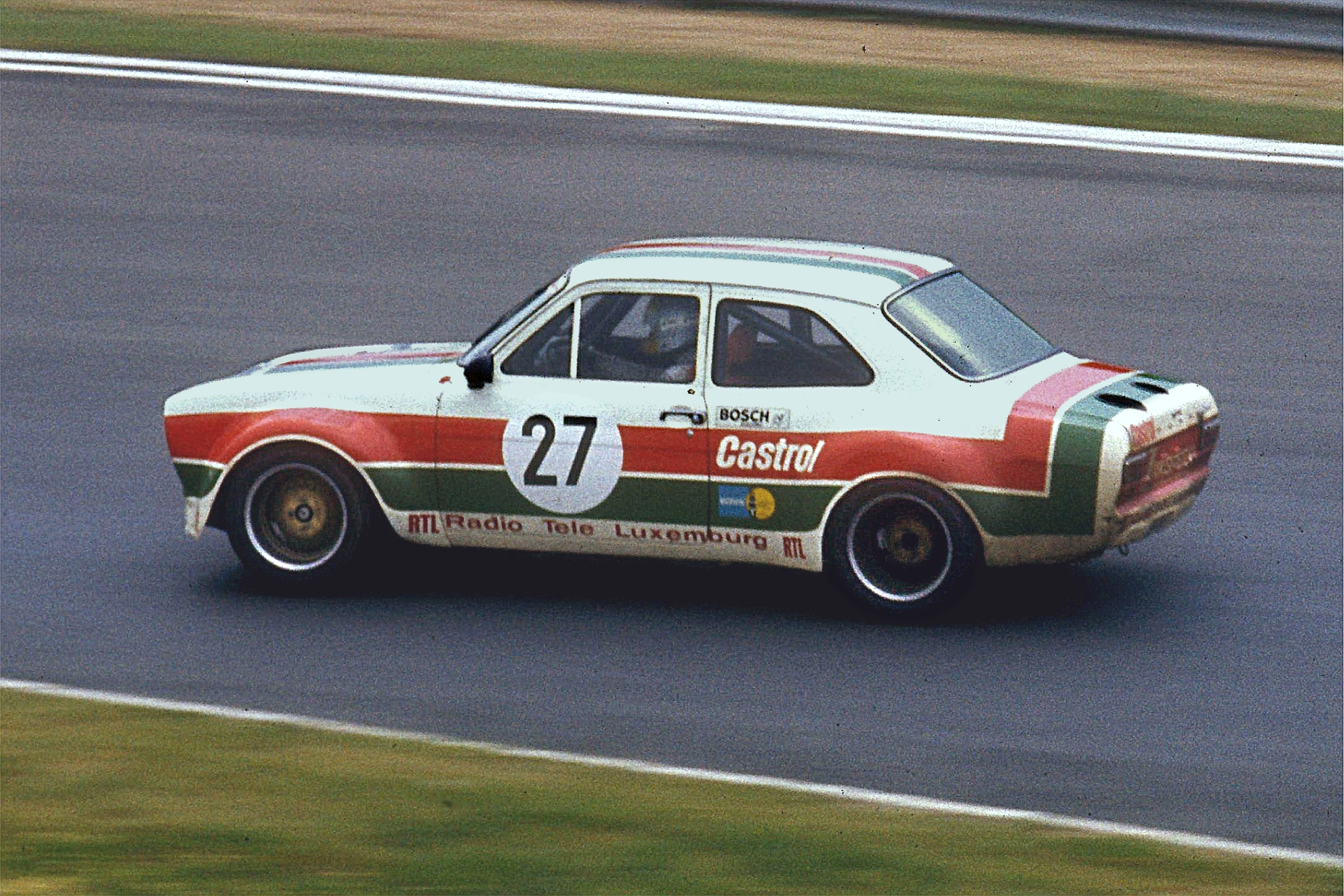
Hans Heyer im Ford Escort RS 2000 beim Großen Preis der Tourenwagen 1974 auf dem Nürburgring

Der Escort wurde ursprünglich ohne Rücksicht auf die Anforderungen des Motorsports konstruiert. Ford Motorsport organisierte jedoch ein frühes Exemplar und führte über ein Wochenende Passformproben der Mechanik des Lotus Cortina durch. Die Vorderachse dieses Wettbewerbsfahrzeugs ließ sich problemlos montieren, die Hinterachse mit nur minimalen Änderungen ebenfalls. Der Lotus-Motor passte allerdings wegen seines ausladenden Zylinderkopfs mit angegossenen Ansaugkanälen und der voluminösen Vergaser- und Luftfilteranlage erst unter die Motorhaube, als das Vorderende des Motors einige Zentimeter zur (in Fahrtrichtung) linken Seite verschoben wurde. Der Motor saß also nicht sauber gerade im Motorraum, sondern etwas nach links verdreht. Die Batterie musste in den Kofferraum verlegt werden, um Platz für den Auspuff zu schaffen.
Um das erheblich größere Getriebe des Cortina unterzubringen, wurden Spritzwand und Getriebetunnel mit einem Zwei-Kilo-Hammer entsprechend modifiziert.
Die Änderungen an der Karosserie beschränkten sich auf etwas breitere hintere Kotflügel, um die breite Hinterachse abzudecken, ausgestellte vordere Radläufe, Verstärkungsbleche an den Federbeinbefestigungen und den modifizierten Getriebetunnel. Solche Karosserien liefen in der Fertigung als „Type 49“ und hatten Fahrgestellnummern, die mit „49“ beginnen.
Das so entstandene Modell wurde als Escort Twin Cam anfangs in der regulären Fertigung in Halewood hergestellt und in einer abgelegenen Ecke des Werks komplettiert. Dort entstanden etwa 1.100 Fahrzeuge. Als das Management jedoch feststellte, dass für jede 49er-Karosserie ein Ausfall von eineinhalb normalen Escort entstand, wurde die Fertigung in Halewood beendet. Weitere Exemplare wurden bei Ford Motorsport in Boreham gefertigt.
Der Lotus-Motor erwies sich allmählich als nicht mehr ausreichend leistungsstark und auch als nicht besonders zuverlässig im Sporteinsatz, dazu auch noch aufwendig und teuer in der Wartung. Deswegen wurde Cosworth damit beauftragt, einen neuen Vierventil-Zylinderkopf für den vorhandenen Block zu konstruieren. Der so entstandene Cosworth-BD-Motor ersetzte den Lotus-Vierzylinder im ansonsten unveränderten Fahrzeug, das dann als Escort RS 1600 vermarktet wurde. Auch der BD-Motor wurde schief im Motorraum eingebaut, obwohl das wegen seiner erheblich schlankeren Abmessungen nicht mehr erforderlich gewesen wäre. Der BD hatte unter Ausnutzung sämtlicher Fertigungs- und Reparaturtoleranzen 1601 cm³ und durfte deswegen im Sport bis auf zwei Liter Hubraum vergrößert werden. Vom RS1600 entstanden einige hundert Exemplare in Boreham. Mit dem vorhandenen Grauguss-Block waren jedoch nicht mehr als 1835 cm³ realisierbar. Der externe Tuner Brian Hart hatte ohne Wissen von Ford auf eigene Faust einen Aluminium-Motorblock konstruiert, der den Grauguss-Block ersetzen konnte und die Möglichkeit bot, zwei Liter Hubraum zu realisieren.
Die Sportexemplare hatten zwei Liter Hubraum und Hinterachsen mit vier Längslenkern (die beiden oberen nach hinten gerichtet), einen Panhardstab sowie Schraubenfedern. Mit solchen Fahrzeugen konnte das Ford-Team mit Fahrern wie Roger Clark, Timo Mäkinen und Hannu Mikkola zahlreiche Erfolge im Rallyesport erzielen.
Ford machte alle Entwicklungen des Werksteams über sein vor allem in Großbritannien gut ausgebautes RS-Händlernetz allgemein verfügbar, sobald diese sich als sinnvoll und standfest erwiesen hatten. So konnte jedes Team, entsprechende Finanzkraft vorausgesetzt, Fahrzeuge auf Werksstandard präparieren. Dadurch unterlag Ford des Öfteren in Wettbewerben Privatteams, was aber aus Marketinggründen gern gesehen wurde. Dadurch wurden Escort RS zu sehr populären Wettbewerbsfahrzeugen in Großbritannien. Dort gab es den Satz, dass jedes Wochenende irgendwo in Großbritannien es irgendeine Veranstaltung gibt, die mit einem Escort gewonnen wird.

### Produktionszahlen Escort 68
Gesamtproduktion deutsche Ford Werke (Genk in Belgien ab 1969; Saarlouis ab 1970) von 1969 bis 1974 (Genk ist dem deutschen Produktionsverbund zugeordnet)
| Jahr | 1969    | 1970    | 1971    | 1972    | 1973    | 1974                              | Summe       |
| ---- | ------- | ------- | ------- | ------- | ------- | --------------------------------- | ----------- |
|      | 120.393 | 154.436 | 156.958 | 124.088 | 156.098 | 78.604 davon ca. 65.500 Escort 68 | ca. 777.500 |

## Escort ’75 (1974–1980)

### Modellgeschichte
Für die unter dem Codenamen „Brenda“ entwickelte zweite Escort-Generation übernahm Ford die Plattform und Technik des Vorgängers mit Stufenheck und Hinterradantrieb. Die Karosserie wurde geglättet, der Grill war rechteckig und die Fensterunterkante wurde grade ausgeführt, beim Kombi „Turnier“ blieb die „Coke-Bottle-Linie“ des alten Modells; lediglich die Frontpartie wurde angepasst.
Auch der Escort ’75 hatte Hinterradantrieb, wie der bis 1979 produzierte Hauptkonkurrent Opel Kadett C, aber achsführende Blattfedern. Diese gab es 1974 in Kontinentaleuropa sonst fast nur bei japanischen Importwagen.
Gegen Ende der 1970er Jahre war das Konzept des Escort im Grunde überholt. Kompaktwagen mit Frontantrieb wie der VW Golf, aber auch Wettbewerber aus Frankreich oder Italien, lagen in Deutschland in der Publikumsgunst vorne. In Großbritannien hingegen verkaufte er sich jedoch weiterhin gut.

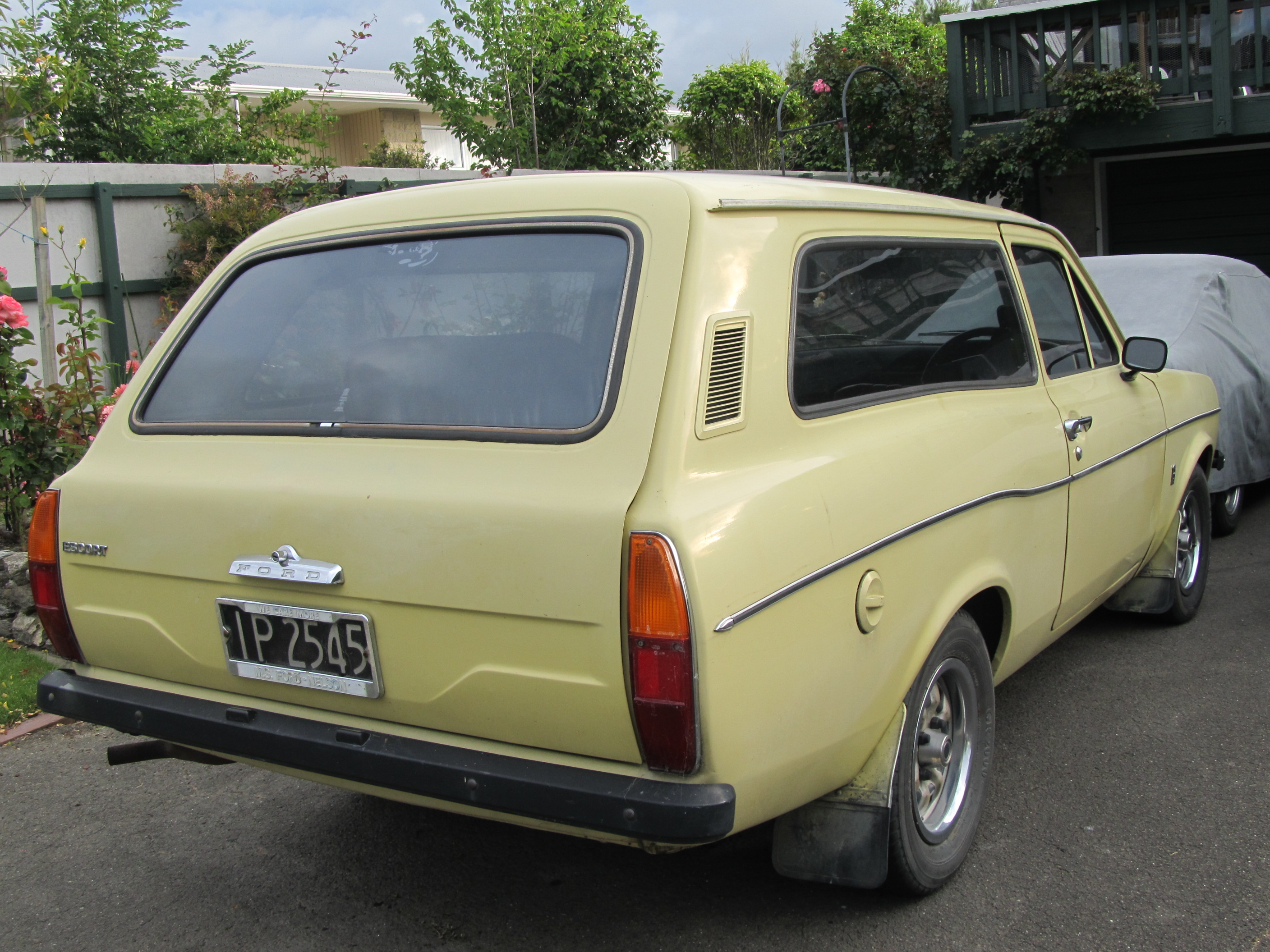
Ford Escort Turnier
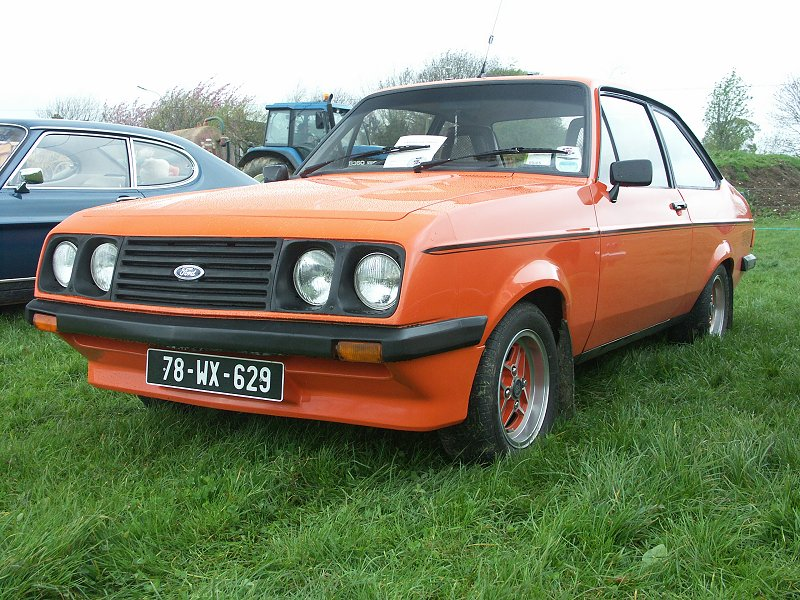
Ford Escort RS2000

### Modellpflege
Bereits im August 1975 gab es erste kleine technische Änderungen, wie eine besser passende Auspuffanlage, einen verstärkten Lichtmaschinenhalter und ein elektromagnetisches Abschaltventil als Nachrüstung (sogenanntes Anti-Diesel-Kit) um das Nachlaufen des Motors nach dem Abstellen („Nachdieseln“) zu vermeiden. Das Ventil wurde bald darauf in die Serie ab Werk übernommen. Diese kleinen Detailveränderungen ergaben sich durch erste Beobachtungen der Kunden, Werkstätten und Tests durch Fachzeitschriften.
Im August 1977 erhielt die deutsche Ausführung des Escort ein erstes erkennbares Facelift, wobei der Frontgrill, Kofferraumdeckel und die Lenkradnabenabdeckung mit dem ovalen Ford-Logo statt des bisherigen Schriftzuges aus Einzelbuchstaben (im Lenkrad zuvor Escort-Schriftzug in Schreibschrift) versehen wurden. Des Weiteren wurden die Ausstattungen in Details sowie die Farbpalette und die Bezugsstoffe geändert.
Ab Frühjahr 1979 bekamen mit Ausnahme der Modelle „Sport“ und RS 2000 alle Ford Escort ab der Basisversion die rechteckigen Frontscheinwerfer der bisherigen GL- und Ghia-Varianten. Die Einpresstiefe der Räder wurde geändert, um die Spur zu verbreitern. Die Hinterachse bekam Einblattfedern statt der geschichteten dreilagigen Blattfedern davor und die Motorleistung wurde im Schnitt mit zwei PS mehr angegeben, was mit dem Einbau eines elektrisch statt über Keilriemen angetriebenen Lüfters begründet wurde.

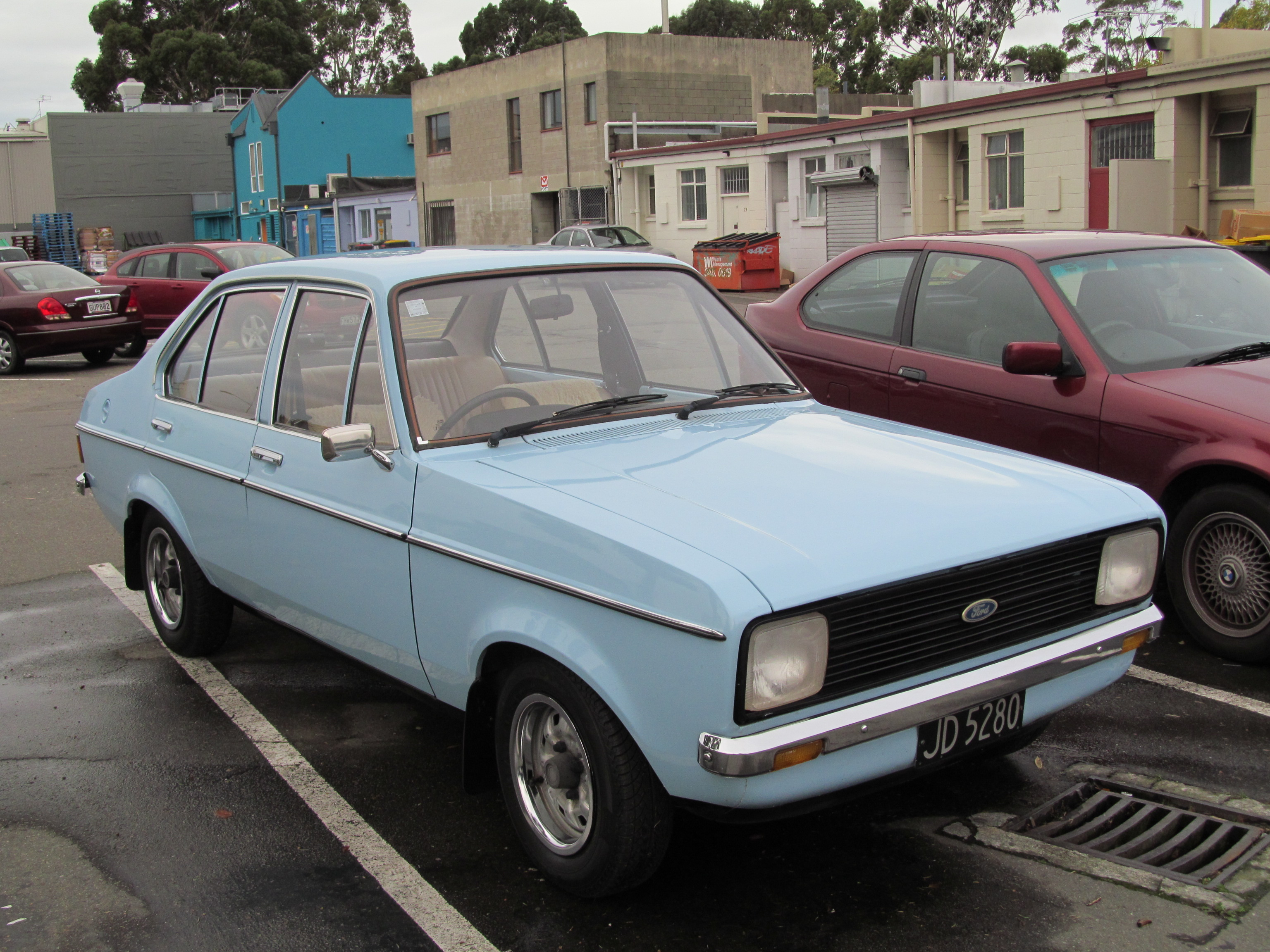
Ford Escort (1977–1980)
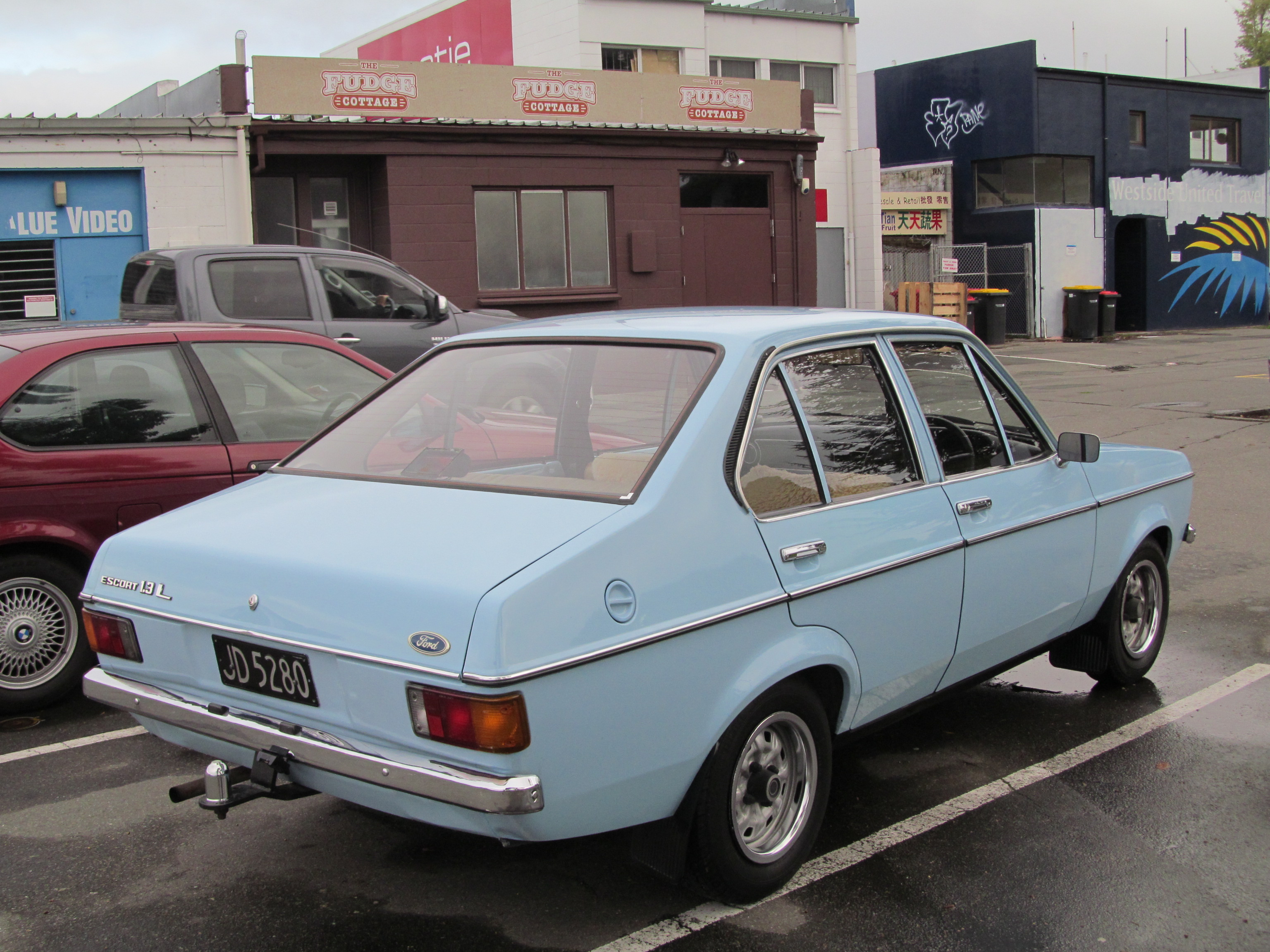
Heckansicht
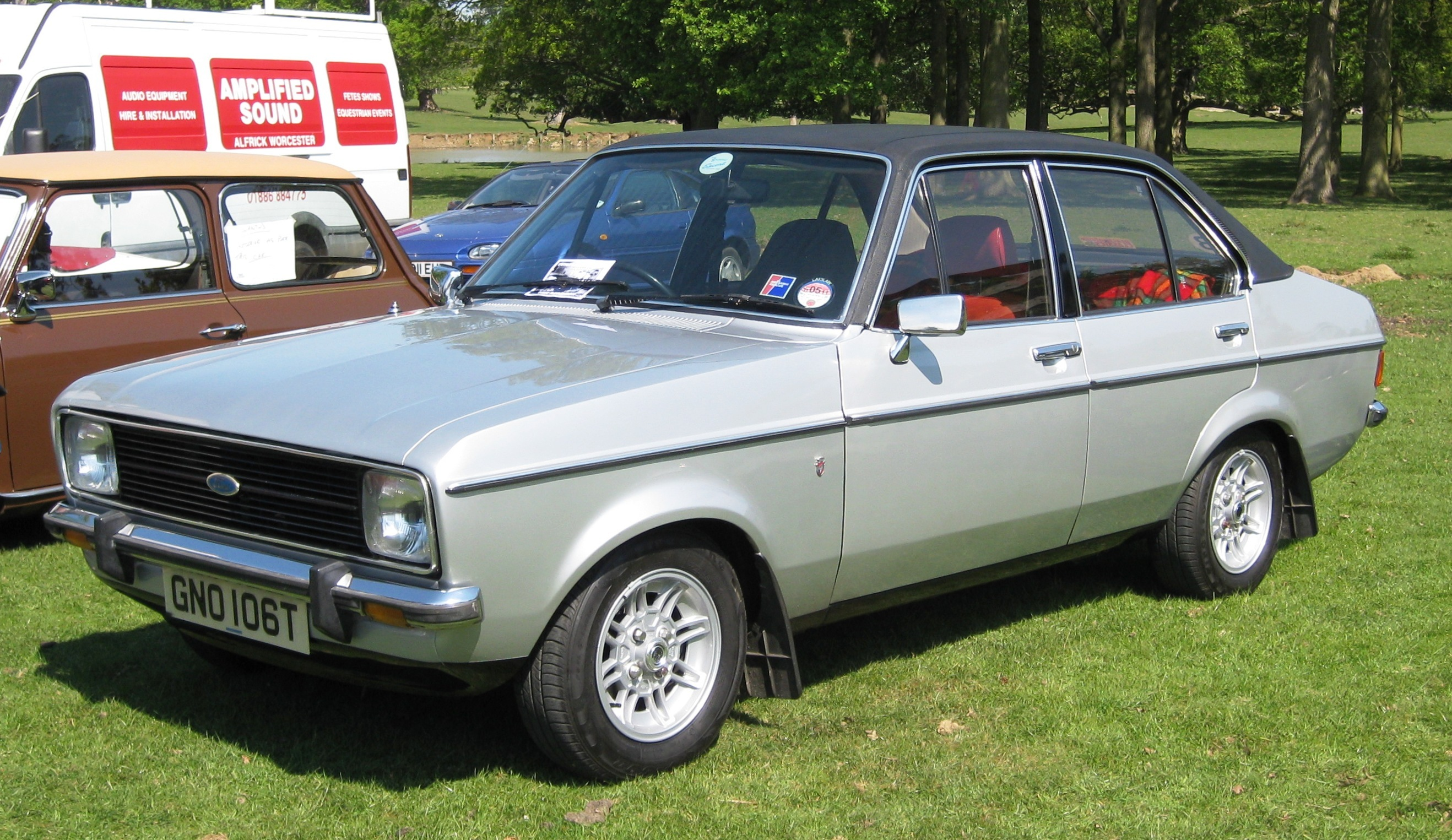
Ford Escort Ghia (1979)

### Ausstattungslinien

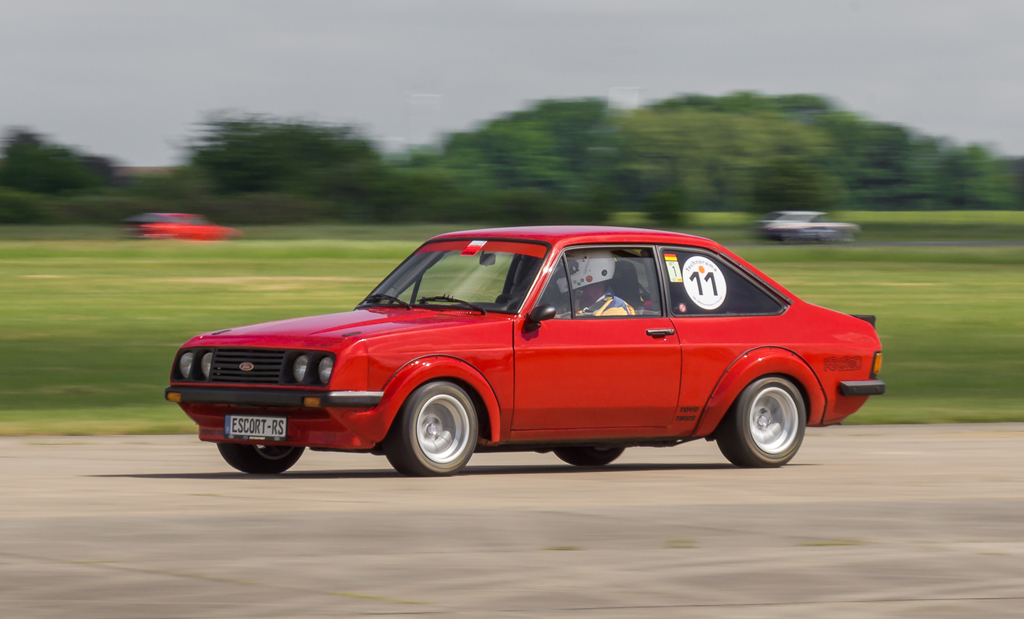
Ford Escort RS 2000 im historischen Amateur-Motorsport

Der Escort wurde in Deutschland als Grundversion Escort, L, GL, Ghia, Sport und RS 2000 angeboten, Volumenmodell war der Escort L. Zusätzlich zu den Modellvarianten konnte man zahlreiche „Extras“ bestellen. Generell warb Ford jedoch laut Original-Werbetext damit, „kein nacktes Auto“ anzubieten, da es heizbare Heckscheibe, Scheibenbremsen vorn oder die elektrische Scheibenwaschanlage serienmäßig ab dem Grundmodell gab, was in vergleichbaren Modellen anderer Hersteller (VW Golf, Opel Kadett) extra bestellt und bezahlt werden musste. Ein Schiebedach aber gab es nicht.
Das Topmodell in Deutschland war der RS 2000 (in Großbritannien dagegen war es der RS1800 mit Cosworth-BD-Motor). Der schon aus dem Escort ’68 bekannte 2,0-Liter-OHC-Motor mit 74 kW (100 PS) erhielt noch einmal 10 PS mehr, die durch einen geänderten Auspuffkrümmer erreicht wurden. Der neue Motor verlieh dem Escort höhere Fahrleistungen. Das Erkennungszeichen des RS 2000 war die abgeschrägte Kunststofffront aus Polyurethan mit Doppelscheinwerfern.

### Sondermodelle
1976 wurde das Sondermodell „Köln“ aufgelegt, das von außen schwer zu erkennen war, da der Wagen in erster Linie eine verbesserte Innenausstattung (Sitze vom Escort Ghia, Türverkleidungen aber vom Escort L) hatte, außen aber wie ein Escort GL aussah.
Ebenfalls 1976 legte Ford vom „RS2000 Spezial“ 400 Einheiten als „Gruppe-1b“-Homologationsversion für den Rallye-/Rennsport auf. Diese Modellvariante war mit Kotflügelverbreiterungen aus GFK und tief geschüsselten 7,5Jx13-Rädern im typischen RS-Kreuzdesign mit 235/60x13-Reifen versehen. Weitere Merkmale waren eine mittlere „Köln“-Achse mit etwas schmalerer Spur und 75-%-Sperrdifferenzial, die auch im Capri verwendet wurde, ein dreifach gelagerter Stabilisator an der Vorderachse und ein Bilstein-Gasdruckstoßdämpfer. Der Kunststofftank fasste 60 Liter, um dem während einer Rallye relativ hohen Kraftstoffbedarf gerecht zu werden. Der 2,0-Liter-OHC-Motor erhielt eine andere Nockenwelle, größere Ventile, zwei Doppelvergaser des Typs 44 IDF des italienischen Herstellers Weber sowie einen größeren Hosenrohr-Auspuffkrümmer, womit eine Leistung von 97 kW (132 PS) erreicht wurde.
Das 1977 aufgelegte Modell „Team“, das sich ähnliche Details mit dem Sondermodell „Team“ des Ford Taunus teilte (Farbgebung, Trim, Zusatzscheinwerfer) war leichter zu erkennen und orientierte sich in Aussehen und am Fahrwerk am Escort Sport, war aber auch mit 40 kW (54 PS) zu erhalten.
1978 gab es ein Modell „Happy Weekend“ mit aufgewertetem Interieur und zweifarbigen Seitenstreifen. Diese Seitenstreifen finden sich auch auf Modellen ausländischer Versionen.

### Motorsport
Mit dem Escort RS1800 wurden Björn Waldegård 1979 und Ari Vatanen 1981 Rallye-Weltmeister, wobei nur Waldegård für das Werksteam startete, Vatanens Fahrzeug wurde von einem Privatteam eingesetzt. Ford konnte sich zudem 1979 den Markentitel sichern. Das Fahrzeug war im Gegensatz zum Serienfahrzeug aus Großbritannien mit einem BD-Motor mit 2 Liter Hubraum ausgerüstet, der ca. 180 kW (ca. 245 PS) bei 7.000 min−1 leistete.
Auch der Escort II wurde nach seinem Erscheinen im Motorsport eingesetzt. Ford wandte dabei den Kniff an, den II nicht als neues Fahrzeug registrieren zu lassen, sondern nur als geänderte Karosserie des bestehenden Modells. Daher brauchte Ford keine neue Homologationsserie zu bauen. Aufgrund der Ähnlichkeit der Konstruktion der beiden Escort-Generationen konnten alle Motorsport-Teile des alten Fahrzeugs ohne Änderungen übernommen werden, weil die neue Karosserie der Alten sehr ähnelte. Auch sie wurde dazu mit einem geschickt eingesetzten Hammer am Getriebetunnel modifiziert, allerdings konnte die Batterie im Motorraum bleiben. Der Motor war weiterhin schief montiert. Ausschließlich in Großbritannien gab es eine Version mit der Bezeichnung RS1800 und Cosworth-Motor. Von diesem Typ entstanden insgesamt 109 Exemplare. Inzwischen gibt es weitaus mehr Repliken als Originale. Da man bei Ford eine Verschärfung des Motorsportreglements mit weniger Modifikationsmöglichkeiten befürchtete, kreierte man dort ein nur auf dem Papier existierendes Modell, das so niemals produziert wurde, den Escort RS. Es war ein RS1800 mit allen im Sporteinsatz genutzten Teilen wie der schraubengefederten Hinterachse mit Längslenkern und Panhardstab, hinteren Scheibenbremsen, ZF-Fünfganggetriebe und Motormodifikationen. Obwohl Ford ein solches Fahrzeug niemals hergestellt hatte, konnte man anhand der vielen verkauften Teilesätze nachweisen, dass eine ausreichend große Stückzahl solcher Fahrzeuge aufgebaut worden war und erhielt die Sportzulassung für dieses fiktive Fahrzeug. Alle weiteren Motorsporterfolge wurden danach je nach Sichtweise entweder mit tiefgreifend modifizierten RS1800 oder mit RS im Serienzustand erzielt, die unter dem Strich gleich waren.
Zu dieser Zeit hatten die Zweiliter-Motoren vom Typ BDG bei Rundstreckeneinsätzen eine Leistung von 206 kW (280 PS), bei den meisten Rallyes 250 PS und für ausgesprochene Asphaltrallyes wie die Rallye Korsika, die Rallye Sanremo oder Rallye Monte Carlo mit Einspritzanlage und Trockensumpfschmierung bis zu 270 PS. Die Escort waren in der Leistung dem Hauptkonkurrenten Fiat 131 Rally Abarth deutlich überlegen, der meist nicht mehr als 220 PS leistete und auch bei Asphaltwettbewerben nicht mehr als 250 PS hatte. Der Fiat konnte dieses große Leistungsmanko durch sein überlegenes Fahrwerk mit Einzelradaufhängung hinten auf Asphalt kompensieren. Da man bei Ford nicht bereit war, entsprechende Änderungen am Escort zu finanzieren, beschränkte sich Ford oft auf Einsätze bei schlamm- und schneelastigen Rallyes wie der 1000 Seen in Finnland, der Schweden-Rallye und vor allem der RAC in Großbritannien, auf denen der Escort seinen Leistungsvorteil ausspielen konnte. Dennoch konnte Ford nur noch 1979 die Meisterschaft gewinnen und zog danach den Escort aus dem Motorsport offiziell zurück. Privatteams waren mit dem Escort jedoch noch lange sehr erfolgreich.

### Produktionszahlen Escort 75
Gesamtproduktion deutsche Ford Werke von 1974 bis 1980
| Jahr | 1974                              | 1975    | 1976    | 1977   | 1978   | 1979   | 1980                               | Summe       |
| ---- | --------------------------------- | ------- | ------- | ------ | ------ | ------ | ---------------------------------- | ----------- |
|      | 78.604 davon ca. 13.100 Escort 75 | 215.760 | 160.359 | 95.801 | 89.864 | 83.228 | 135.022 davon ca. 67.500 Escort 75 | ca. 725.600 |

## Escort ’81 (1980–1985)

### Entwicklung und Markteinführung
Bereits im Winter 1975, also rund zwei Jahre nach der ersten Ölkrise, begannen die Entwicklungsarbeiten am Nachfolger für das seit Ende 1967 gebaute Modell, das ab Ende 1974 mit lediglich geringfügigen Modifikationen als zweite Generation weiterlief. Ziel der Entwickler war es, ein gänzlich neues Fahrzeug zu schaffen und konkurrenzfähig gegenüber dem sehr erfolgreichen VW Golf zu werden. Der Escort '81 wurde schließlich der erste Escort mit Schrägheck (genannt Aeroheck), Quermotor, Frontantrieb und hinterer Einzelradaufhängung an Trapezquerlenkern und Dämpferbeinen. Neu waren zudem die eigens für dieses Modell entwickelten CVH-Motoren. Die dritte Escort-Generation (Codename Erika), die ab dem 26. September 1980 in Deutschland zu Preisen zwischen 11.000 und 17.000 DM erhältlich war, bedeutete so eine radikale Abkehr von den beiden vorhergehenden Modellreihen. Berücksichtigt man neben den reinen Entwicklungskosten für das Fahrzeug auch die Investitionen in die Produktionsanlagen, so summierten sich die Gesamtkosten für die Entwicklung der dritten Baureihe zum damaligen Zeitpunkt auf rund 2,5 Milliarden DM. Die Wahl zum Autos des Jahres 1981 kam somit nicht allzu überraschend. Vor allem in Großbritannien erfreute sich der neue Ford Escort großer Beliebtheit und war bereits 1982 der meistverkaufte PKW.

### Technik

#### Karosserie
Ende der 1970er Jahre begann der Luftwiderstand der Karosserie eine zentrale Rolle bei der Karosseriegestaltung und auch im Marketing einzunehmen. Mit einem Cw-Wert von 0,39 (XR 3: 0,38) lag der neue Escort günstiger als der damalige VW Golf (0,41) und der Talbot Horizon, gleichauf mit dem Opel Kadett D, aber etwas schlechter als Fiat Ritmo und Citroën Visa. Die Leermasse konnte gegenüber dem Vorgänger verringert werden, was nicht zuletzt mit der Anwendung computer-berechneter Festigkeits- und Crash-Sicherheit der Karosserie zusammenhing. Anders als bei vergleichbaren Fahrzeugen verwirklichte Ford am Escort einen Kompromiss aus Stufen- und Schrägheck, das von Ford als „Aero-Heck“ bezeichnete Stummelheck. Es vereint die Eleganz der Limousine mit dem Nutzwert eines Vollhecks. Zudem verringerte es die beim Vollheck auftretende Verschmutzung der Heckscheibe und die Seitenwindempfindlichkeit. Die Platzverhältnisse für die Fahrzeuginsassen verbesserten sich ganz erheblich, obwohl der neue Escort sogar etwas kürzer als der Vorgänger war. Das Kofferraumvolumen der Limousine betrug 360 Liter und erweiterte sich bei herausgenommener Abdeckung auf 440 Liter. Dem Rostschutz wurde werksseitig wesentlich mehr Aufmerksamkeit geschenkt als den Vorgängermodellen.
Zum Serienstart war der Escort mit einer 3- oder 5-türigen Karosserie erhältlich, sowie als 3-türiger Kombi. Wenig später folgte ein Lieferwagen. Dieser hatte einen um 101 mm auf 2949 mm verlängerten Radstand. Das Gesamtfahrzeug war 195 mm länger und je nach Ausführung um 138 beziehungsweise 168 mm höher. Bei unveränderter Vorderradaufhängung wurde hinten eine Starrachse mit einlagigen Längsblattfedern und Teleskopstoßdämpfern eingebaut. Die Hecktüren öffneten seitlich. Das Ladevolumen betrug 2,26m3. Die Ausführung Express 35 hatte dieselbe Zuladungskapazität wie der Kombi (490 kg), beim Express 55 lag sie bei 730 kg. Ein anderer Drehstromgenerator, größere Batteriekapazität und eine geänderte Achsübersetzung waren weitere Unterschiede zur Pkw-Ausführung.
Ab 1983 gab es des Escort auch als Cabriolet.

#### Fahrwerk
Nicht nur karosserieseitig, sondern auch das Fahrwerk betreffend bemühte sich Ford, mit dem Escort Modell 1981 die eingetretene Rückständigkeit der vergangenen Jahre wieder aufzuholen. Die Vorderradaufhängung bestand nun aus MacPherson-Federbeinen mit Querlenkern und Zugstreben, die ab dem 1,3-l-Motor die Funktion eines Querstabilisators übernahmen. Hinten gab es nun eine Einzelradaufhängung mit Dreieck-Querlenkern, Längslenkern und separaten Stoßdämpfern. Für die insgesamt tieferliegende Variante XR 3 wurden vorn straffere und hinten progressiv wirkende Federn verwendet, sowie ein steiferer Querstabilisator und vier Gasdruckdämpfer. Der Lenkrollradius war generell Null. Die Zweikreisbremse hatte eine X-Aufteilung.

#### Antrieb
Die Motoren des Escort wurden vollkommen neu entwickelt, es handelt sich um die CVH-Motorenreihe. Grundlegende Merkmale waren Grauguss-Zylinderblock mit Zylinderkopf aus Leichtmetall, OHC-Ventilsteuerung mit Zahnriemen. Bei der Zündanlage handelte es sich um eine kontaktlose Transistorzündung, also noch nicht um Kennfeldzündung. Die neuen 1,1-l-Motoren mussten noch mit einem Unterbrecher auskommen. Die Gemischaufbereitung erfolgte klassisch mittels eines Fallstrom-Gleichdruckvergasers, für den 1,6-l-Motor gab es einen Registervergaser.
Zum Verkaufsbeginn 1981 standen neben fünf verschiedenen Ausstattungslinien fünf Motorisierungen zur Auswahl:
- 1,1-Liter-CVH-Motor mit 55 oder 59 PS
- 1,3-Liter-CVH-Motor mit 69 PS
- 1,6-Liter-CVH-Motor mit 79 oder 96 PS

### Modellpflege
Anfang 1981 wurde die Modellreihe durch einen Kastenwagen ergänzt, genannt Express. Zudem gab es mit Beginn des Modelljahres ’83 (ab August 1982) umfangreiche Änderungen an Fahrwerk und Motorpalette des Escort. So wurde das als unkomfortabel kritisierte Fahrwerk verbessert und der 1,1-Liter-CVH-Motor aufgrund unbefriedigender Verbrauchswerte durch den älteren, aber bewährten 1,1-Liter-Kent-Motor aus dem Ford Fiesta ersetzt.
Im Frühjahr 1983 wurde der Turnier genannte Kombi auch als Fünftürer angeboten. Mit Stufenheck wurde er ab Mitte 1983 als Ford Orion verkauft und war ursprünglich als eigene Modellreihe ähnlich dem VW Golf/Jetta-Gespann positioniert. Außerdem war ab Sommer desselben Jahres das bei Karmann im Werk Rheine gefertigte Cabriolet erhältlich.
Kurz vor Produktionsende 1985 wurde der erste Escort mit geregeltem Katalysator vorgestellt. Dafür wurde der 1,6-Liter-Motor des XR3i mit einer elektronisch geregelten Einspritzanlage (Bosch KE-Jetronic) ausgestattet und die Verdichtung von 9,5:1 auf 8,5:1 reduziert. Der damit für Normalbenzin ausgelegte Motor leistete 66 kW (90 PS) und erfüllte die Abgasnorm Euro 1. Aufgrund der kurzen Bauzeit und der damals noch geringen Nachfrage nach schadstoffarmen Fahrzeugen wurden nur sehr wenige Exemplare des Motors verkauft. Im Nachfolgemodell erfreute sich diese Motorisierung jedoch großer Beliebtheit und wurde neben dem Motor ohne Katalysator mit 77 kW (105 PS) auch in den XR3i-Modellen angeboten.
In den USA wurde von Frühjahr 1981 bis Sommer 1990 ein Schwestermodell des Escort '81 angeboten.

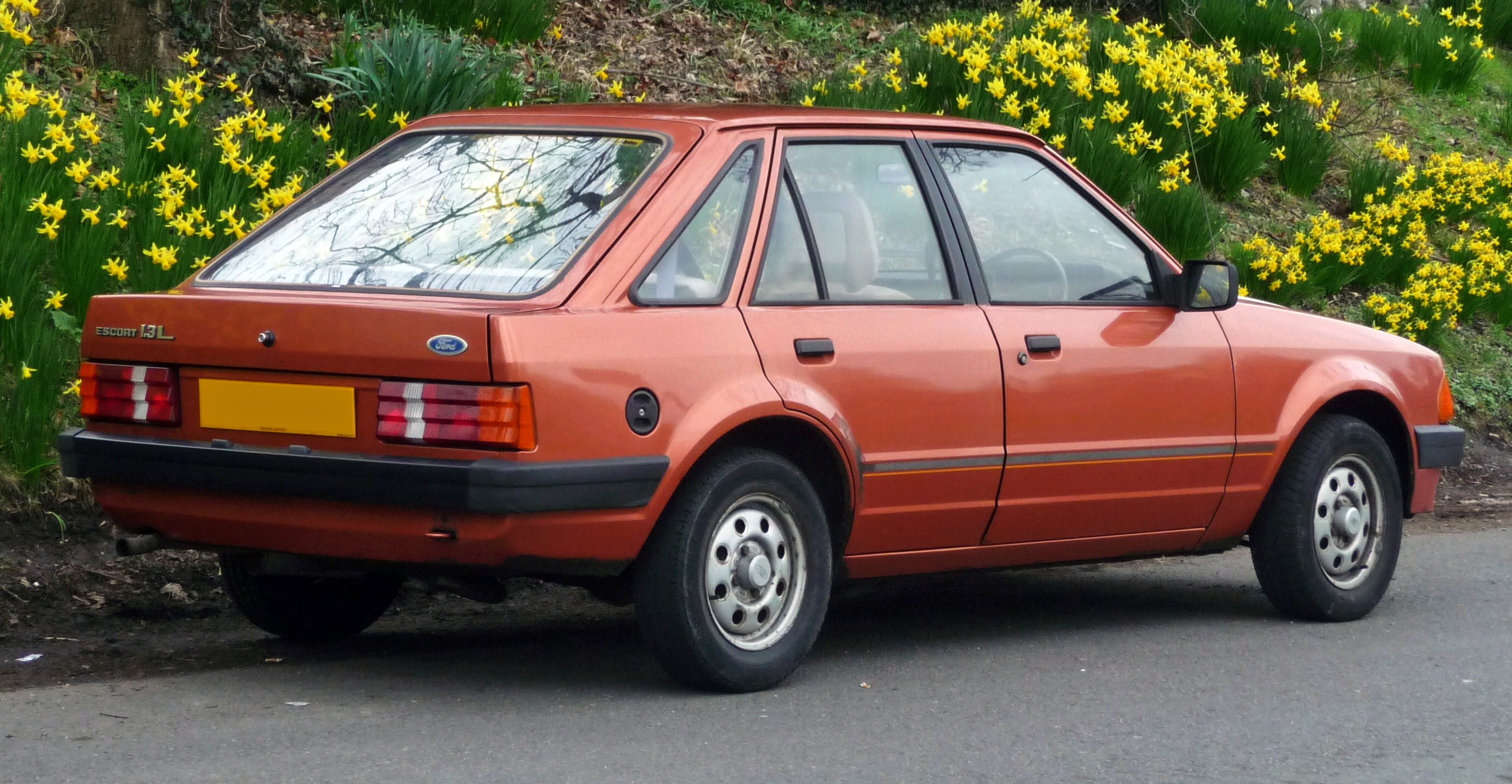
Heckansicht
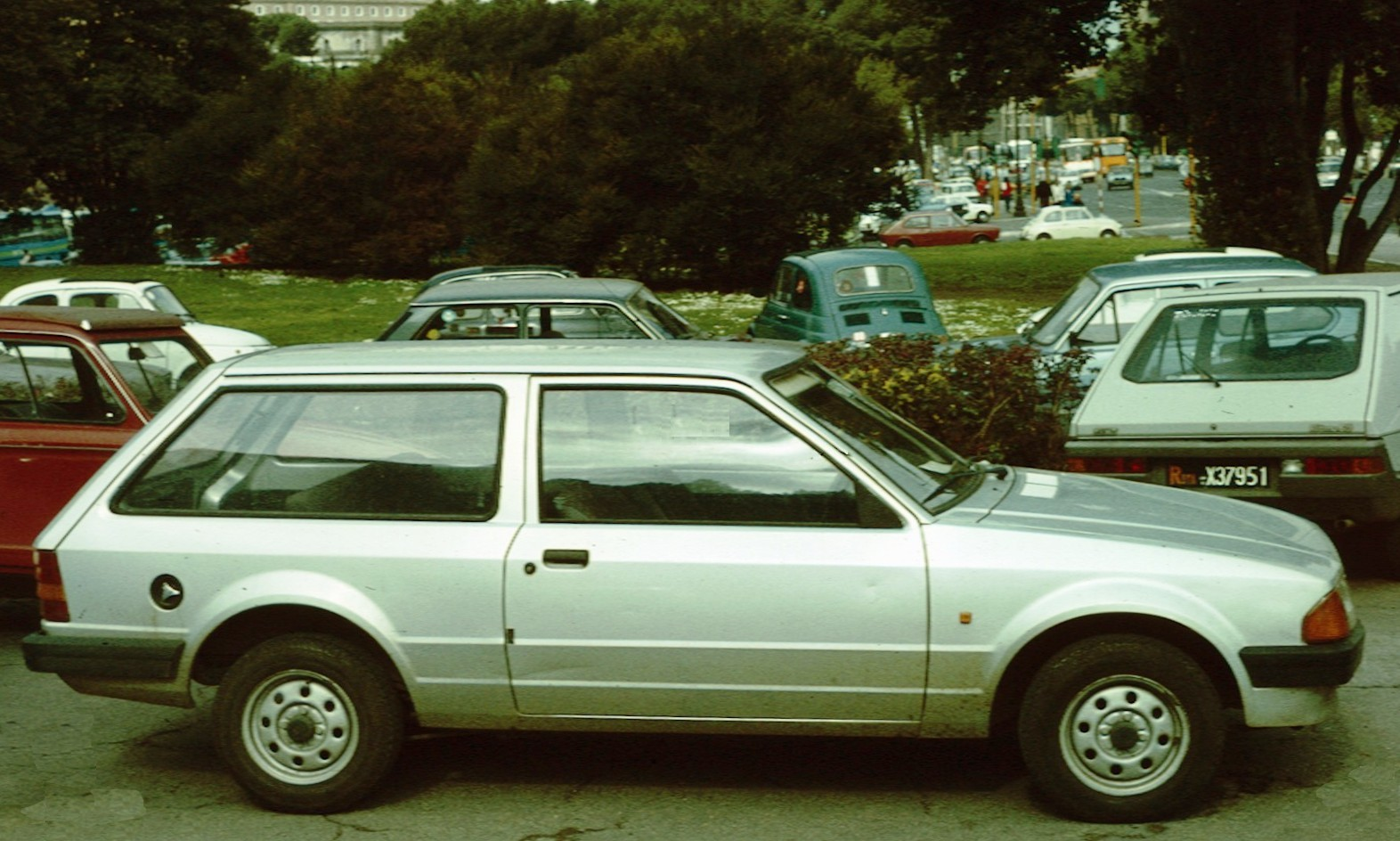
Ford Escort Turnier
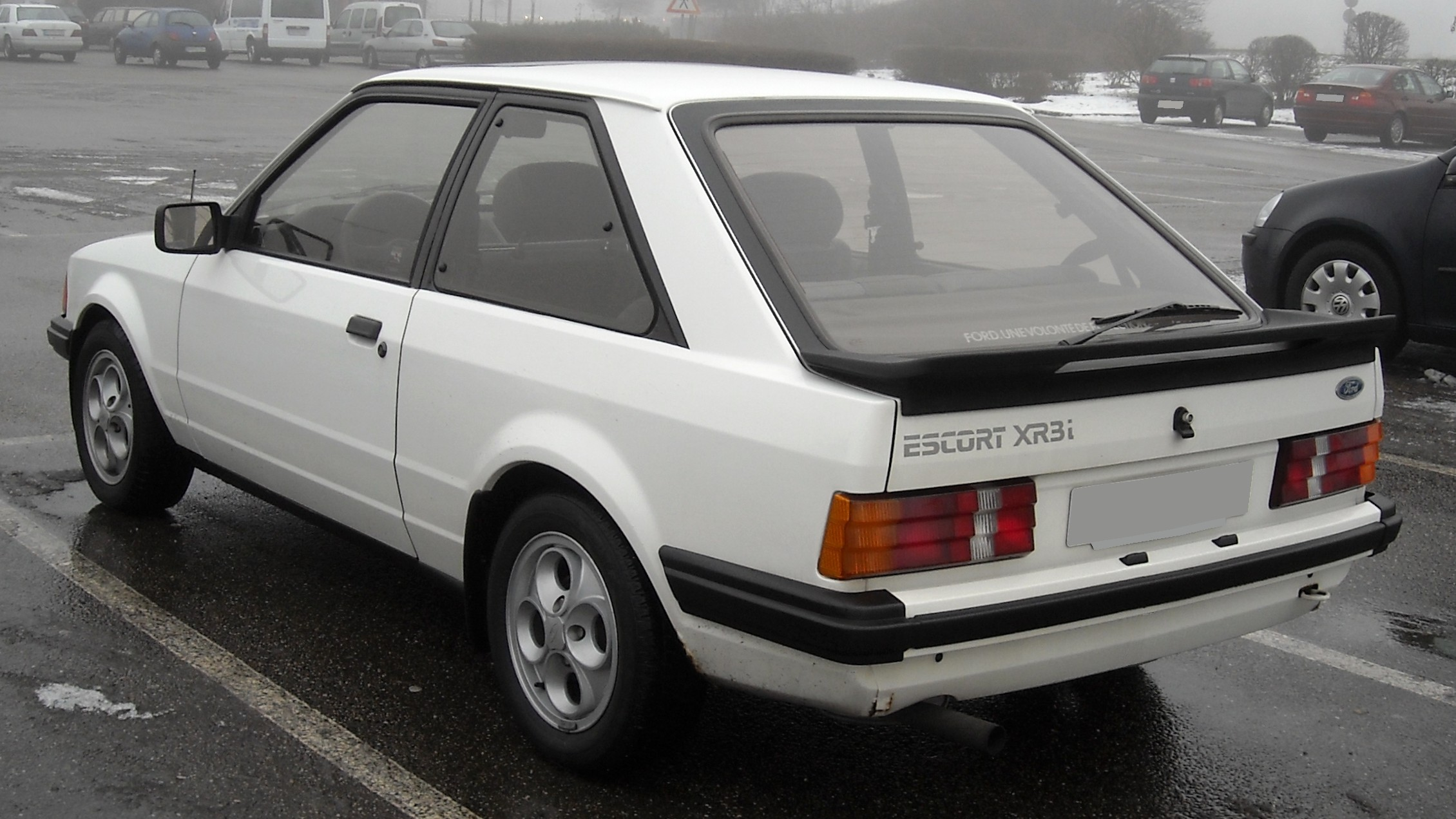
Ford Escort XR3i (1982–1985)
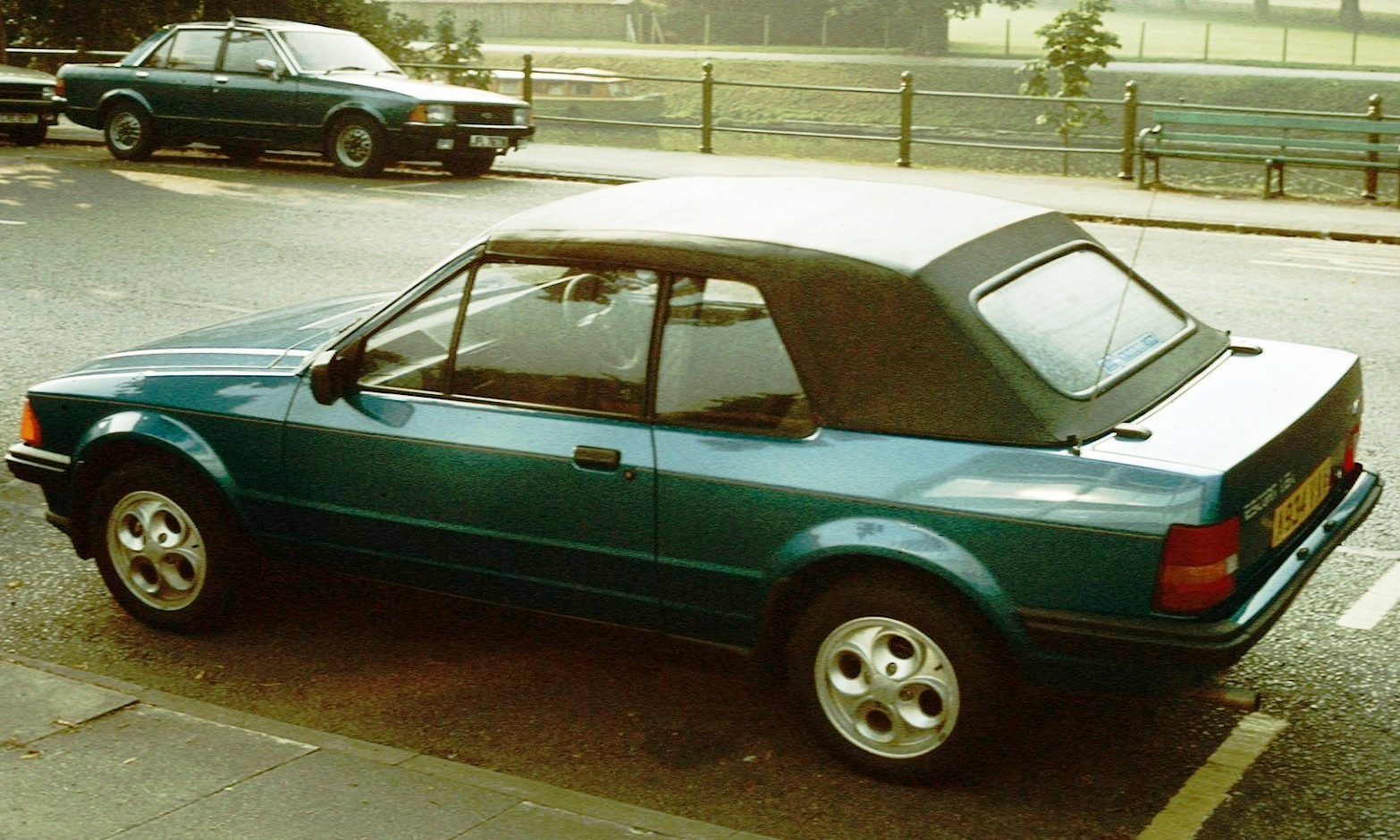
Ford Escort Cabriolet (1983–1985)

### Ausstattungslinien
Bei Serienstart gab es die Limousinen in jeweils 5 Ausstattungsvarianten, den Kombi in 3 Varianten. Serienmäßig waren stets heizbare Heckscheibe, Kopfstützen vorne, Automatikgurte vorn und hinten, Gasfederstützen für die Heckklappe und Startautomatik. Neben den Ausstattunspaketen gab es noch aufpreispflichte Extras wie Hub-Kurbeldach, Zentralverriegelung, elektrische Fensterheber, Scheinwerferwaschanlage und anderes mehr.  
- Escort L
- Escort GL
- Escort Ghia
- Der XR3 war eine betont sportlich gehaltene Version des Escort mit Sportsitzen, Leichtmetallrädern, Sportlenkrad und einem überarbeiteten Fahrwerk. Der 1,6-Liter-CVH-Motor leistete dank einem Weber-Registervergaser, einem geänderten Krümmer samt Auspuffanlage und einer anderen Nockenwelle 71 kW (96 PS). Anfangs war das Fahrzeug nur mit einem 4-Gang-Getriebe ausgestattet, spätere Versionen hatten fünf Gänge serienmäßig. Der XR3 war als dreitürige Limousine und als Cabriolet erhältlich.
- Der XR3i basierte auf dem XR3, der im Oktober 1982 wie auch das Sondermodell RS1600i mit der K-Jetronic, einer Einspritzanlage von Bosch, ausgerüstet wurde. Der ansonsten nur mit einer anderen Nockenwelle ausgerüstete Motor leistete nun 77 kW (105 PS). Wie der XR3 wurde auch der XR3i als Cabriolet angeboten.

### Sondermodelle
- Der Escort Laser wurde von 1983 bis 1985 verkauft und basierte auf dem Escort L. Zur Serienausstattung des Laser gehörten ein Kühlergrill in Wagenfarbe, eine farblich abgestimmte Innenausstattung und spezielle Radzierblenden.
- Im Februar 1982 wurde der Escort RS1600i vorgestellt. Es handelt sich um ein betont sportliches Modell, das oft auch im Tourenwagensport eingesetzt wurde. Das Fahrzeug wurde von Ford Köln als Linkslenker entwickelt, später aber auch als Rechtslenker verkauft. Die Änderungen am Fahrzeug für Märkte wie das Vereinigte Königreich brachte einige Probleme mit sich, was sich mit einer schlecht zu dosierenden Bremse bemerkbar machte. Der 1,6-Liter-Motor des XR3 leistete dank Bosch K-Jetronic mit Schubabschaltung, computergesteuerte Zündung (erstes Fahrzeugmodell von Ford mit einer solchen Steuerung) und weiteren Änderungen am Zylinderkopf und den Anbauteilen 85 kW (115 PS). Zusätzlich wurde das Fahrzeug mit Sportsitzen, Koni-Stoßdämpfern, einer einstellbaren Vorderachse, zusätzlichen Aufklebern und Leichtmetallrädern ausgerüstet. Von diesem Fahrzeug wurden gut 9000 Stück gebaut.
- Der Escort RS Turbo war das Topmodell dieser Baureihe und wurde im Oktober 1984 auf dem Genfer Autosalon vorgestellt. Von diesem Fahrzeug wurden gut 8000 Einheiten gebaut und es war ausschließlich in weiß erhältlich. Die Verdichtung des 1,6-Liter-CVH-Motors wurde mit Flachkolben auf 8,2:1 gesenkt. Mit 0,5 bar Ladedruck, der von einem Garrett-T3-Turbolader erzeugt wurde, leistet der Motor 97 kW (132 PS). Das Gemisch bereitete eine Bosch-KE-Jetronic auf. Das Fahrzeug war serienmäßig relativ opulent ausgestattet, unter anderem mit Recaro-Sportsitzen, den Leichtmetallrädern des Escort RS 1600i in der Dimension 6Jx15 und der exklusiv für den Turbo erhältlichen in Wagenfarbe lackierten Komplettverspoilerung. Es gibt Gerüchte über einige wenige in anderen Farben ausgelieferte Fahrzeuge. Ein schwarzer RS Turbo, der längere Zeit Lady Diana gehörte, wurde im August 2022 für über 850.000 Euro versteigert.[11]

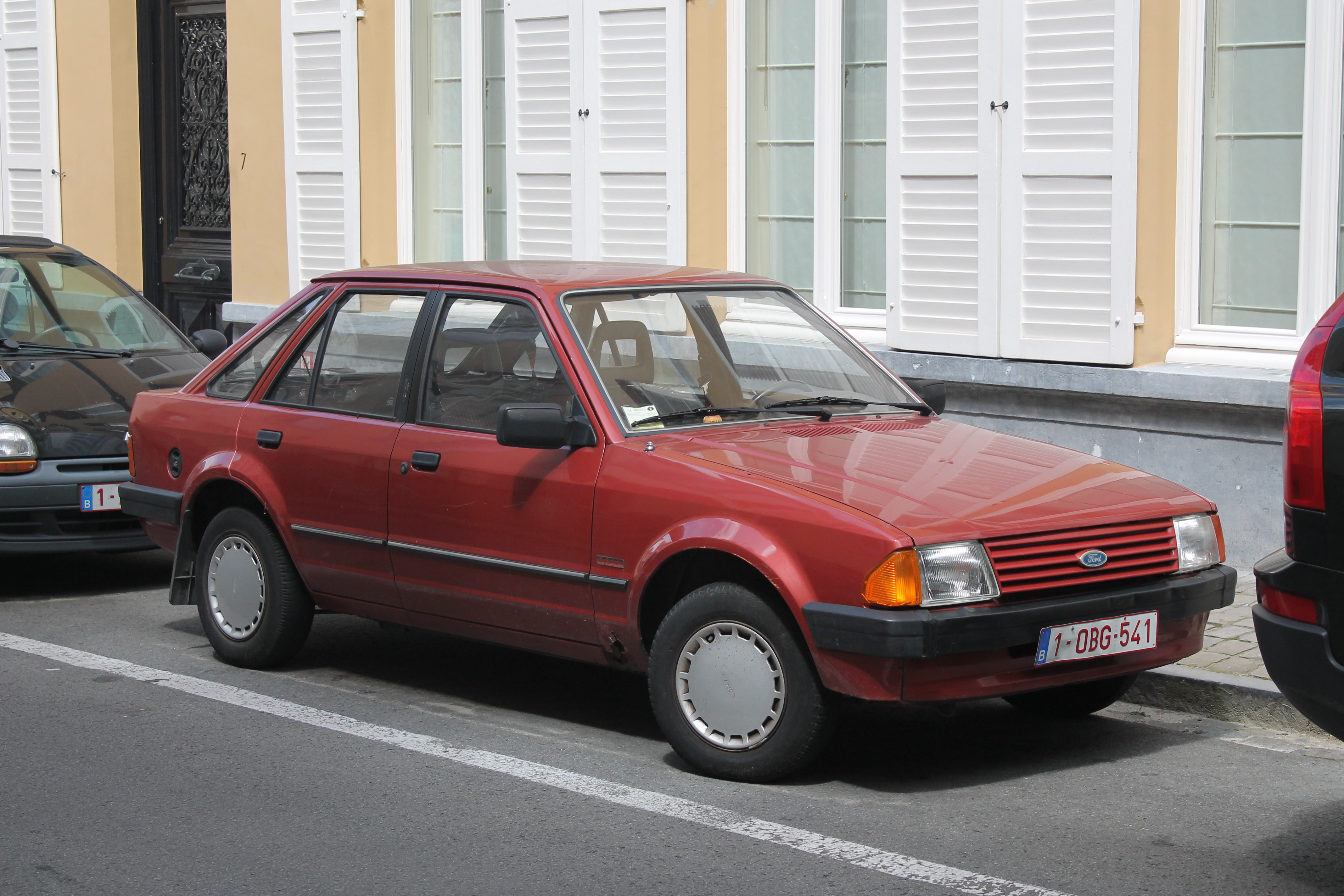
Ford Escort Laser (1984)
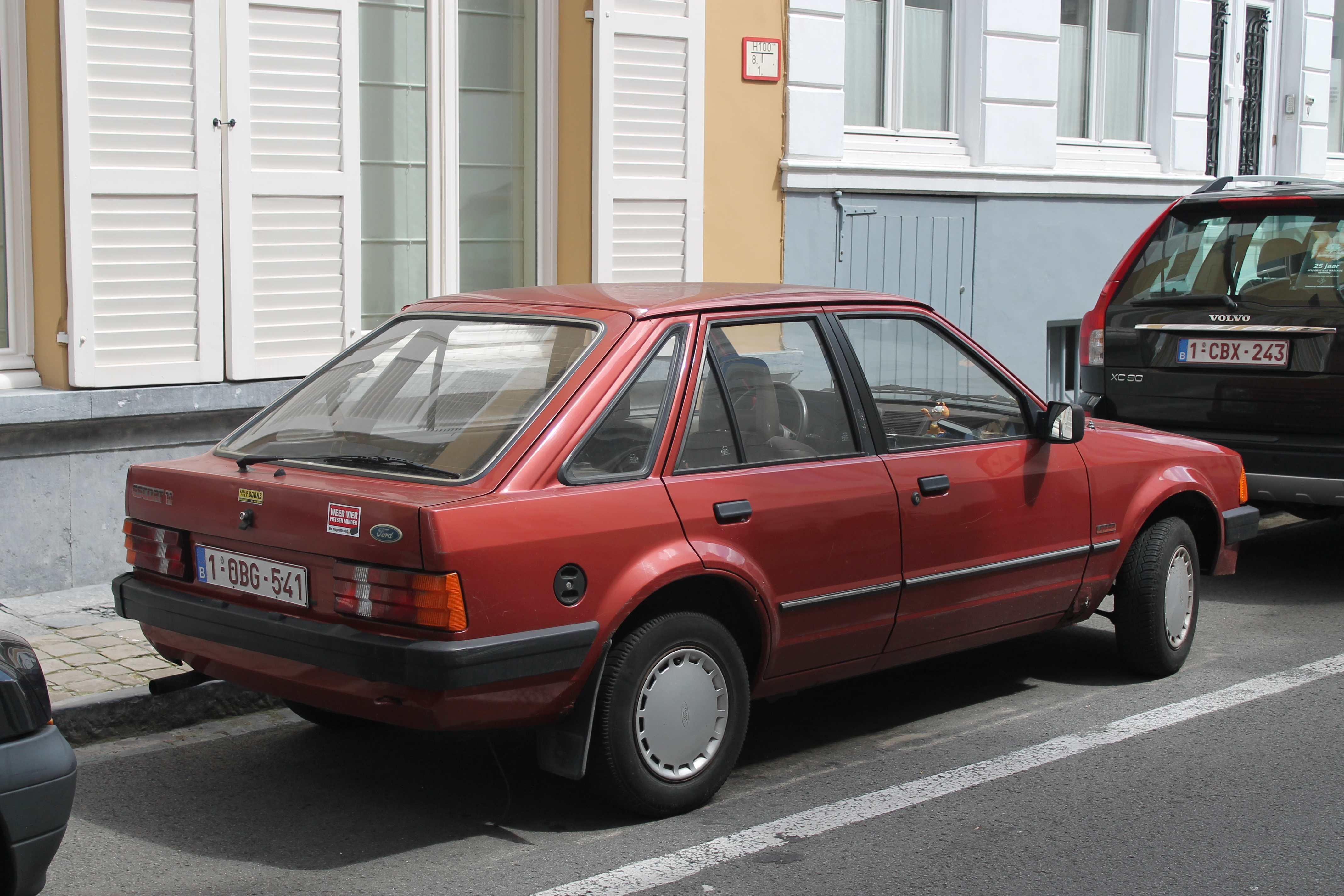
Heckansicht
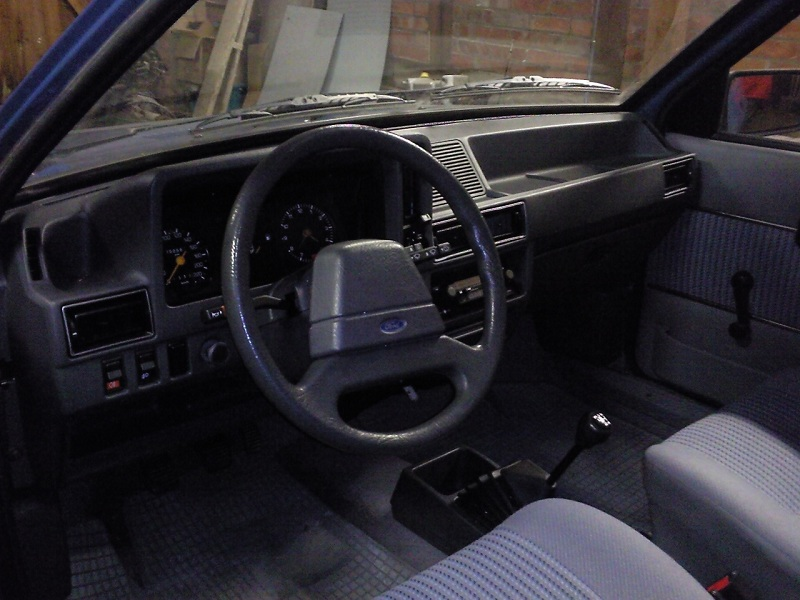
Armaturenbrett

### RS1700T

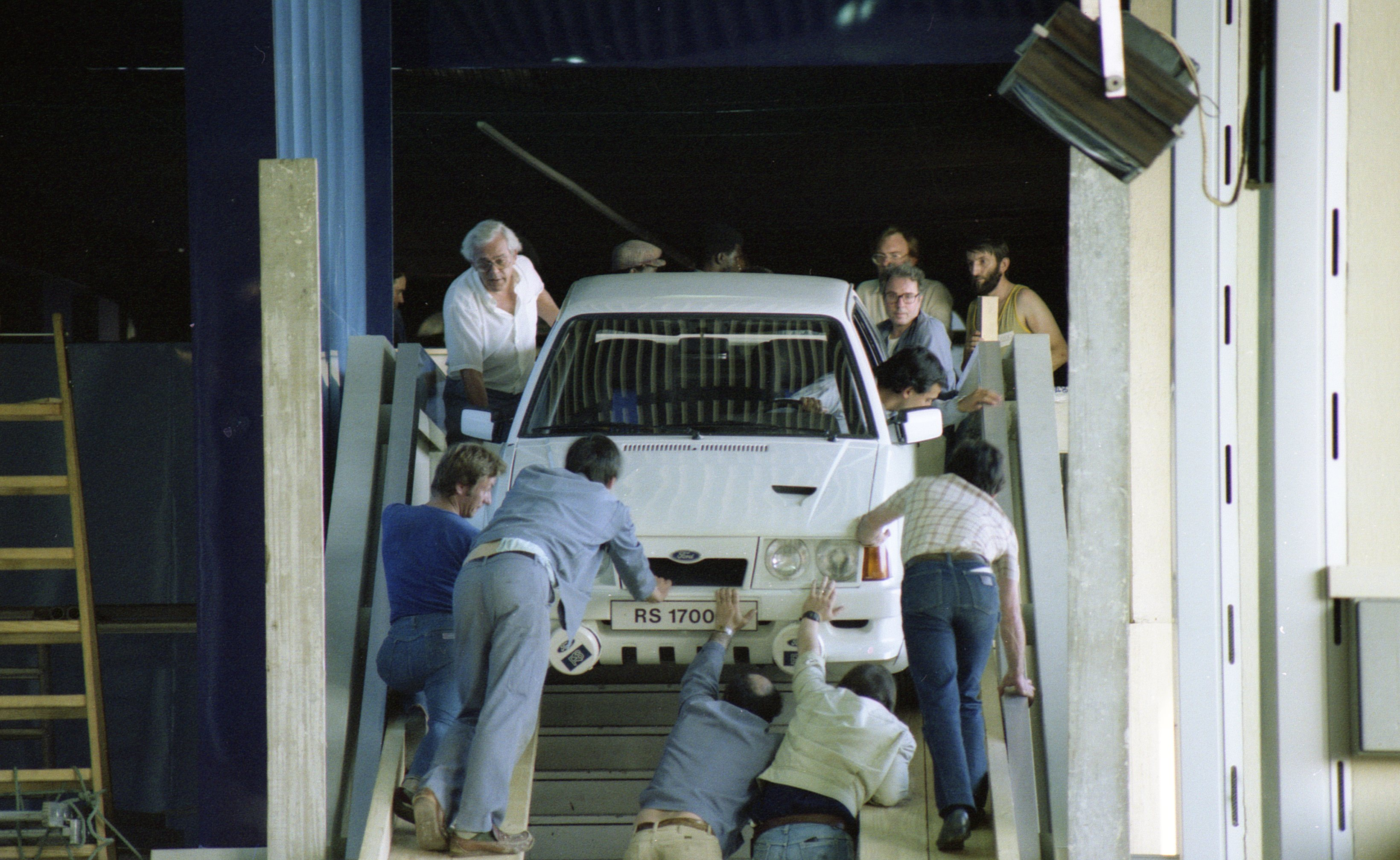
RS1700T auf dem Weg in eine Ausstellung in Paris

Der RS1700T ist ein Prototyp, der dem Escort der dritten Baureihe nachempfunden und als Rallye-Fahrzeug für die neue Gruppe B gedacht war. Da einem Fahrzeug mit Hinterradantrieb im Motorsport deutlich größere Siegchancen zugerechnet wurden, wurde vom Escort lediglich die Karosserie übernommen und das Fahrzeug auf Hinterradantrieb umgebaut. Der Motor vom Typ BDT wurde längs eingebaut und das Getriebe zusammen mit dem Differential an der Hinterachse. (Transaxle) Bei dem Motor handelt es sich um eine turboaufgeladene Version des von Cosworth entwickelten BDT-Motors (Belt Driven A-Series) mit einem Hubraum von 1,7 Litern. Wie schon beim Vorgänger, dem Escort RS1800, wurden einige Kunststoffteile wie Spoiler und Radhausverbreiterungen hinzugefügt.
Das Erscheinen des Audi quattro auf diversen Rallyeveranstaltungen bedeutete allerdings ein jähes Ende für das Projekt. Ford sah – wie andere Hersteller auch – sehr schnell ein, dass man langfristig im Rallyesport nur mit einem allradgetriebenen Fahrzeug konkurrenzfähig sein kann. Die wenigen (ca. ein Dutzend) als Testwagen, Ausstellungsstücke und Technologieträger gebauten Prototypen wurden zerlegt und einige Teile für den neuen RS200 wiederverwendet. Dort wurde vor allem auch wieder ein BDT-Motor eingesetzt. Die Karosserien der Fahrzeuge wurden durch die Motorsportabteilung verkauft, ab und zu tauchen Bilder von unfertigen Fahrzeugen auf und werden zum Verkauf angeboten. Zwei oder drei Autos wurden aber anscheinend nicht zerlegt, diese tauchten gelegentlich auf nationalen Rallyeveranstaltungen als privat eingesetzte Fahrzeuge auf.

### Technische Daten
|                                   | 1,1 (HC) 1 | 1,1 (HC) 1 | 1,1 (LC/HC) 1 | 1,3 | 1,6 | 1,6i | XR3 | XR3i | RS1600i | RS Turbo | 1,6 D |
| --------------------------------- | --- | --- | --- | --- | --- | --- | --- | --- | --- | --- | --- |
| Motor:                            | 4-Zylinder-Reihenmotor (Viertakt) | 4-Zylinder-Reihenmotor (Viertakt) | 4-Zylinder-Reihenmotor (Viertakt) | 4-Zylinder-Reihenmotor (Viertakt) | 4-Zylinder-Reihenmotor (Viertakt) | 4-Zylinder-Reihenmotor (Viertakt) | 4-Zylinder-Reihenmotor (Viertakt) | 4-Zylinder-Reihenmotor (Viertakt) | 4-Zylinder-Reihenmotor (Viertakt) | 4-Zylinder-Reihenmotor (Viertakt) | 4-Zylinder-Reihenmotor (Viertakt) |
| Motortyp:                         | Valencia (OHV) | Valencia (OHV) | CVH | CVH | CVH | CVH | CVH | CVH | CVH | CVH | Diesel |
| Motorkennbuchstabe:               | GSE | GLB | GMA, GPA | JPA | LPA | L4B | LUA | LRA | LUAE | LNA | LTA |
| Hubraum:                          | 1117 cm³ | 1117 cm³ | 1117 cm³ | 1296 cm³ | 1597 cm³ | 1597 cm³ | 1597 cm³ | 1597 cm³ | 1597 cm³ | 1597 cm³ | 1608 cm³ |
| Bohrung × Hub:                    | 73,96 × 64,98 mm | 73,96 × 64,98 mm | 73,96 × 64,98 mm | 79,96 × 64,52 mm | 79,96 × 79,52 mm | 79,96 × 79,52 mm | 79,96 × 79,52 mm | 79,96 × 79,52 mm | 79,96 × 79,52 mm | 79,96 × 79,52 mm | 80,0 × 80,0 mm |
| Leistung bei 1/min:               | 37 kW (50 PS) 5000 | 40 kW (54 PS) 5700 | 40–43 kW (54–59 PS) 6000 | 51 kW (69 PS) 6000 | 58 kW (79 PS) 5800 | 66 kW (90 PS) 6000 | 71 kW (96 PS) 6000 | 77 kW (105 PS) 6000 | 85 kW (115 PS) 5750 | 97 kW (132 PS) 6000 | 40 kW (54 PS) 4800 |
| Max. Drehmoment bei 1/min:        | 83 Nm 2700 | 82 Nm 4000 | 80–84 Nm 4000 | 100 Nm 3500 | 125 Nm 3000 | 126 Nm 3300 | 132,5 Nm 4000 | 138 Nm 4800 | 145 Nm 4500 | 180 Nm 3000 | 95 Nm 3000 |
| Verdichtung:                      | 9,5 : 1 | 9,0 : 1 | 8,5–9,5 : 1 | 9,5 : 1 | 9,5 : 1 | 8,5 : 1 | 9,5 : 1 | 9,5 : 1 | 9,9 : 1 | 8,3 : 1 | 21,5 : 1 |
| Gemischaufbereitung:              | 1 Gleichdruckvergaser | 1 Gleichdruckvergaser | 1 Gleichdruckvergaser | 1 Gleichdruckvergaser | 1 Gleichdruckvergaser | Bosch KE-Jetronic | 1 Weber Registervergaser | Bosch K-Jetronic | Bosch K-Jetronic | Bosch KE-Jetronic | Bosch VE-Einspritzpumpe |
| Ventilsteuerung:                  | OHV (Nockenwelle im Motorblock, Stoßstangen, mechanische Ventilstößel, hängende Ventile, Steuerkette)                                  | OHV (Nockenwelle im Motorblock, Stoßstangen, mechanische Ventilstößel, hängende Ventile, Steuerkette)                                  | OHC (obenliegende Nockenwelle, Kipphebel, Hydrostößel 2, hängende Ventile, Zahnriemen)                                                 | OHC (obenliegende Nockenwelle, Kipphebel, Hydrostößel 2, hängende Ventile, Zahnriemen)                                                 | OHC (obenliegende Nockenwelle, Kipphebel, Hydrostößel 2, hängende Ventile, Zahnriemen)                                                 | OHC (obenliegende Nockenwelle, Kipphebel, Hydrostößel 2, hängende Ventile, Zahnriemen)                                                 | OHC (obenliegende Nockenwelle, Kipphebel, Hydrostößel 2, hängende Ventile, Zahnriemen)                                                 | OHC (obenliegende Nockenwelle, Kipphebel, Hydrostößel 2, hängende Ventile, Zahnriemen)                                                 | OHC (obenliegende Nockenwelle, Kipphebel, Hydrostößel 2, hängende Ventile, Zahnriemen)                                                 | OHC (obenliegende Nockenwelle, Kipphebel, Hydrostößel 2, hängende Ventile, Zahnriemen)                                                 | OHC |
| Kühlung:                          | Wasserkühlung | Wasserkühlung | Wasserkühlung | Wasserkühlung | Wasserkühlung | Wasserkühlung | Wasserkühlung | Wasserkühlung | Wasserkühlung | Wasserkühlung | Wasserkühlung |
| Getriebe:                         | 4-Gang, 5-Gang oder Automatik 3 | 4-Gang, 5-Gang oder Automatik 3 | 4-Gang, 5-Gang oder Automatik 3 | 4-Gang, 5-Gang oder Automatik 3 | 4-Gang, 5-Gang oder Automatik 3 | 4-Gang, 5-Gang oder Automatik 3 | 4-Gang, 5-Gang oder Automatik 3 | 4-Gang, 5-Gang oder Automatik 3 | 5-Gang-Getriebe 4 | 5-Gang-Getriebe 4 | 5-Gang-Getriebe 4 |
| Radaufhängung vorn:               | MacPherson-Federbeine, Zugstreben, Schraubenfedern, RS1600i und RS Turbo zusätzlich mit einstellbarem Stabilisator 5                   | MacPherson-Federbeine, Zugstreben, Schraubenfedern, RS1600i und RS Turbo zusätzlich mit einstellbarem Stabilisator 5                   | MacPherson-Federbeine, Zugstreben, Schraubenfedern, RS1600i und RS Turbo zusätzlich mit einstellbarem Stabilisator 5                   | MacPherson-Federbeine, Zugstreben, Schraubenfedern, RS1600i und RS Turbo zusätzlich mit einstellbarem Stabilisator 5                   | MacPherson-Federbeine, Zugstreben, Schraubenfedern, RS1600i und RS Turbo zusätzlich mit einstellbarem Stabilisator 5                   | MacPherson-Federbeine, Zugstreben, Schraubenfedern, RS1600i und RS Turbo zusätzlich mit einstellbarem Stabilisator 5                   | MacPherson-Federbeine, Zugstreben, Schraubenfedern, RS1600i und RS Turbo zusätzlich mit einstellbarem Stabilisator 5                   | MacPherson-Federbeine, Zugstreben, Schraubenfedern, RS1600i und RS Turbo zusätzlich mit einstellbarem Stabilisator 5                   | MacPherson-Federbeine, Zugstreben, Schraubenfedern, RS1600i und RS Turbo zusätzlich mit einstellbarem Stabilisator 5                   | MacPherson-Federbeine, Zugstreben, Schraubenfedern, RS1600i und RS Turbo zusätzlich mit einstellbarem Stabilisator 5                   | MacPherson-Federbeine, Zugstreben, Schraubenfedern, RS1600i und RS Turbo zusätzlich mit einstellbarem Stabilisator 5                   |
| Radaufhängung hinten:             | Einzelradaufhängung mit Dämpferbeinen, Quer- und Längslenkern, Schraubenfedern; stärkere Motorisierungen zusätzlich mit Stabilisator 6 | Einzelradaufhängung mit Dämpferbeinen, Quer- und Längslenkern, Schraubenfedern; stärkere Motorisierungen zusätzlich mit Stabilisator 6 | Einzelradaufhängung mit Dämpferbeinen, Quer- und Längslenkern, Schraubenfedern; stärkere Motorisierungen zusätzlich mit Stabilisator 6 | Einzelradaufhängung mit Dämpferbeinen, Quer- und Längslenkern, Schraubenfedern; stärkere Motorisierungen zusätzlich mit Stabilisator 6 | Einzelradaufhängung mit Dämpferbeinen, Quer- und Längslenkern, Schraubenfedern; stärkere Motorisierungen zusätzlich mit Stabilisator 6 | Einzelradaufhängung mit Dämpferbeinen, Quer- und Längslenkern, Schraubenfedern; stärkere Motorisierungen zusätzlich mit Stabilisator 6 | Einzelradaufhängung mit Dämpferbeinen, Quer- und Längslenkern, Schraubenfedern; stärkere Motorisierungen zusätzlich mit Stabilisator 6 | Einzelradaufhängung mit Dämpferbeinen, Quer- und Längslenkern, Schraubenfedern; stärkere Motorisierungen zusätzlich mit Stabilisator 6 | Einzelradaufhängung mit Dämpferbeinen, Quer- und Längslenkern, Schraubenfedern; stärkere Motorisierungen zusätzlich mit Stabilisator 6 | Einzelradaufhängung mit Dämpferbeinen, Quer- und Längslenkern, Schraubenfedern; stärkere Motorisierungen zusätzlich mit Stabilisator 6 | Einzelradaufhängung mit Dämpferbeinen, Quer- und Längslenkern, Schraubenfedern; stärkere Motorisierungen zusätzlich mit Stabilisator 6 |
| Karosserie:                       | Stahlblech, selbsttragend | Stahlblech, selbsttragend | Stahlblech, selbsttragend | Stahlblech, selbsttragend | Stahlblech, selbsttragend | Stahlblech, selbsttragend | Stahlblech, selbsttragend | Stahlblech, selbsttragend | Stahlblech, selbsttragend | Stahlblech, selbsttragend | Stahlblech, selbsttragend |
| Spurweite vorn/hinten:            | 1390/1430 mm; RS1600i/RS Turbo: 1403/1443 mm, Turnier: 1390/1430 mm                                                                    | 1390/1430 mm; RS1600i/RS Turbo: 1403/1443 mm, Turnier: 1390/1430 mm                                                                    | 1390/1430 mm; RS1600i/RS Turbo: 1403/1443 mm, Turnier: 1390/1430 mm                                                                    | 1390/1430 mm; RS1600i/RS Turbo: 1403/1443 mm, Turnier: 1390/1430 mm                                                                    | 1390/1430 mm; RS1600i/RS Turbo: 1403/1443 mm, Turnier: 1390/1430 mm                                                                    | 1390/1430 mm; RS1600i/RS Turbo: 1403/1443 mm, Turnier: 1390/1430 mm                                                                    | 1390/1430 mm; RS1600i/RS Turbo: 1403/1443 mm, Turnier: 1390/1430 mm                                                                    | 1390/1430 mm; RS1600i/RS Turbo: 1403/1443 mm, Turnier: 1390/1430 mm                                                                    | 1390/1430 mm; RS1600i/RS Turbo: 1403/1443 mm, Turnier: 1390/1430 mm                                                                    | 1390/1430 mm; RS1600i/RS Turbo: 1403/1443 mm, Turnier: 1390/1430 mm                                                                    | 1390/1430 mm; RS1600i/RS Turbo: 1403/1443 mm, Turnier: 1390/1430 mm                                                                    |
| Radstand:                         | 2393 mm | 2393 mm | 2393 mm | 2393 mm | 2393 mm | 2393 mm | 2393 mm | 2393 mm | 2393 mm | 2393 mm | 2393 mm |
| Länge:                            | 3970–4123 mm | 3970–4123 mm | 3970–4123 mm | 3970–4123 mm | 3970–4123 mm | 3970–4123 mm | 3970–4123 mm | 3970–4123 mm | 3970–4123 mm | 3970–4123 mm | 3970–4123 mm |
| Leergewicht                       | 765–990 kg | 765–990 kg | 765–990 kg | 765–990 kg | 765–990 kg | 765–990 kg | 765–990 kg | 765–990 kg | 765–990 kg | 765–990 kg | 765–990 kg |
| Höchstgeschwindigkeit:            | 144 km/h | 144 km/h | 146–149 km/h | 155–157 km/h | 163–169 km/h | 175 km/h | 182 km/h | 186 km/h | 188 km/h | 200 km/h | 150 km/h |
| Beschleunigung 0–100 km/h:        | 17,2 s | 17,2 s | 14,9–15,8 s | 12,8–14,0 s | 11,0–14,0 s | 10,8 s | 9,7 s | 9,6–9,9 s | 9,0 s | 8,6 s | 18,8 s |
| Verbrauch in Liter/100 Kilometer: | 4,9–6,8 S | 4,9–6,8 S | 5,1–9,0 N 6,4–9,2 S | 6,4–9,3 S | 5,7–10,1 S | N | 5,7–10,2 S | 6,4–10,6 S | 6,6–9,2 Super verbleit | | |

### Produktionszahlen Escort 81
Gesamtproduktion deutsche Ford Werke von 1980 bis 1985
| Jahr   | 1980                               | 1981    | 1982    | 1983    | 1984    | 1985    | Summe         |
| ------ | ---------------------------------- | ------- | ------- | ------- | ------- | ------- | ------------- |
|        | 135.022 davon ca. 67.500 Escort 81 | 278.134 | 289.818 | 257.248 | 237.547 | 230.065 | ca. 1.360.300 |
| Cabrio |                                    |         |         | 2.369   | 14.061  | 9.731   | 26.161        |
| Summe  | ca. 67.500 Escort 81               | 278.134 | 289.818 | 259.617 | 251.608 | 239.796 | ca. 1.386.500 |

## Escort ’86 (1986–1990)

### Modellgeschichte
Anfang 1986 wurde dem Escort ein umfassendes Facelift zuteil und fortan als vierte Baureihe kategorisiert. Viele Karosserieteile wurden verändert, die passive Sicherheit erhöht, die Rostvorsorge, das Fahrwerk sowie die Motoren verbessert. Einige Motorvarianten waren nun auch mit einem G-Kat erhältlich. Der Innenraum wurde überarbeitet und dem des Ford Sierra und Ford Scorpio angeglichen. Die Palette der für den Escort erhältlichen Motoren reichte nun von einem 1,1-Liter-OHV-Motor mit 50 PS bis zum bereits bekannten 1,6-Liter-CVH-Turbomotor mit 132 PS.
Ab September 1988 wurde der 60 PS starke 1,3-Liter-Kent-Motor durch einen 1,3-Liter-HCS-Motor ersetzt, der gleiche Leistung aus ähnlicher Motorenbauart bot, aber die Reihenfolge von Einlass- und Auslassventilen im Zylinderkopf sowie andere kleine technische Details (Kurbelwellenlager etc.) deutlich verändert waren. Dieser HCS-Motor wurde danach mit einer elektronischen Einspritzung auch in anderen Ford-Modellen wie Fiesta und Ka verwendet. Gleichzeitig wurde auch die Frontschürze minimal verändert: Die Zierleiste des vorderen Stoßfängers verläuft jetzt durchgängig oberhalb des Kennzeichens.
In Südafrika gab es einen Pickup namens „Bantam“ auf Escort-Basis. Dieses Auto wurde dort von MMI (Mazda und Mitsubishi Montagewerk und Vertrieb) verkauft – zuerst als „MMI Rustler“, später als „Mazda Rustler“. Eine zweite Bantam/Rustler-Generation basierte dann auf dem Mazda 323, nachdem SAMCOR den Escort nach wenigen Jahren zugunsten des 323 einstellte.

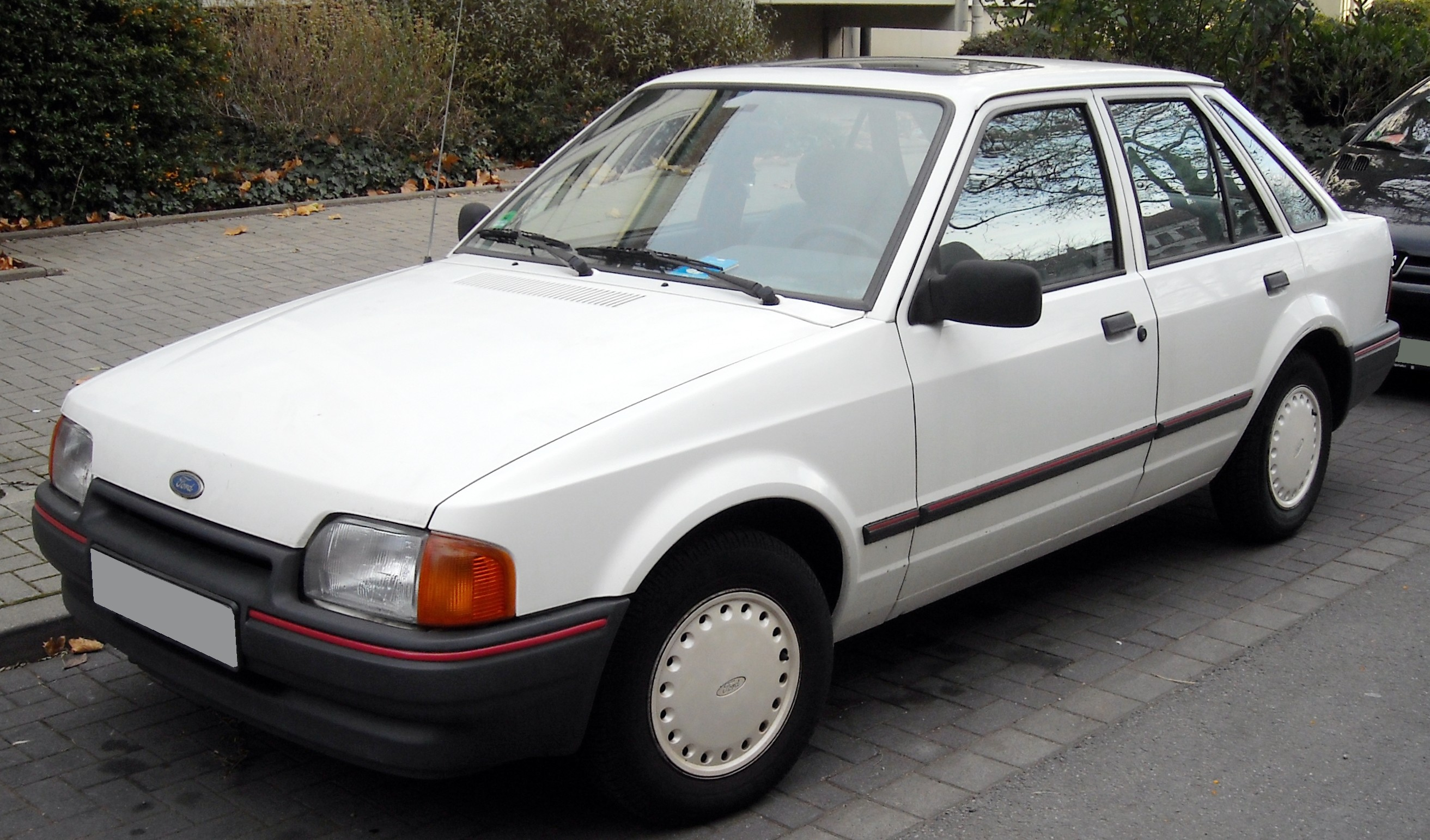
Ford Escort Fünftürer (1986–1990)
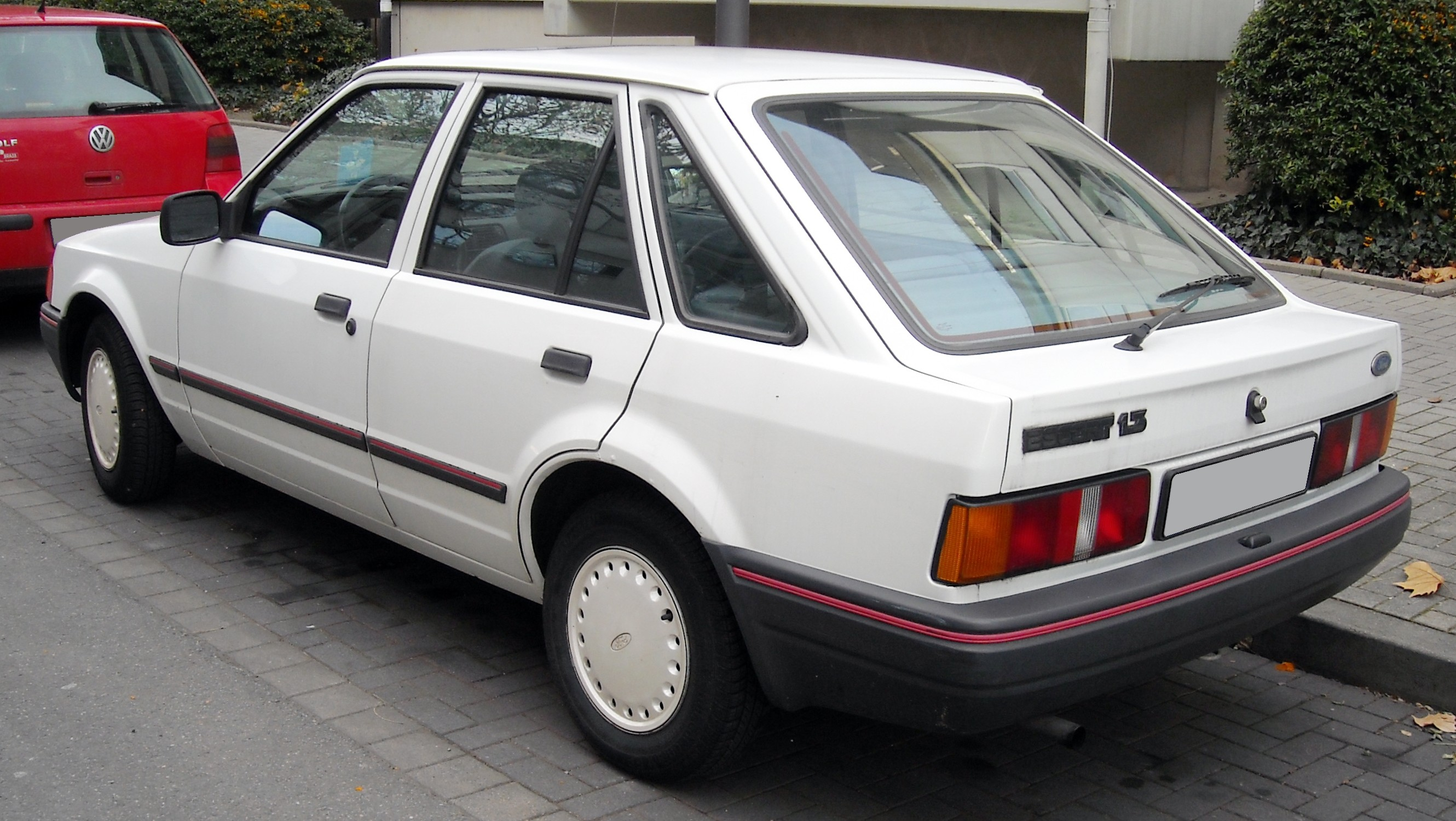
Heckansicht
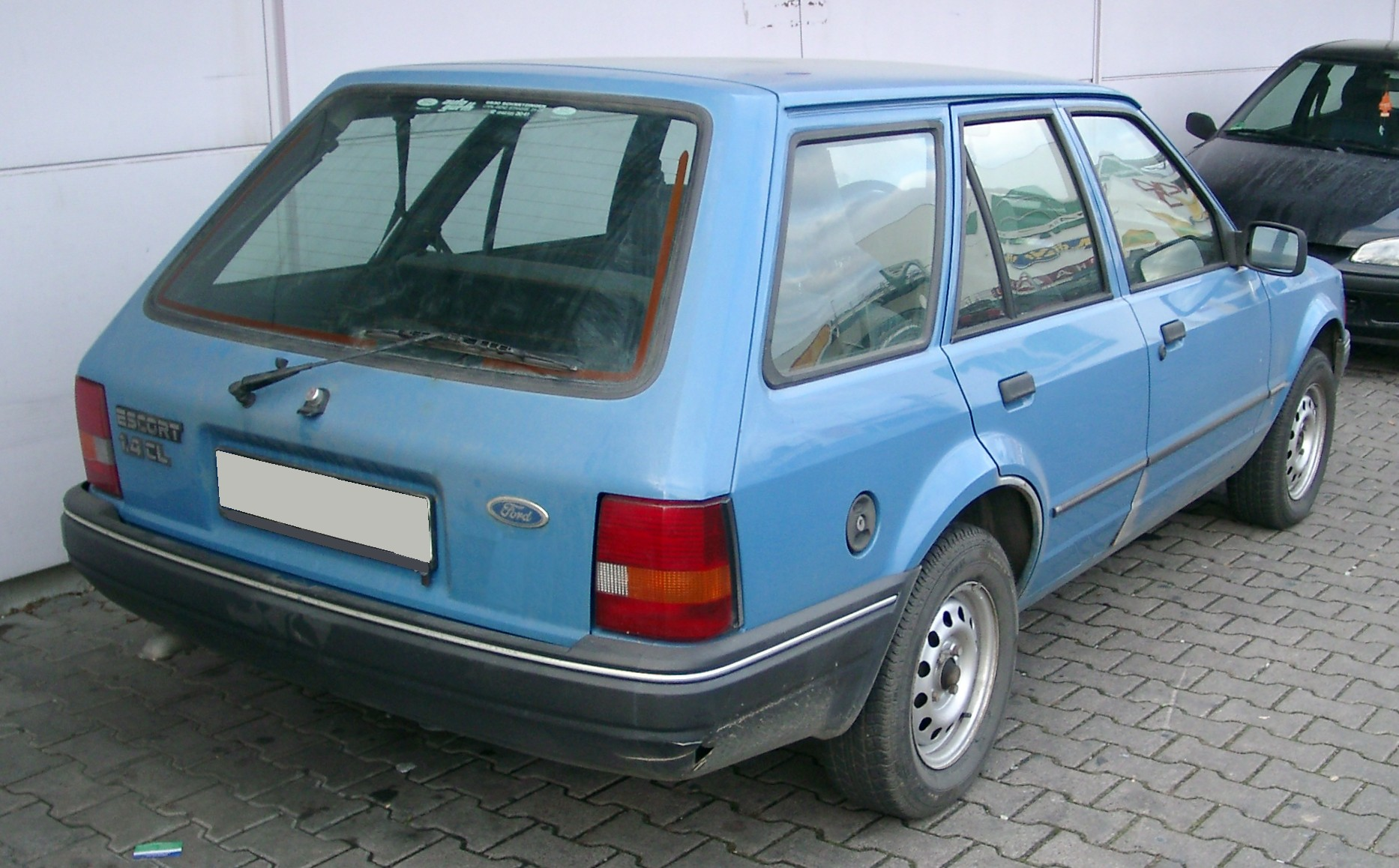
Ford Escort Turnier
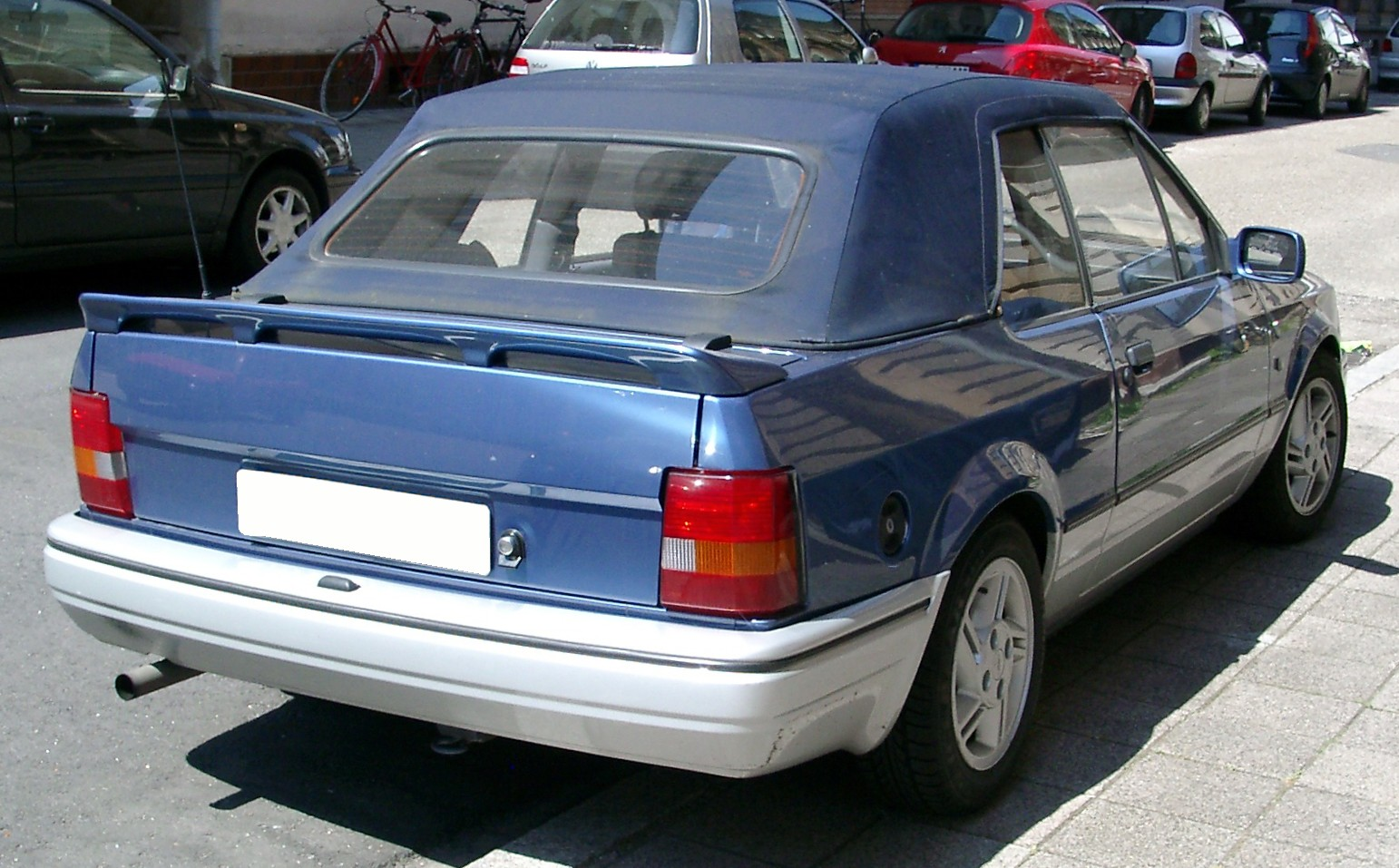
Ford Escort Cabriolet
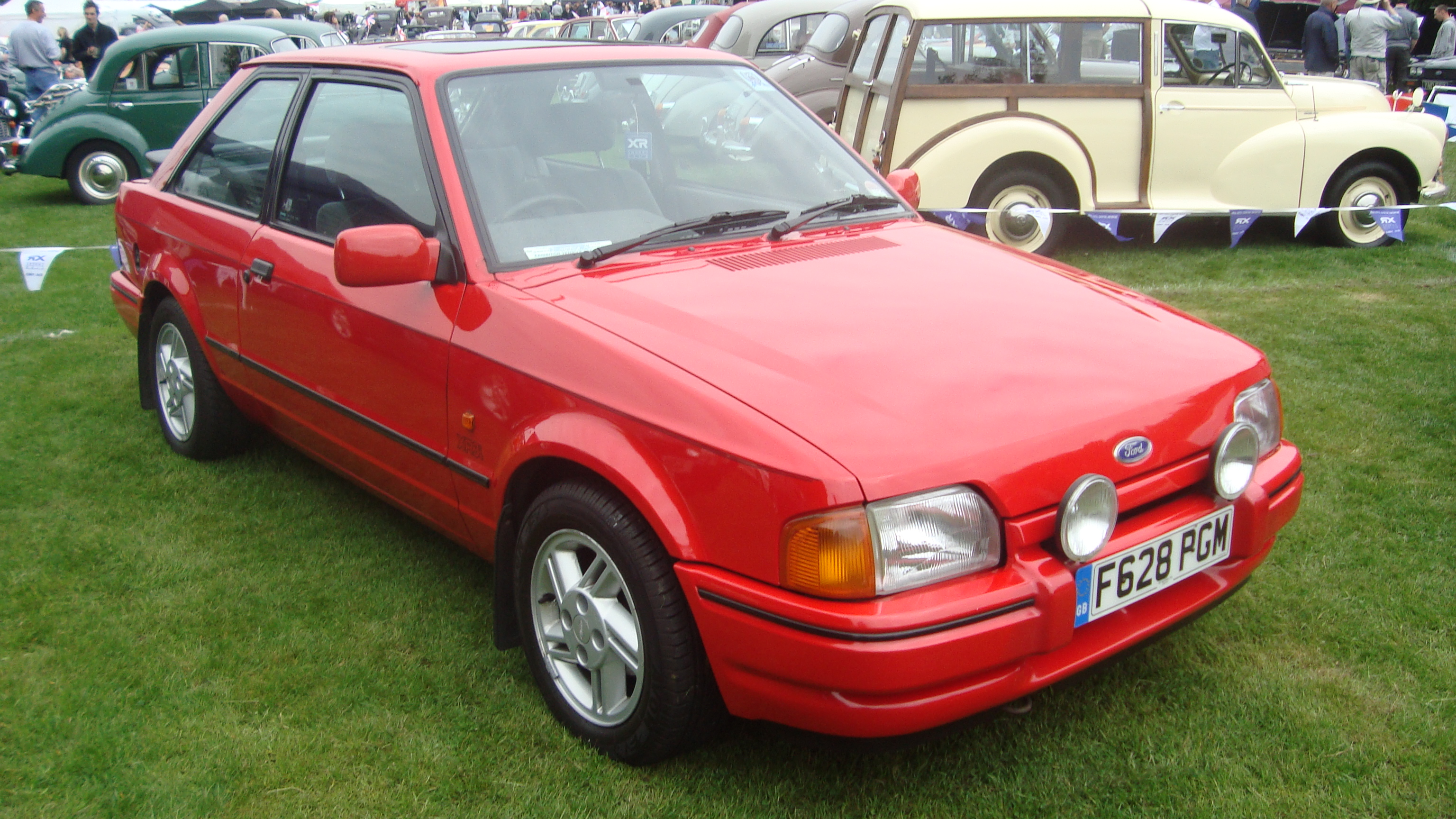
Ford Escort XR3i

### Sportversionen
- Der Escort XR3i war die sportliche Version des Escort, für den anfangs zwei Motoren zur Wahl standen. Der 1,6-Liter CVH-Motor leistete mit Bosch-K-Jetronic ohne Katalysator 77 kW (105 PS) oder mit KE-Jetronic, reduzierter Verdichtung für Normalbenzin und geregeltem Katalysator 66 kW (90 PS). Der XR3i war als 3-türige Limousine oder als Cabriolet erhältlich. 1990, kurz vor Einführung der neuen Baureihe, wurde der Motor ohne Katalysator durch den neuen EFI-Motor mit elektronischer Einspritzanlage, G-Kat und 75 kW (102 PS) ersetzt. Diese Modelle erhielten zusätzlich eine geänderte Frontstoßstange mit zusätzlichen Lufteinlässen und für die Limousine einen Heckflügel mit hängenden Ecken.
- Der Escort RS Turbo war mit 97 kW (132 PS) weiterhin das Topmodell der Baureihe und wurde nun in unbegrenzter Stückzahl gebaut. Abgesehen von der neuen Karosserieform unterschied sich das neuere Fahrzeug in nur wenigen Details von seinem Vorgänger, denn die Technik wurde nahezu unverändert übernommen. Der Turbolader von Garrett war nun öl- und wassergekühlt, das Getriebe hatte eine längere Übersetzung, die leistungsfähigere Bremsanlage kam vom Sierra XR4 und es gab neue Leichtmetallräder mit Speichen in Form einer Turbine. Wie auch beim Vorgänger gehörten eine Recaro-Innenausstattung und ein Sperrdifferential zur umfangreichen Serienausstattung. Der Turbo war nur als 3-türige Limousine verfügbar. Gleichzeitig mit der Vorstellung des neuen EFI-Motors mit G-Kat für den XR3i erhielt auch der Turbo dessen Frontstoßstange mit zusätzlichen Lufteinlässen und den Heckflügel mit nach unten hängenden Ecken.

### Sondermodelle
- Cabrio Highlight (mitternachtsblau mit gleichfarbigem Verdeck und grauem Leder, serienmäßig mit einem für Cabriolets neuartigem Dachträgersystem (Surfbrett, Ski etc.))
- XR3i Cabrio BB („Boris Becker“; weiß mit weißem Verdeck und serienmäßigen Recaro-Sitzen (Teilleder hellgrau) und speziellen Alufelgen)
- XR3i Cabrio All White (ebenso wie das Model „Highlight“ ein Luxusmodel mit Vollausstattung inklusive Schweller-/Radlaufverkleidung, Spoiler und wß. RS-Turbofelgen)
- XR3i Cabrio „Pastell“ (rose und hellblau mit jeweils hellgrauem Verdeck, hellgrün mit blauem Verdeck) und serienmäßigen Recaro-Sitzen (Teilleder Schwarz).
- XR3i Cabrio „Zweifarbig“, siehe Bild (blau-silber und blaues Verdeck, silber-grau und blaues Verdeck, dunkelrot-silber und dunkelrotes Verdeck, sowie im letzten Produktionsjahr gold/dunkelgrau mit hellgrauem Verdeck) mit speziellen Alufelgen

### Motorisierungen
Benziner:
- 1,1 Liter, 37 kW (50 PS), Bauform/Ventilsteuerung: OHV-Motor mit untenliegender Nockenwelle
- 1,3 Liter, 44 kW (60 PS), OHV HC, bis 8/88
- 1,3 Liter, 44 kW (60 PS), OHV HCS, ab 9/88
- 1,3 Liter, 46 kW (63 PS), OHV
- 1,4 Liter, 54 kW (73 PS), CVH
- 1,4 Liter, 55 kW (75 PS), CVH
- 1,6 Liter, 65 kW (88 PS), CVH
- 1,6 Liter, 66 kW (90 PS), CVH (Registervergaser)
- 1,6 Liter, 66 kW (90 PS), CVH MFI (KE-Jetronic) G-Kat
- 1,6 Liter, 75 kW (102 PS), CVH XR3i EFI G-Kat, ab 1989
- 1,6 Liter, 77 kW (105 PS), CVH XR3i MFI (K-Jetronic) ohne Kat
- 1,6 Liter, 79 kW (108 PS), CVH XR3i EFI ohne Kat, in Deutschland nicht verfügbar
- 1,6 Liter, 97 kW (132 PS), CVH, KE-Jetronic, Turbo ohne Kat

Diesel:
- 1,6 Liter, 40 kW (54 PS), OHC
- 1,8 Liter, 44 kW (60 PS), OHC

## Escort ’91 (1990–1992)

### Modellgeschichte
Ab Spätsommer 1990 wurde ein neues Modell des Escort verkauft. Es war beträchtlich größer als der Vorgänger. Das Design entsprach dem damaligen Zeitgeist, besonders windschnittige Fahrzeuge zu bauen. Beispiele dieser Stilrichtung sind auch der im selben Jahr präsentierte Opel Calibra oder der ab Sommer 1991 verkaufte Opel Astra F.
Die Motoren entsprachen anfangs denen des Vorgängermodells mit 1,3 Liter und 44 kW (60 PS). Darüber gab es den 1,4-Liter-Motor mit 52 kW (71 PS) und den 1,6-Liter-Motor mit 77 kW (105 PS). Das Fahrwerk war nicht sehr komfortabel abgestimmt, so dass die Presse anfangs ein paar Defizite feststellte.
Im Laufe seiner zehnjährigen Bauzeit wurden dem Escort zwei größere Facelifts zuteil (siehe Escort ’93/’95). Eineinhalb Jahre nach der Präsentation kamen die neuen konkurrenzfähigen 1,8-Liter-Zetec-Motoren mit 77 kW und 96 kW. 1993 war der Escort eines der ersten Fahrzeuge mit Frontairbags in der Kompaktklasse und konnte von nun an auch recht gute Crashtestergebnisse erzielen.
Auch von diesem Escort gab es ein Cabriolet, das wie sein Vorgänger bei Karmann in Rheine hergestellt wurde. Motorisiert war es mit 1,4- bis 1,8-Liter-Motoren (52 bis 96 kW). Es war 1995 eines der ersten Cabrios, das mit Dieselmotor zu haben war.
Auf der Plattform dieses Escort entstanden in Brasilien der VW Logus und der VW Pointer.

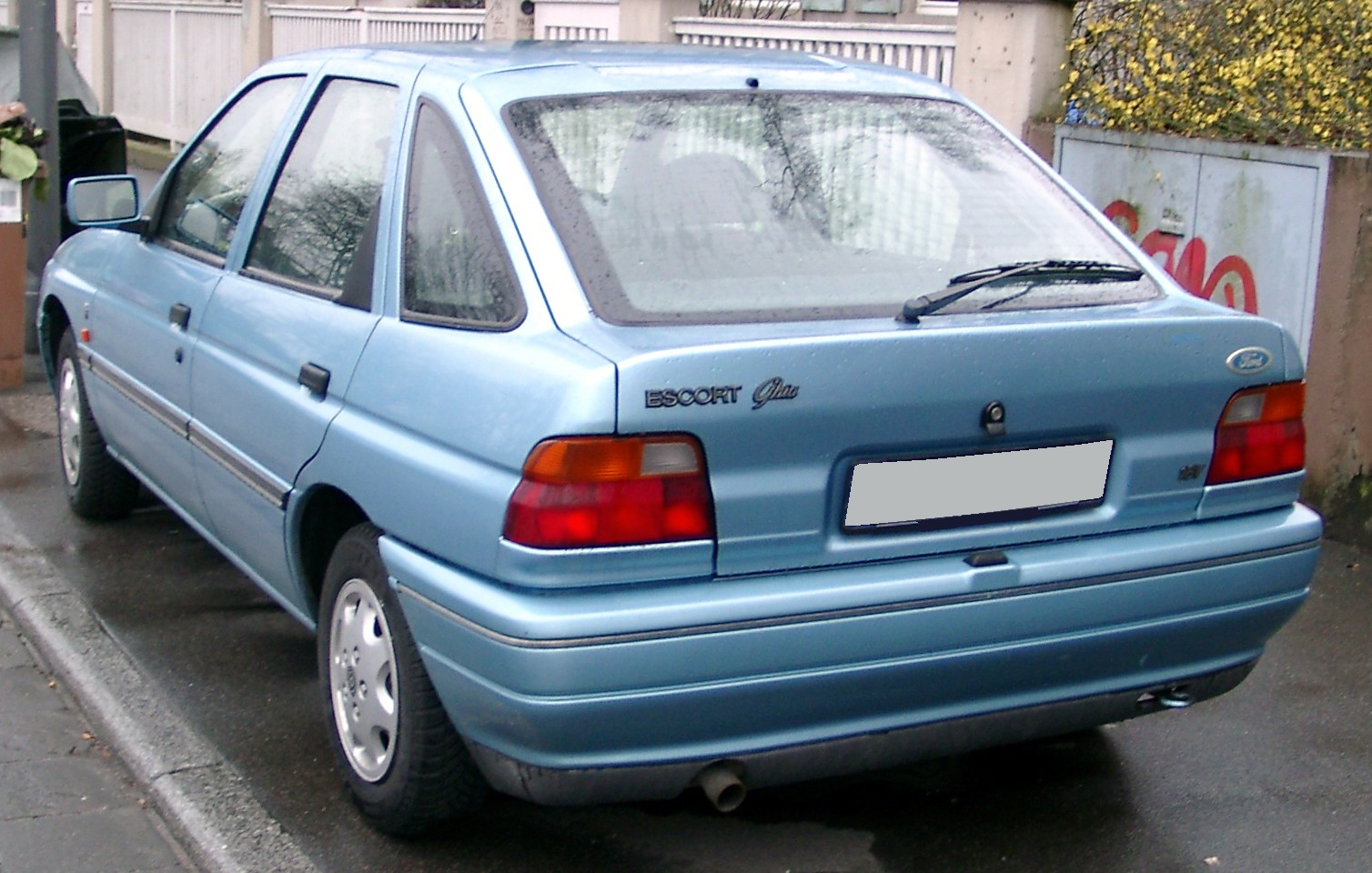
Heckansicht
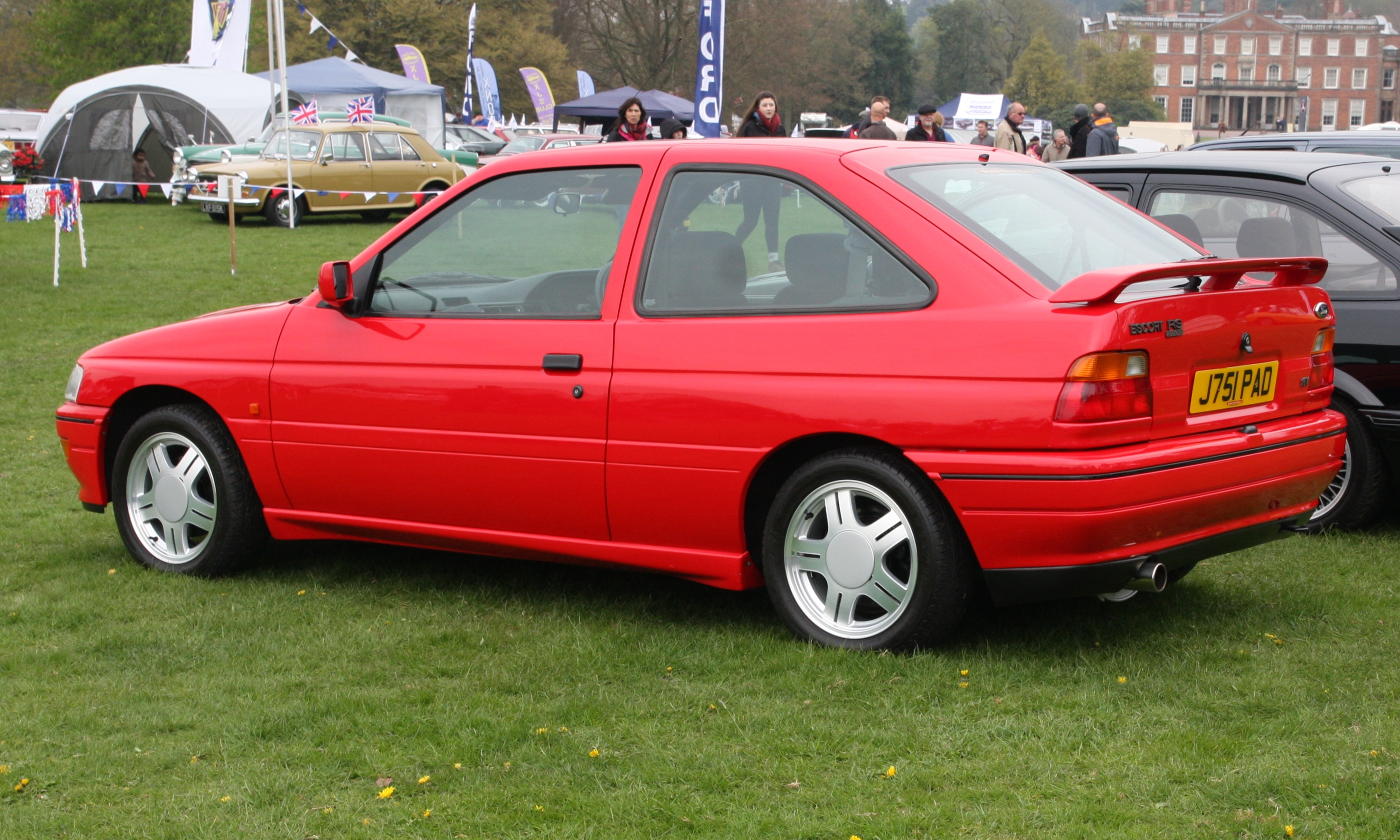
Ford Escort RS 2000 (1991–1992)

### Sportversionen
- Der XR3i war anfangs noch mit dem CVH-Motor des Vorgängers versehen, dieser wurde später durch den neuen Zetec 16V mit 1,8 Liter Hubraum mit wahlweise 77 kW (105 PS) oder 96 kW (130 PS) als XR3i 16V ersetzt. Zur Serienausstattung zählten Sportsitze, Leichtmetallräder, geänderte Front- und Heckschürzen, Heckflügel, ein überarbeitetes Fahrwerk mit tiefergelegter Karosserie und bei manchen 16V-Modellen Scheibenbremsen rundum.
- Der RS2000 mit 2,0 Liter Hubraum und 110 kW (150 PS) war das Topmodell der Baureihe. Der neue DOHC-Motor basiert auf dem DOHC 8V-Motor mit Steuerkette aus dem Ford Sierra. Zusätzlich zur Ausstattung des XR3i hatte der RS2000 serienmäßig eine Recaro-Innenausstattung und vier Scheibenbremsen.[13]

### Escort RS Cosworth

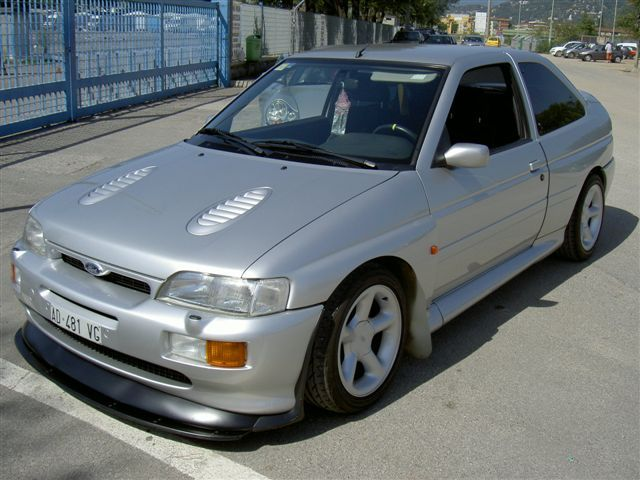
Ford Escort RS Cosworth (1992–1994)

Der im Mai 1992 präsentierte Escort RS Cosworth nimmt eine Sonderstellung innerhalb der Baureihe ein. Eigentlich ist er kein Escort, sondern lediglich dessen Karosserieform, die auf einer gekürzten Bodengruppe des Sierra sitzt. Im Gegensatz zum „normalen“ Escort ist bei den Cosworth-Modellen der Motor wie im Sierra längs eingebaut. Ford unternahm diesen Schritt, um für die Rallye-Weltmeisterschaft ein konkurrenzfähiges kleineres Auto zu haben, aber den bekannt starken Motor von Cosworth und den Allradantrieb des Sierra nutzen zu können. Der zu große Sierra hatte sich als nicht konkurrenzfähig erwiesen. Aber auch dem Escort blieben größere Erfolge verwehrt. Zwischen 1993 und 1997 gewann der Escort RS Cosworth, der später als Escort WRC homologiert wurde, insgesamt elf Läufe zur Rallyeweltmeisterschaft. François Delecour, der bereits zwei Jahre lang mit dem Sierra an der Weltmeisterschaft teilnahm, wurde im Jahr 1993 hinter Juha Kankkunen auf Toyota Vizeweltmeister.
Der kurz auch Cossie genannte Escort Cosworth wurde zum größten Teil bei Karmann gebaut. Markant für dieses Fahrzeug ist der sehr große und aerodynamisch wichtige Heckflügel. Das mit einem permanenten Allradantrieb versehene Fahrzeug war anfangs mit einem Garrett-T35-Lader und einer Einspritzanlage von Weber-Marelli ausgestattet.
Entgegen der Modellpflege beim zivilen Escort wurde der Cosworth immer mit der gleichen Karosserieform (der des Escort ’91) gebaut. Ab Werk gab es zwei verschiedene Versionen des Heckflügels.

## Escort ’93 (1992–1995)
Der überarbeitete Escort ab September 1992 ist eine modifizierte Version des Escort ’91. Neben einigen Änderungen an der Technik, wie zum Beispiel Verstärkungen an der Spritzwand und anderen sicherheitsrelevanten Änderungen, wurde sowohl die Front als auch das Heck (beim Fließheck) verändert. Der Turnier und der Express behielten die Heckform.
Ab Januar 1994 war der neue 1,6-Liter-Zetec-Motor mit 65 kW (88 PS) erhältlich. Der etwas leistungsschwache 1,4-Liter-Motor wurde im März 1994 überarbeitet und leistete mit 55 kW (75 PS) 3 kW mehr. Etwa gleichzeitig wurde auch die Karosserie verstärkt.

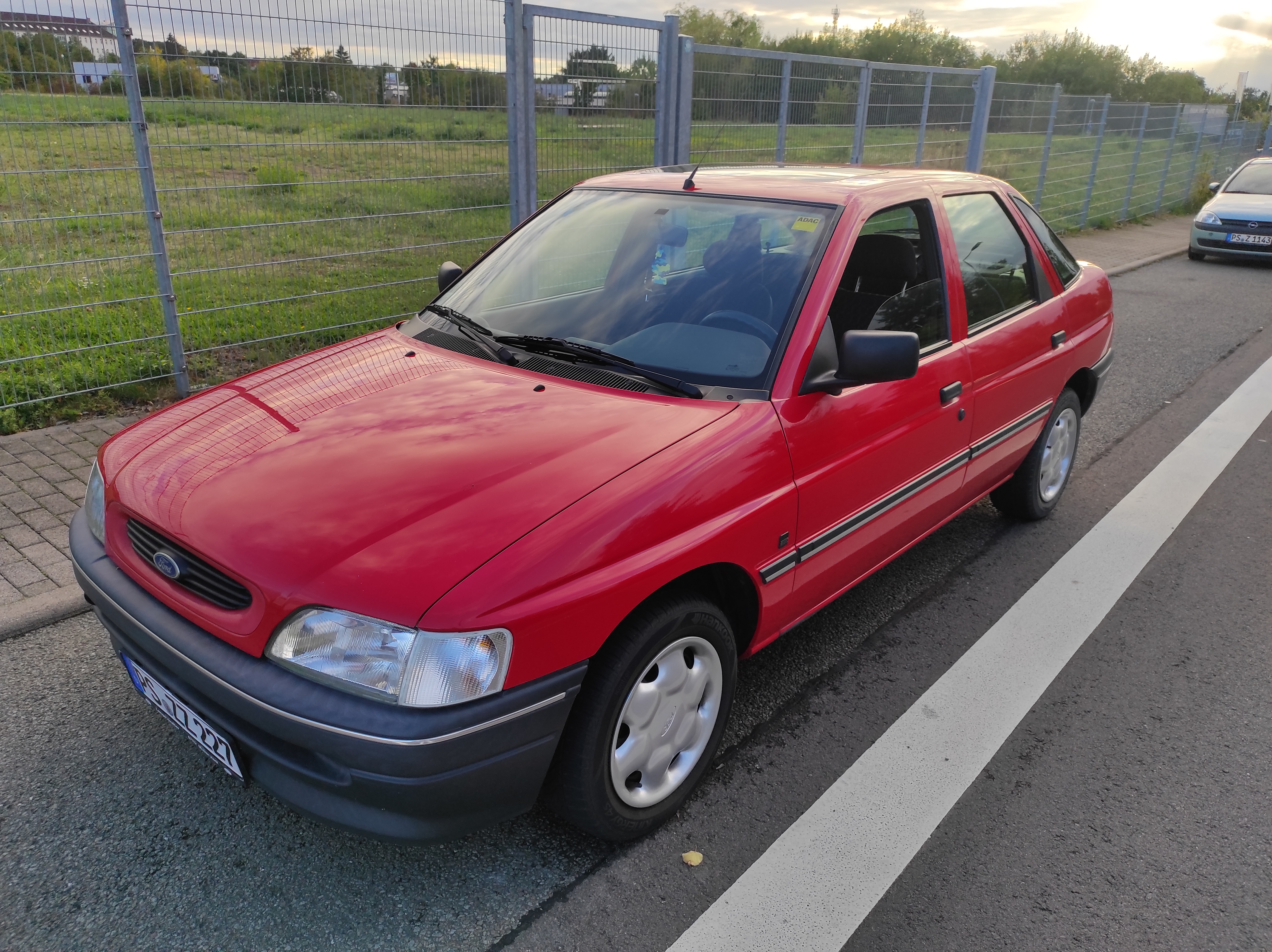
Ford Escort (1992–1995)
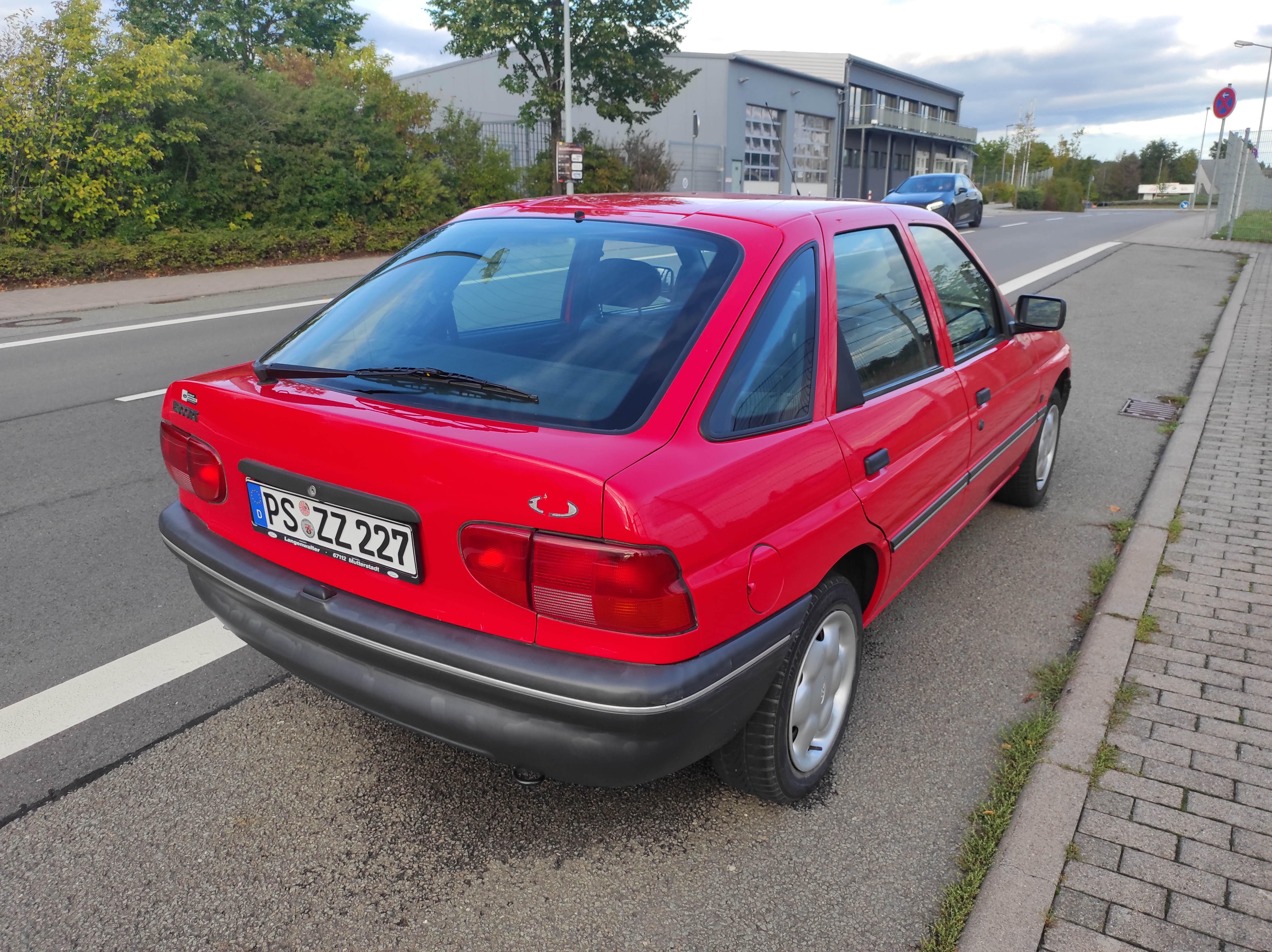
Heckansicht
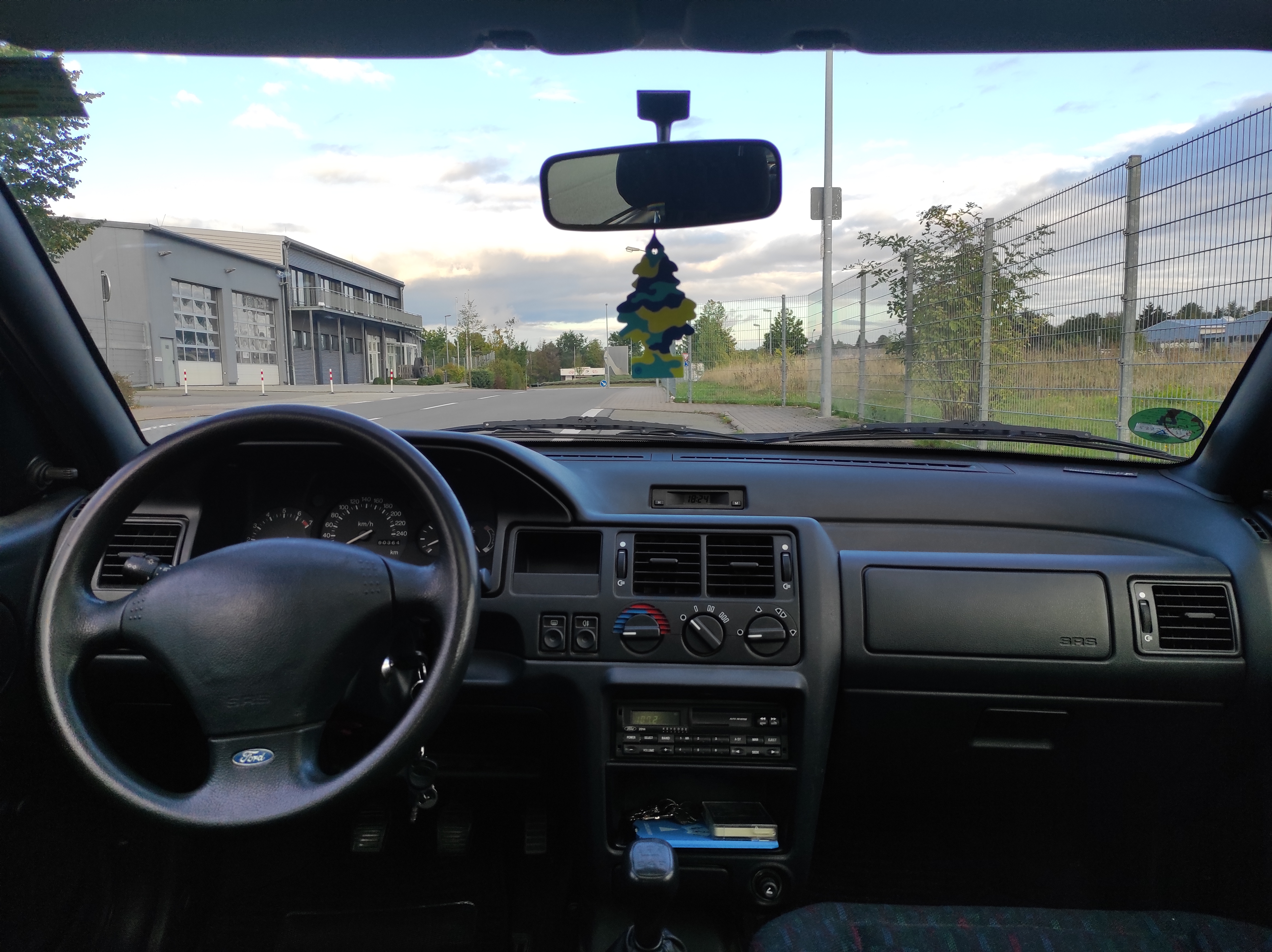
Innenraum
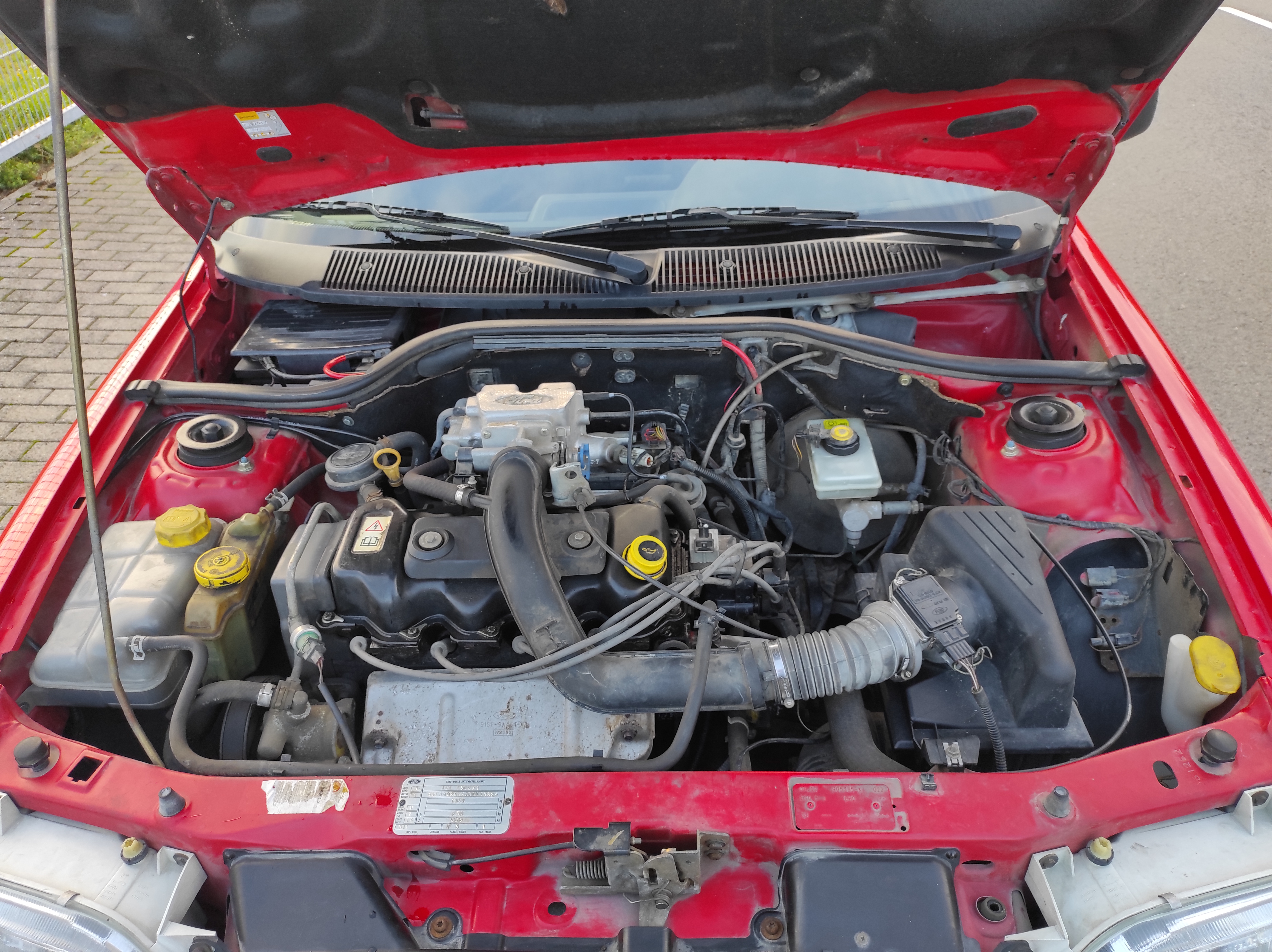
Motorraum mit dem 1.4 liter Motor
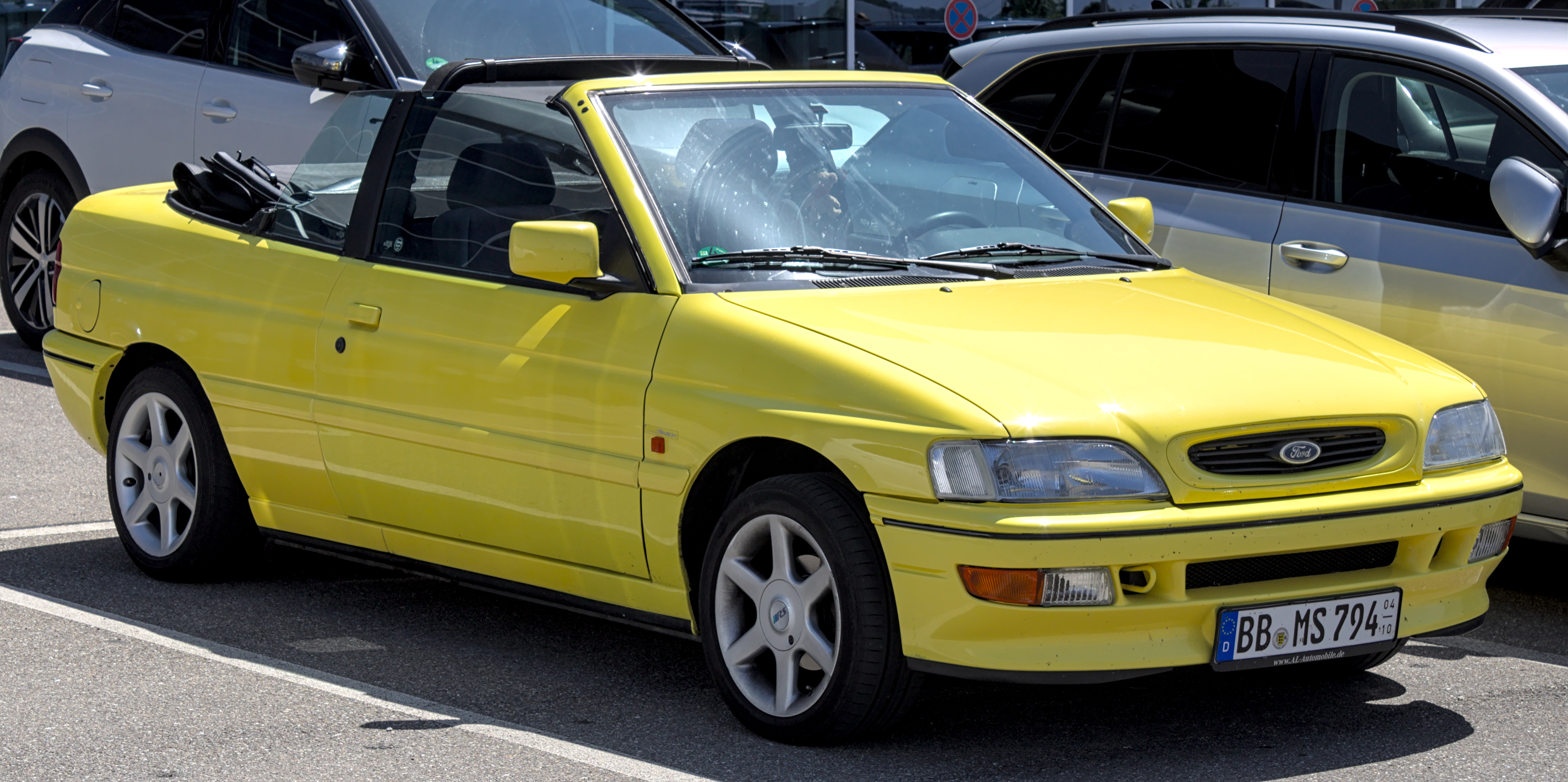
Ford Escort Cabriolet
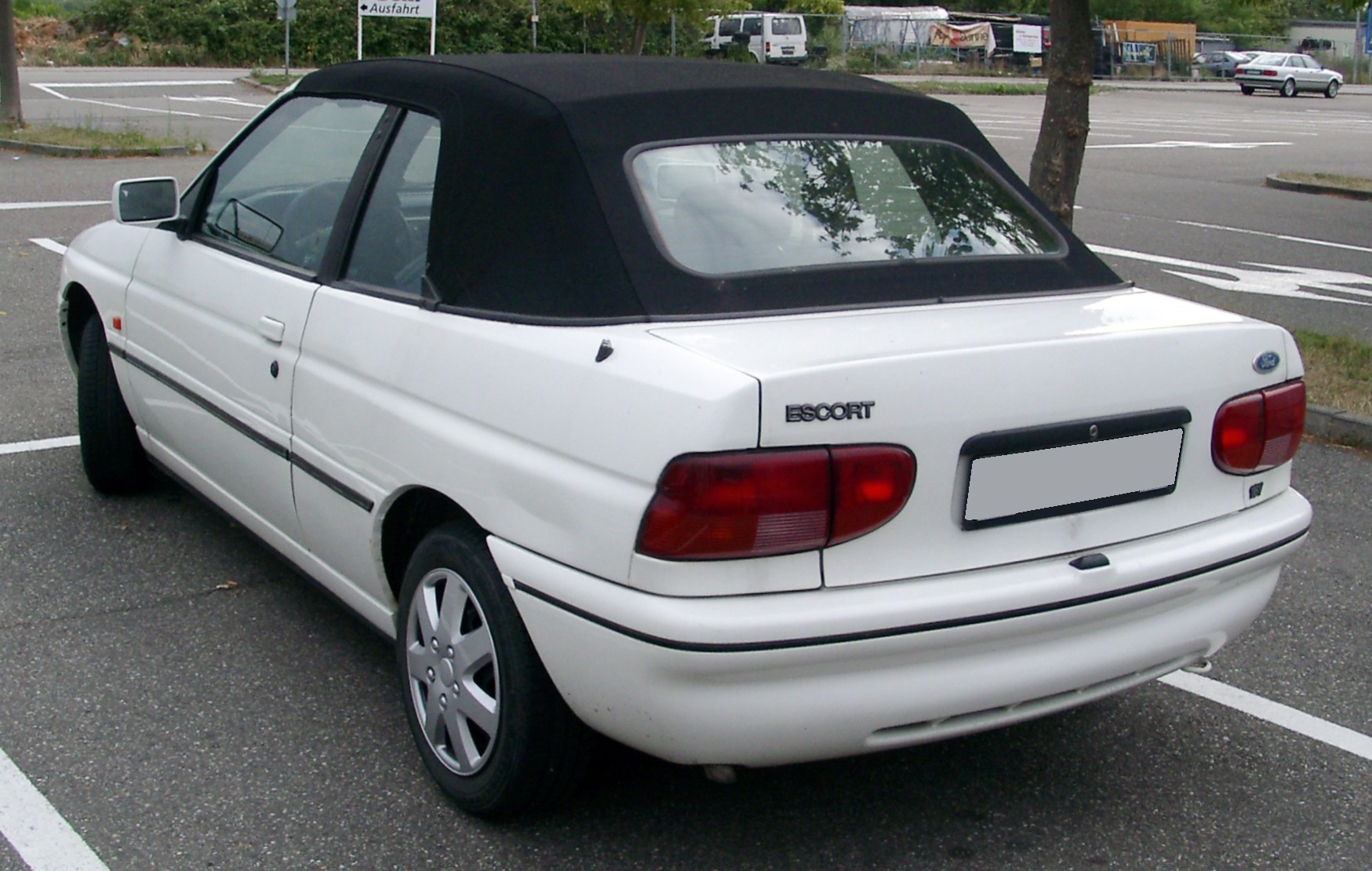
Heckansicht

### Motorisierungen (Escort ’91 / ’93)
| Modell        | Motortyp    | Hubraum     | Zylinder/Ventile | Leistung in kW (PS) | Drehmoment bei 1/min | Bemerkung            | Bauzeit         |
| Ottomotoren   | Ottomotoren | Ottomotoren | Ottomotoren      | Ottomotoren         | Ottomotoren          | Ottomotoren          | Ottomotoren     |
| ------------- | ----------- | ----------- | ---------------- | ------------------- | -------------------- | -------------------- | --------------- |
| 1.3i          | OHV/HCS *   | 1299 cm³    | R4/8V            | 44 (60)             | 101 Nm bei 2500      |                      | 09/1991–03/1994 |
| 1.4i          | CVH         | 1391 cm³    | R4/8V            | 52 (71)             | 103 Nm bei 4000      |                      | 07/1990–03/1994 |
| 1.4i          | PT-E        | 1391 cm³    | R4/8V            | 54 (75)             | 106 Nm bei 4000      |                      | 04/1994–01/1995 |
| 1.6i          | Zetec       | 1597 cm³    | R4/16V           | 66 (90)             | 134 Nm bei 3000      |                      | 09/1992–12/1993 |
| 1.6i          | Zetec       | 1597 cm³    | R4/16V           | 65 (88)             | 130 Nm bei 3000      |                      | 01/1994–01/1995 |
| 1.6i          | CVH         | 1596 cm³    | R4/8V            | 77 (105)            | 135 Nm bei 4800      |                      | 07/1990–12/1991 |
| 1.8 16V       | Zetec       | 1796 cm³    | R4/16V           | 77 (105)            | 153 Nm bei 4000      | XR3i                 | 02/1992–01/1995 |
| 1.8 16V       | Zetec       | 1796 cm³    | R4/16V           | 96 (130)            | 162 Nm bei 4500      | XR3i                 | 02/1992–01/1995 |
| 2.0 16V       | DOHC 16V    | 1998 cm³    | R4/16V           | 110 (150)           | 190 Nm bei 4500      | RS 2000 auch mit 4x4 | 09/1991–01/1995 |
| 2.0 16V       | Cosworth YB | 1993 cm³    | R4/16V           | 162 (220)           | 290 Nm bei 2500      | RS Cosworth 4x4      | 05/1992–12/1994 |
| Dieselmotoren |             |             |                  |                     |                      |                      |                 |
| 1.8 D         | Endura-DE   | 1753 cm³    | R4/8V            | 44 (60)             | 110 Nm bei 2500      |                      | 07/1990–01/1995 |
| 1.8 TD        | Endura-DE   | 1753 cm³    | R4/8V            | 66 (90)             | 180 Nm bei 2000–2500 |                      | 09/1993–01/1995 |

## Escort ’95 (1995–2000)
| Sterne im Euro-NCAP-Crashtest (1999) |

Die siebte und letzte Baureihe des Escort ist ein deutlich überarbeitetes Nachfolgemodell, das von Januar 1995 bis Juli 2000 gebaut wurde. Die äußere Erscheinung war deutlich rundlicher. Der Escort bekam abermals eine neue Front und einen komplett neuen, ebenfalls rundlicher gestalteten Innenraum.
Gleichzeitig kam der neue 1,8-Liter-Zetec-Motor mit 85 kW (115 PS) ins Programm. Er löste die nur noch bis Sommer 1995 produzierte Ausführung mit 77 kW (105 PS) ab.
Vom Escort ’95 gab es in Deutschland eine Sonderedition, die unter dem Namen „F1 Edition“ verkauft wurde. Dabei handelte es sich um eine Version mit 2,0-Liter-16V-Motor und 110 kW (150 PS). Da diese Edition auf 500 Exemplare limitiert war, gilt sie heute als Sammlerstück. In Österreich und in der Schweiz wurde ebenfalls eine 2,0-Liter-Version unter dem Namen „Sauber Edition“ angeboten.
Beim letzten Modell des Cosworth wurde ab Anfang 1995 ein kleinerer Lader von Garrett, der T25, eingebaut, wodurch das Turboloch verringert werden sollte. Dieser auch HTT-Cosworth (High Torque Turbo, Hoch-Drehmoment-Turbo) genannte Escort war das einzige Fahrzeug, bei dem dieser Motor mit einer Ford-EFI-Einspritzanlage und mit einer Doppelfunkenzündanlage ausgerüstet wurde.
Der Escort RS Cosworth nahm erfolgreich an mehreren Rallye-Wettbewerben teil, trotz des Werkseinsatzes konnte Ford weder mit dem Sierra noch mit dem Escort einen Fahrer- oder Markentitel erzielen.
Die Produktion der RS2000-Modelle wurde im Juni 1996 mit der F1-Edition eingestellt. Ein neuer Ghia-X-Modelltyp mit serienmäßiger Klimaanlage und 6-fach-CD-Wechsler wurde zur selben Zeit eingeführt.

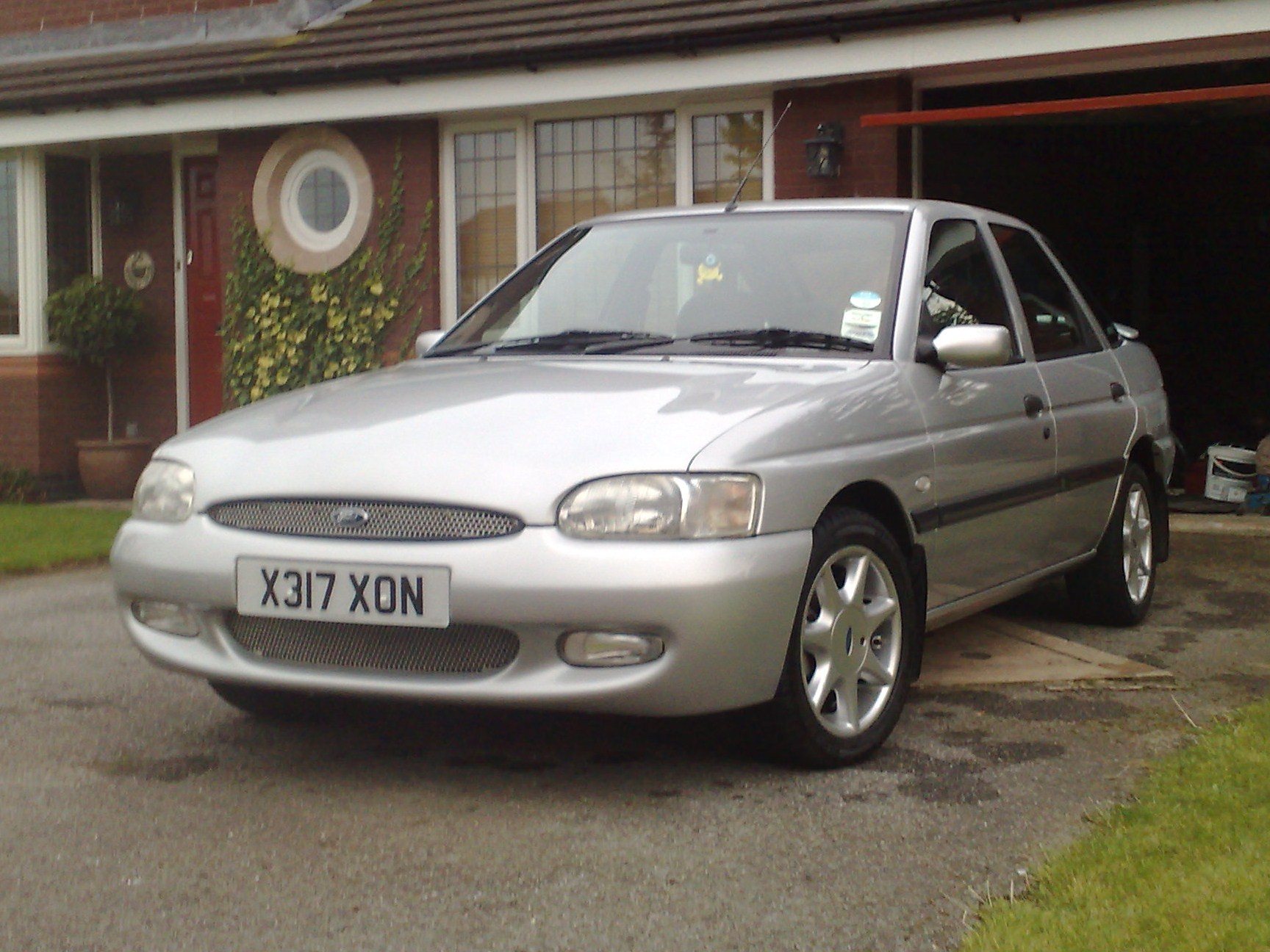
Ford Escort Schrägheck (1995–2000)
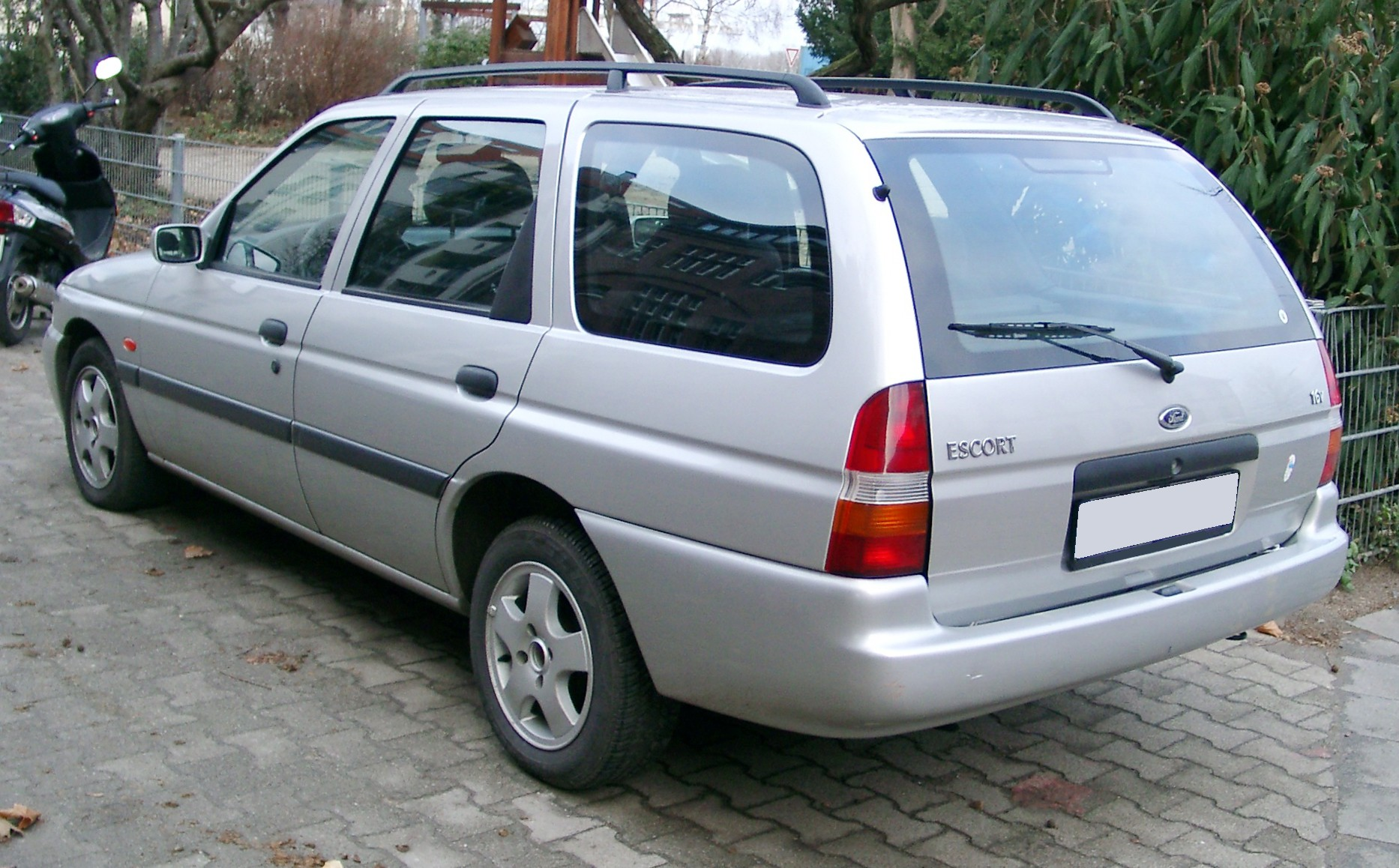
Ford Escort Turnier
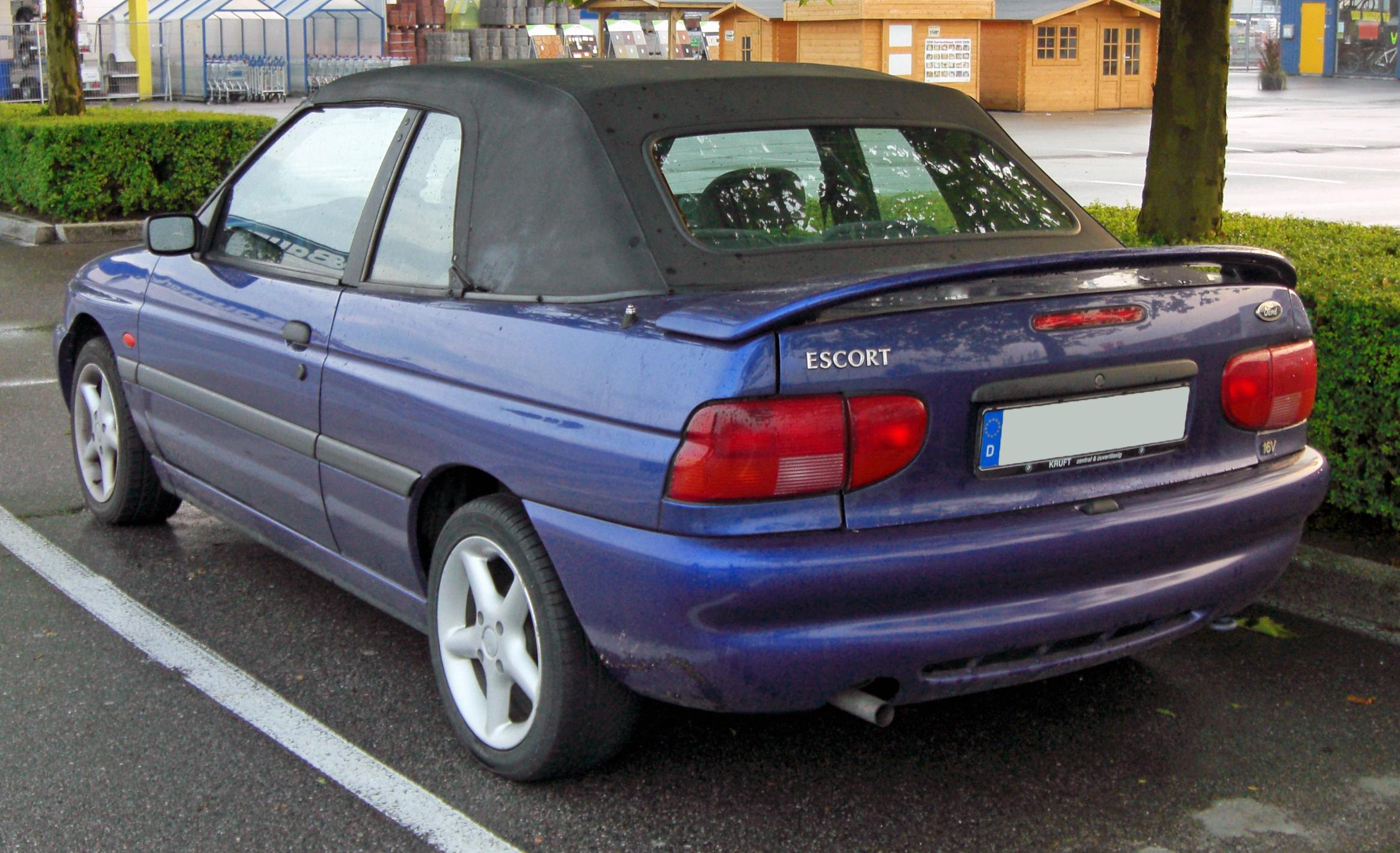
Ford Escort Cabriolet
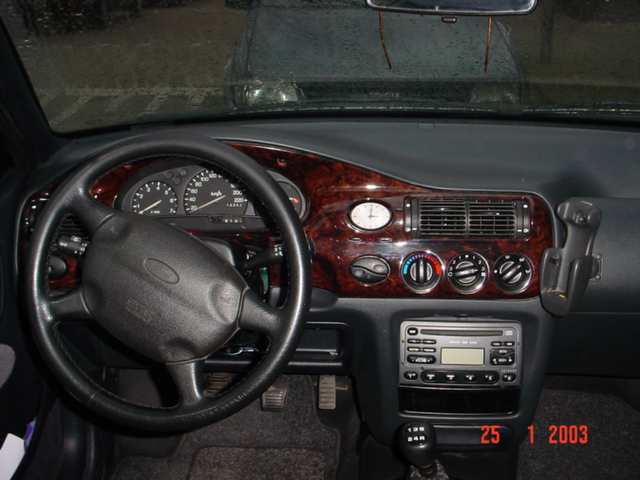
Cockpit im Escort Ghia
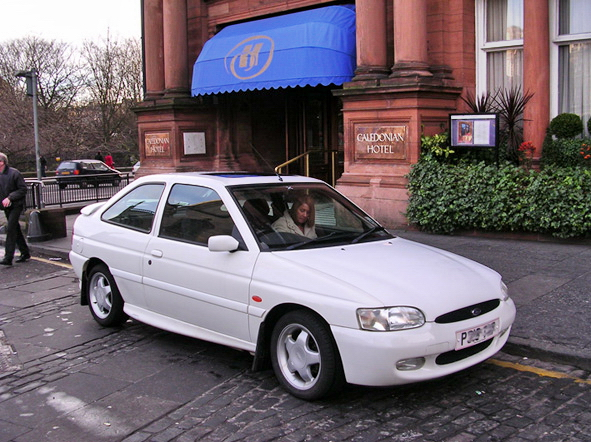
Ford Escort RS2000 (1995–1996)

### Escort Classic
Nach Erscheinen des Nachfolgers Ford Focus lief der Escort als Escort Classic von Oktober 1998 bis Juli 2000 als fünftüriges Fließheck sowie als Kombi (Turnier) weiterhin vom Band als (günstigere) Alternative zum Nachfolger Focus.
Das Motorenangebot beschränkte sich auf den 1,6-Liter-Benzinmotor mit 66 kW (90 PS) und den 1,8-Liter-Turbodieselmotor mit 66 kW (90 PS). Trotz positiver Bewertungen der Fachpresse für den neuen Focus konnte sich der günstige Escort Classic weiterhin gut verkaufen.

### Motorisierungen
| Modell        | Motortyp    | Hubraum     | Zylinder/Ventile | Leistung in kW (PS) | Drehmoment in Nm bei 1/min | Bemerkung                       | Bauzeit           |
| Ottomotoren   | Ottomotoren | Ottomotoren | Ottomotoren      | Ottomotoren         | Ottomotoren                | Ottomotoren                     | Ottomotoren       |
| ------------- | ----------- | ----------- | ---------------- | ------------------- | -------------------------- | ------------------------------- | ----------------- |
| 1.3i          | Endura-E    | 1299 cm³    | R4/8V            | 44 (60)             | 103 Nm bei 2500            |                                 | 01/1995–08/1996   |
| 1.4i          | PT-E        | 1391 cm³    | R4/8V            | 55 (75)             | 106 Nm bei 2750            |                                 | 01/1995–07/1998   |
| 1.6 16V       | Zetec       | 1597 cm³    | R4/16V           | 65 (88)             | 130 Nm bei 3000            |                                 | 01/1995–03/1995   |
| 1.6 16V       | Zetec-E     | 1597 cm³    | R4/16V           | 66 (90)             | 136 Nm bei 4000            |                                 | 01/1995–07/1998 1 |
| 1.8 16V       | Zetec       | 1796 cm³    | R4/16V           | 77 (105)            |                            |                                 | 01/1995–08/1995   |
| 1.8 16V       | Zetec-E     | 1796 cm³    | R4/16V           | 85 (115)            | 160 Nm bei 4500            |                                 | 01/1995–07/1998   |
| 1.8 16V       | Zetec       | 1796 cm³    | R4/16V           | 96 (130)            |                            | nur Cabrio                      | 01/1995–08/1995   |
| 2.0 16V       | Ford DOHC   | 1998 cm³    | R4/16V           | 110 (150)           |                            | RS 2000; ab 09/1995: F1 Edition | 01/1995–06/1996   |
| 2.0 16V       | Cosworth YB | 1993 cm³    | R4/16V           | 162 (220)           |                            | RS Cosworth                     | 02/1995–01/1996   |
| Dieselmotoren |             |             |                  |                     |                            |                                 |                   |
| 1.8 D         | Endura-D    | 1753 cm³    | R4/8V            | 44 (60)             | 108 Nm bei 2200            |                                 | 01/1995–12/1996   |
| 1.8 TD        | Endura-DE   | 1753 cm³    | R4/8V            | 51 (70)             | 135 Nm bei 2500            |                                 | 12/1995–07/1998   |
| 1.8 TD        | Endura-DE   | 1753 cm³    | R4/8V            | 66 (90)             | 180 Nm bei 2500            |                                 | 01/1995–07/1998 1 |

## Produktionsende
Im Oktober 1998 kam der Nachfolger in Form des Focus auf den Markt. Da der Ruf des Escort wegen Qualitätsmängeln in den 1990er-Jahren immer schlechter geworden war, wollte die Konzernleitung mit dem völlig neu und eigenständig entwickelten Auto und dem neuen Design ein Zeichen setzen und das neue Fahrzeug deutlich von dem in die Jahre gekommenen Escort abgrenzen.
Der letzte Escort lief als Escort Classic im Juli 2000 im britischen Dagenham vom Band.

## Weitere Karosserievarianten

### Stufenheck
Im September 1983 kam die Stufenheckvariante des Escort '81 mit dem eigenen Modellnamen Orion auf den Markt. Ford bezweckte damit, den Orion als höher positioniertes Fahrzeug der Kompaktklasse zu verkaufen und bot ihn deshalb nur mit den größeren Motoren (1,3 und 1,6 Liter) und besseren Ausstattungen (L, GL, Ghia und später eine Sportversion) des Escort an.
Gleichzeitig mit der ersten Überarbeitung des Escort im Januar 1986 wurde auch der Orion modernisiert. Beide trugen nun den werksinternen Zusatz (Escort/Orion) '86. Im Juli 1990 wurde die Produktion des ersten Orion beendet.
Gleichzeitig wurde der Nachfolger auf Basis des Escort '91 präsentiert. Auch er war die etwas luxuriösere Escort-Variante. Jedoch verkaufte sich diese Generation nicht wie erwartet, weshalb sie im September 1992 wie der Escort eine äußerliche und technische Modellpflege erhielt.
Ab Dezember 1993 wurde der Name Orion fallen gelassen und die Fahrzeuge schlicht als Escort Stufenheck verkauft. Der Escort Stufenheck wurde im Januar 1995 ein weiteres Mal überarbeitet und den übrigen Karosserievarianten angepasst.
Im Juli 1998 wurde die Produktion der Stufenhecklimousine eingestellt. Als Nachfolger wurde im Februar 1999 der Focus in dementsprechender Variante eingeführt.

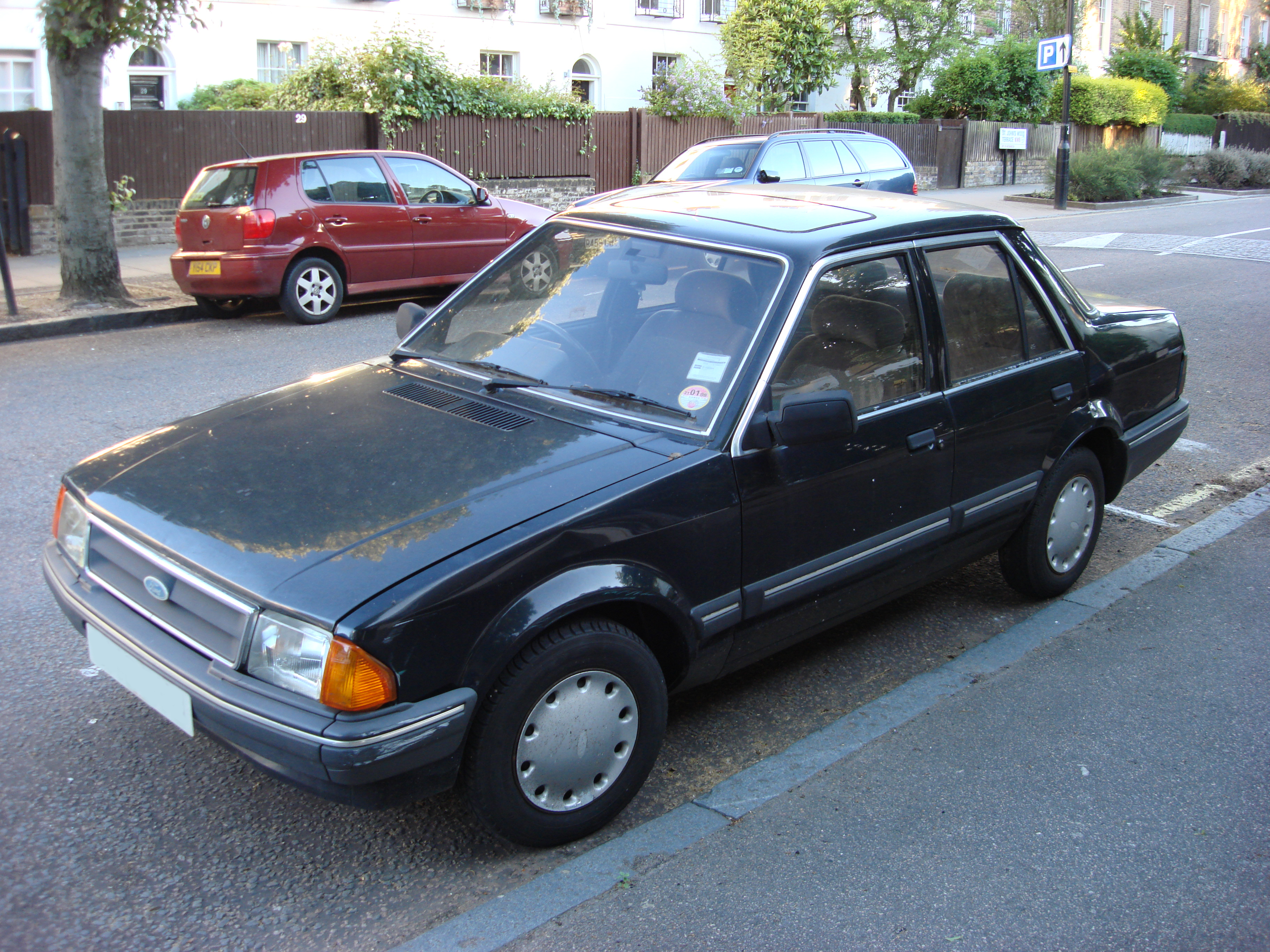
Ford Orion (1983–1986)
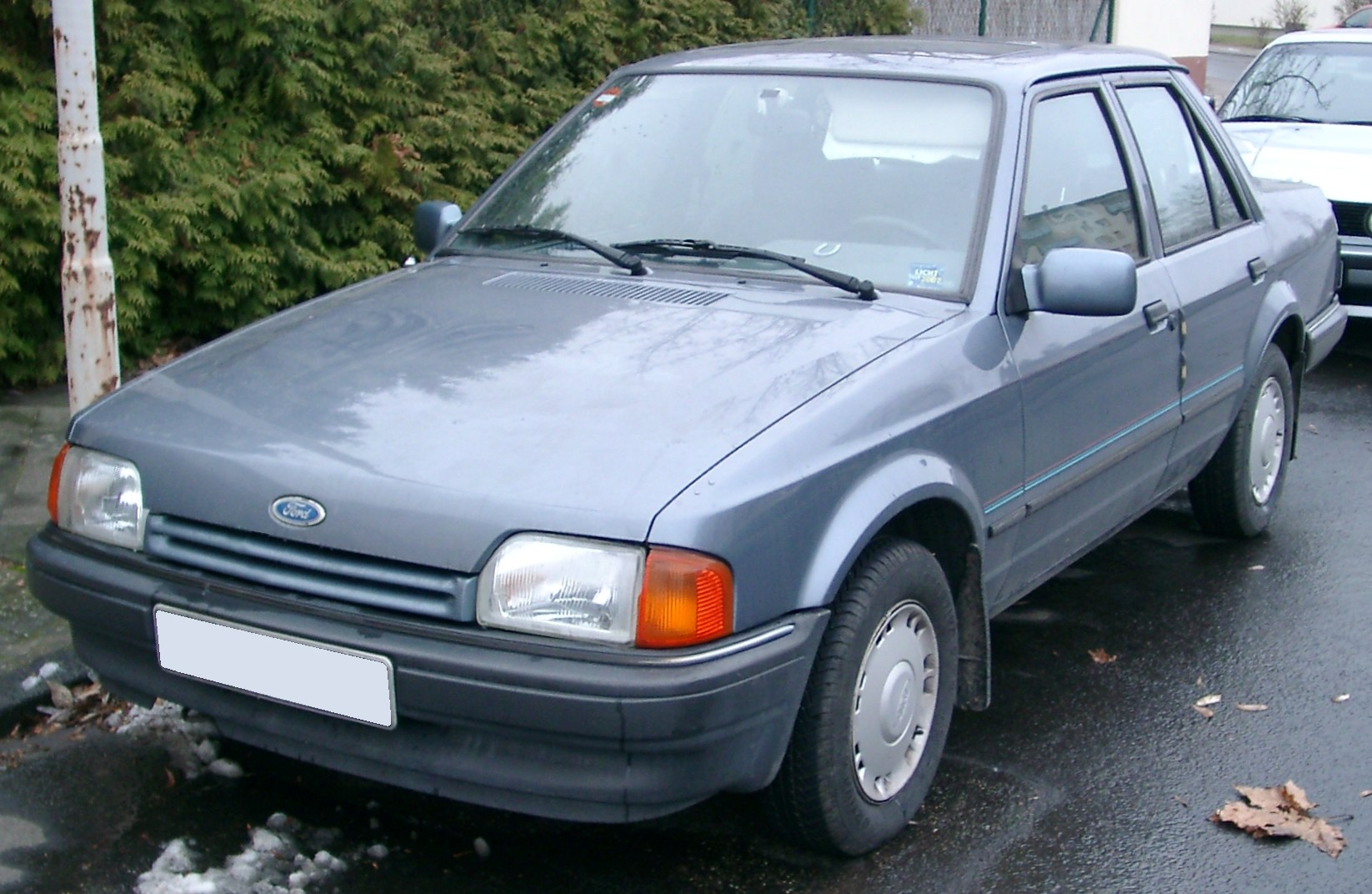
Ford Orion (1986–1990)
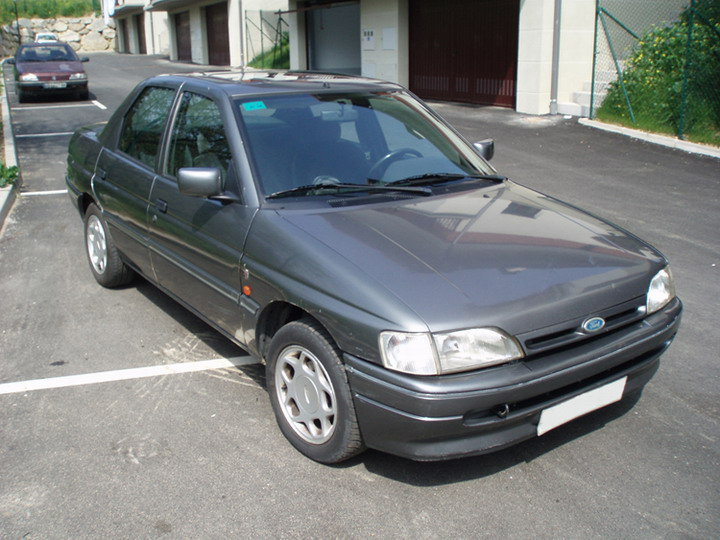
Ford Orion (1990–1992)
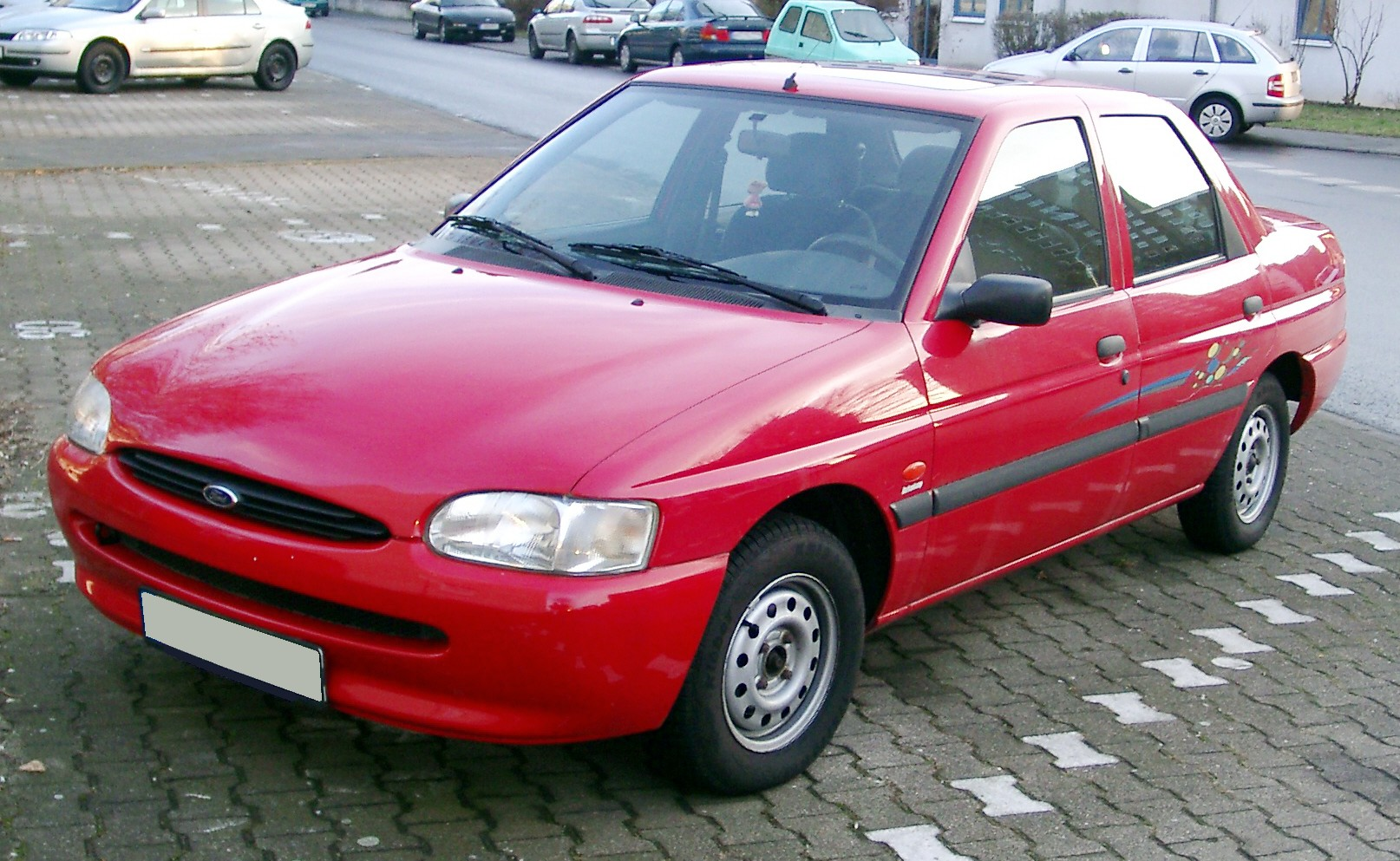
Ford Escort Stufenheck (1995–1998)
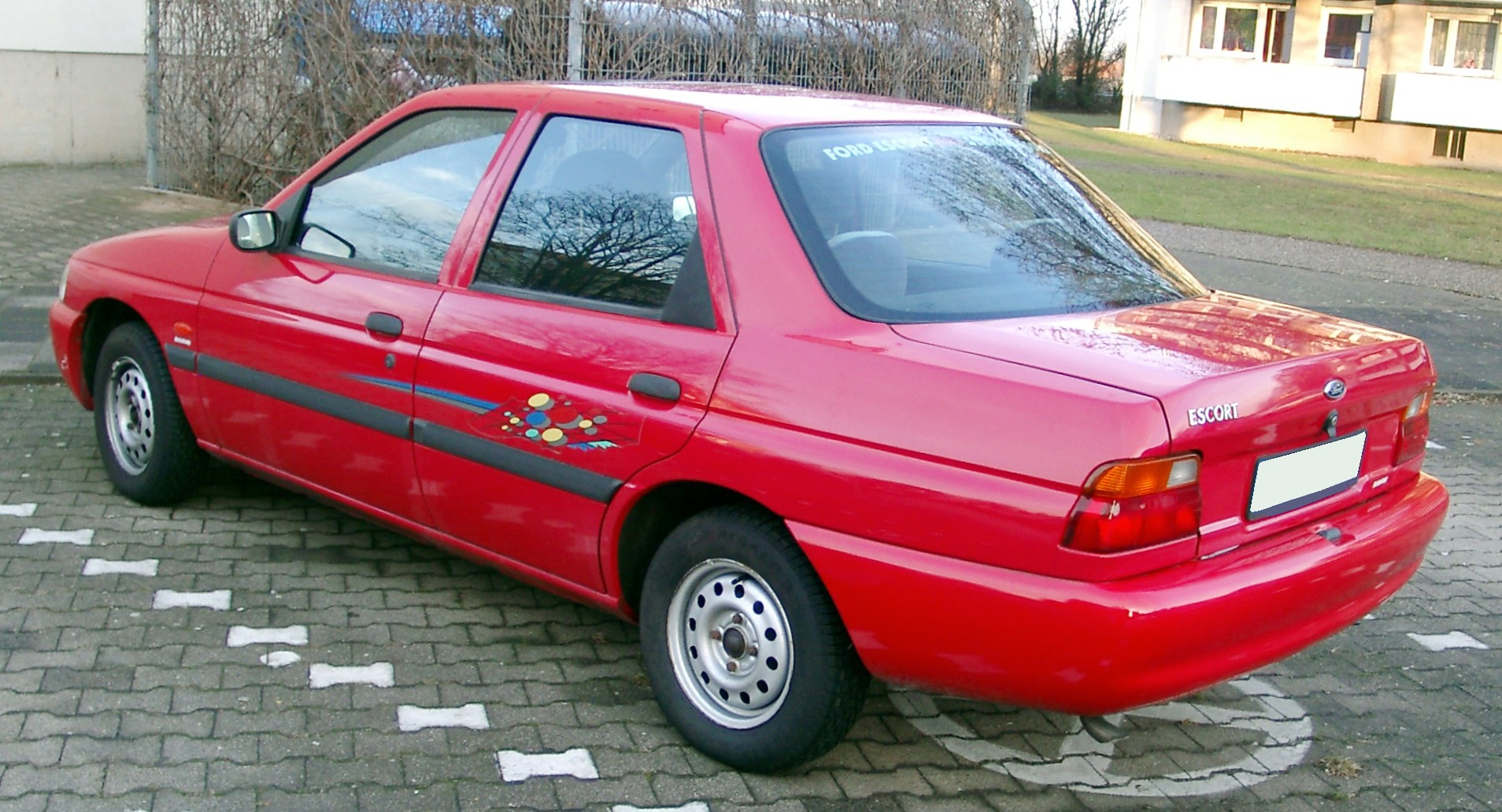
Heckansicht

### Lieferwagen
Bereits von der ersten Escort-Generation gab es ab 1969 eine Lieferwagenversion ohne hintere Seitenscheiben. Im Gegensatz zu anderen Fahrzeugen dieser Klasse steht der Kasten des Ford seitlich nur ab Höhe der Seitenfenster über den Fahrerbereich nach außen, ähnelt also schon der Form von heutigen Hochdachkombis. Als PKW mit Kastenaufbau (Kastenwagen) bot Ford von Herbst 1991 bis Ende 2001 den auf dem Fiesta basierenden Courier an.
Vor dem Escort-Lieferwagen gab es mit dem Ford Thames 307E von Ford of Britain eine analoge Version auf Basis des Escort-Vorgängers Ford Anglia. Nachfolger der Escort-Lieferwagen war der Ford Transit Connect, der eine eigenständige Karosserie bekam, aber dennoch auf der gleichen Plattform basierte wie der Escort-Nachfolger Ford Focus.
Von Februar 1981 bis Juli 1998 wurde diese Karosserieversion als Ford Express oder Ford Escort Express vermarktet.

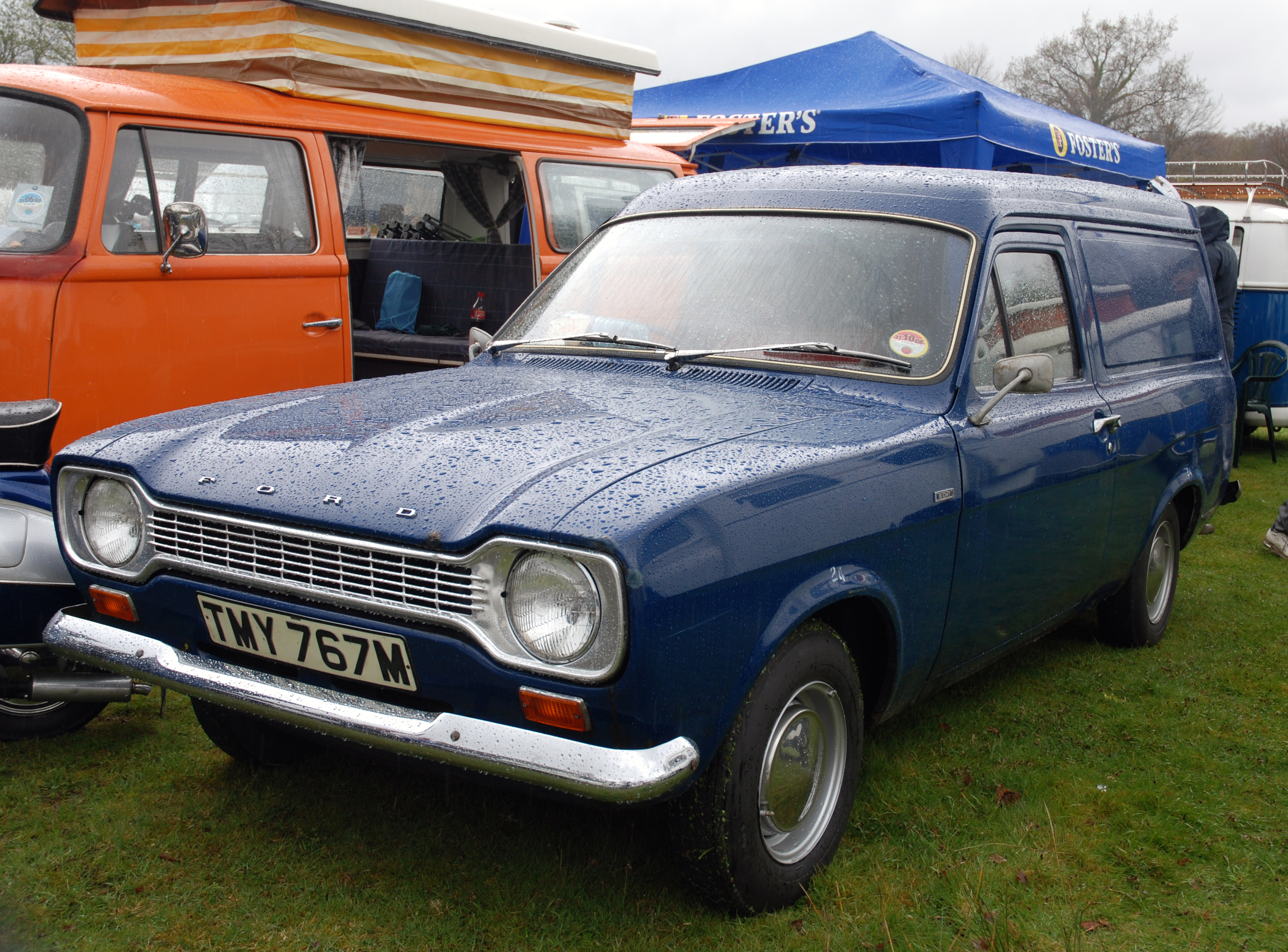
Ford Escort Van (1969–1974)
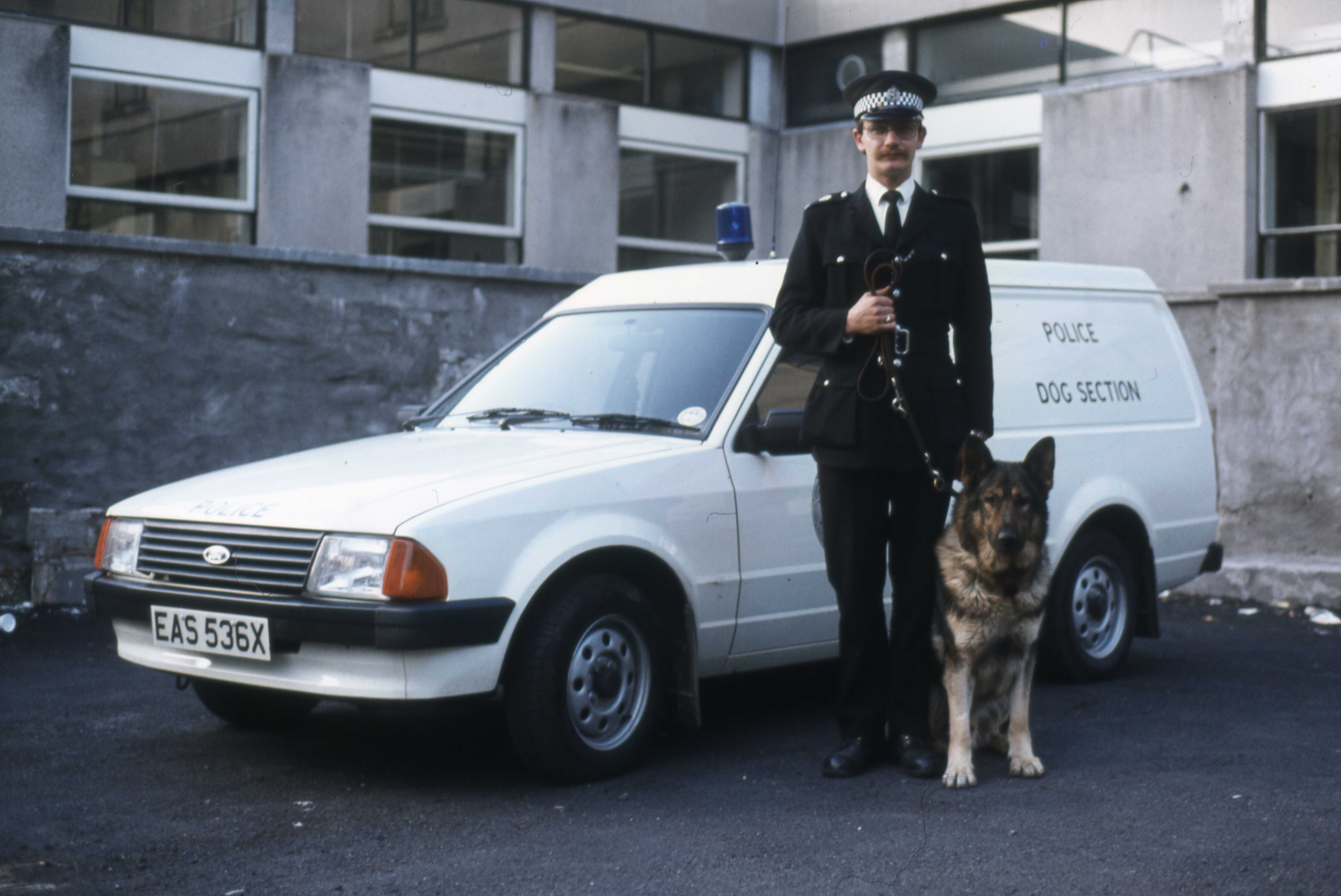
Ford Escort Express (1981–1985)
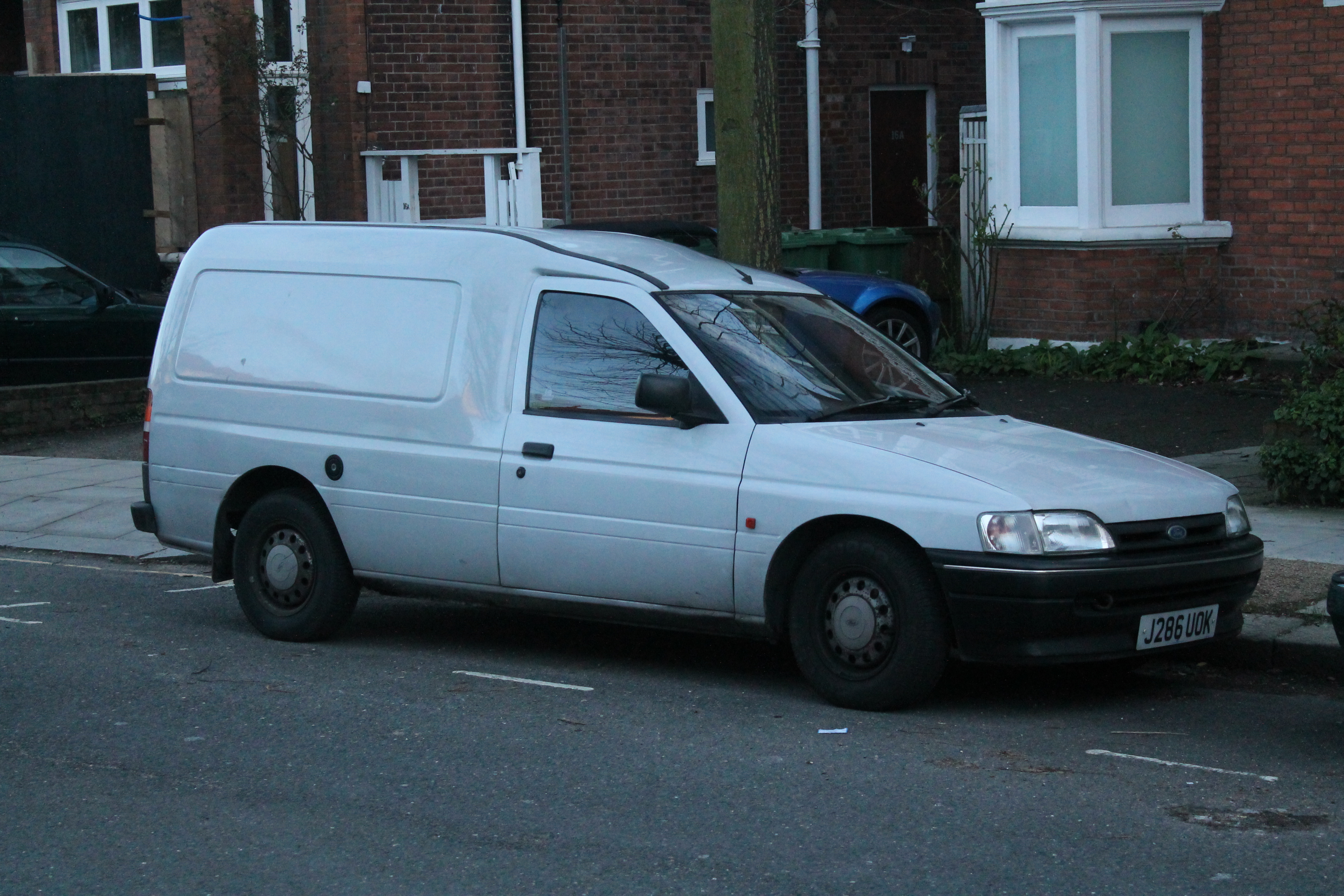
Ford Escort Express (1991–1992)

## Modellbezeichnungen
Bei Ford in Deutschland ist die Identifizierung der einzelnen Baureihen ausschließlich über die Baujahre üblich. Abkürzungen wie Mk (oder MK für Mark, deutsch Modell) gibt es in manchen anderen Märkten wie zum Beispiel Großbritannien.
In Deutschland werden umfangreichere Facelifts (Modellüberarbeitungen) meist als neue Modellgeneration gesehen, in Großbritannien hingegen zählen Facelifts in der Regel nur als geringfügige Veränderungen, weshalb die Modelle einzelner Baureihen dort für gewöhnlich über die Baujahre bzw. Modelljahre identifiziert werden. Der Escort ’93 wird dort als Facelift der fünften Baureihe (MK5b) geführt, weshalb dort der Escort nur sechs Baureihen hat.
Auch andere Abkürzungen mit Ziffern, wie zum Beispiel Escort 7 oder Escort VII, haben sich außerhalb der Ford-Werke im Laufe der Jahre eingebürgert, offiziell bezeichnet Ford sie jedoch nach wie vor über die Baujahre.

## Kurzüberblick
| Escort ’68            | 11/1967–10/1974 |  |
| Escort ’75            | 11/1974–07/1977 |  |
| Escort ’75 (Facelift) | 08/1977–07/1980 |  |
| Escort ’81            | 07/1980–12/1985 |  |
| Escort ’86            | 01/1986–07/1990 |  |
| Escort ’91            | 07/1990–09/1992 |  |
| Escort ’93 (Facelift) | 09/1992–01/1995 |  |
| Escort ’95 (Facelift) | 01/1995–07/1998 |  |
| Escort Classic        | 10/1998–07/2000 |  |